# 保安林
保安林（ほあんりん）は森林法によって定められた森林の一種。木材生産ではなく、水源の保持・土砂災害の防止・生活環境の向上などの森林が持つ公益的機能を重視し、機能を発揮することを一般の森林以上に期待された特別な森林である。

## 概要
保安林は都道府県知事や農林水産大臣によって一般の森林の中から指定される。保安林は森林が持つ公益的機能を発揮することに重点を置く一方で、木材生産の場としてはあまり重要視されない。樹木の伐採にあたっては後述のように制限がかけられている。制限の強弱の程度については保安林の種類や状況によって差がある。また、保安林を住宅地や工場用地などに安易に転用することにも制限がかけられている。
指定にあたり森林を構成する主要樹種（広葉樹か針葉樹かなど）、所有の形態（民有林、国有林、分収林）などには左右されない。ただし契約終了時に樹木を皆伐して売却益を分収するような分収林契約を結んでいる森林において、択伐や禁伐などの伐採条件が厳しい保安林に指定されてしまうと当初の契約が遂行できないために、後述のように伐採制限が比較的緩い水源かん養保安林を除いてなるべく指定を回避するか、万が一厳しい条件で指定になってしまった場合は保安林部分を分収林契約地として除外するなどの対策が取られる。

## 歴史
様々な目的のために樹木の伐採を控えるということは昔から行われてきたことが記録に残る。日本では670年代天武天皇が飛鳥川上流の南淵山（現在の奈良県高取町高取山）周辺を禁伐とした記録が残る。この時代、燃料や建材として木材・木炭を大量に消費する人口が集中する都市部周辺、同じく大量に消費する産業の周辺（たとえば陶磁器製造、たたら製鉄（酸化鉄の還元を木炭で行う）、製塩（濃縮海水を煮詰める作業の燃料として木材を使う））では部分的に森林が荒廃していたと考えられている。荒廃地周辺では植生も変化し広葉樹の過剰利用が続くとマツ類が優先するようになった。集落では入会地としてルールを作り共有財産として森林を使うようになった。
江戸時代に入ると前述の要素に加えて人口増加、都市部への人口集中、たびたび起こった江戸の火事からの復興のための大量の木材消費、海運の発達により全国各地から木材を調達可能になったことなどで全国的に森林が荒廃した。1660年代幕府は諸国山川掟を出し根株まで採取してしまうことを禁止した。これは土砂災害防止および治水という公益的機能に重点を置いたものであり、今の保安林制度にも近いものであった。また各地の藩では留山と称する禁伐山を設定し有用樹種の保護と育成に努めた。江戸時代の森林は相当に荒廃していたと考えられており、各地を描いた浮世絵では山はマツ類を主体とした疎林のはげ山のようなものとして描かれていることが多い。はげ山からは土砂が大量に流出し治山治水上の問題を起こしてはいたが、一方で河川によって運搬され海岸に堆積し砂浜を拡大させたと考えられている。砂浜からは強風で砂が内陸に飛ばされることで農地や生活に影響を与えることから防砂のための森林造成も行われた。
現在の保安林制度が作られたのは明治時代になってからである。

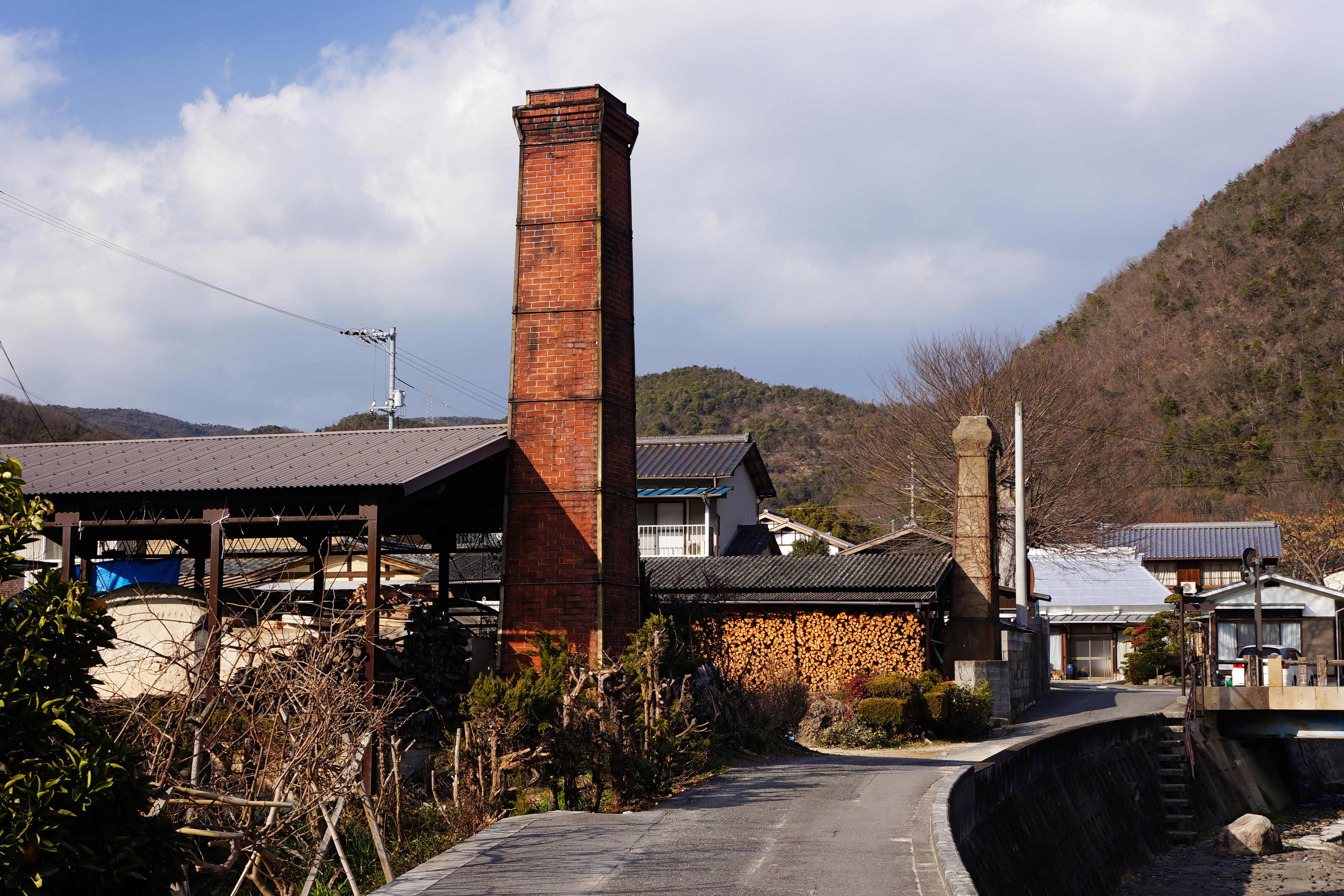
備前焼の窯元で煙突の根元に大量の木材が見える。（岡山県）

## 保安林の制限
保安林において樹木の伐採および土地の切り盛り、土石の採取、家畜の放牧などを行う場合は、規模の大小に関わらず森林の利用者と都道府県の保安林担当者との間で事前に内容を協議し許可をもらうことが必要になる（国有林内の作業も都道府県が管轄する）。ただし、危険木の伐採（例えば送電線にかかりそうな樹木の伐採撤去）は協議ではなく森林利用者による一方的な届出でもよく、また緊急性を要する事案（たとえば道路に保安林の樹木が倒れてきたので撤去する場合）などは事後の協議でも良いとされている。

### 指定施業要件
指定施業要件とは保安林の伐採の方法及び伐採後の植栽の必要性の有無について定めたもので保安林ごとに設定される。収穫して利用する伐採は皆伐（森林の樹木を殆ど全部伐採すること）、択伐（一部だけ伐採すること）、禁伐（伐採を一切禁止すること）の3種類に分けられる。これらとは別に森林内で生育の悪い個体を間引くための間伐が設定されており、禁伐と定められている保安林でも間伐はできることがある。保安林の択伐や間伐での伐採限度は保安林が蓄積している材積に対しての伐採する材積で表される。かつては限度の材積率は20%であったが、2000年代以降35%に見直される森林が増えてきている。これは日本で徐々に普及が進んでいる高性能林業機械による伐採を考えた場合に20％では厳しすぎるからとされている。
皆伐できる保安林（ほぼ水源かん養保安林に限られる）でも特定の流域で一度に大面積の森林が皆伐されてしまうことは、公益的機能の維持に支障をきたすとして都道府県による規制がある。民有林において保安林を皆伐したい場合は都道府県が定める年4回の募集期間内に伐採計画を伐採者と都道府県担当者で協議し、都道府県は流域ごとに申請されている皆伐面積を把握したうえで伐採許可を出すか判断する。
伐採後の苗木の植栽については義務の場所とそうでない場所がある。制限に反した行為をした場合には森林法第38条に基づく中止命令・造林命令・復旧命令・植栽命令の都道府県知事の名前で監督処分を行い、森林法第206条〜210条、212条による罰則がある。

### 作業許可
作業許可とは指定施業要件とは別に定められる制限である。

## 保安林の優遇措置
樹木の伐採売却や、土地の売却などに制限がかけられる一方で、保安林に指定されると規制内容に応じて優遇される。立木資産の凍結に対する利子相当分の損失補償を受けられることがある。また、固定資産税、不動産取得税、特別土地保有税は非課税になる。相続税、贈与税は伐採制限の内容に応じ課税額の3〜8割が控除される。一定の条件の下、保安林維持の為に、日本政策金融公庫から長期で低利に融資を得ることができる。

## 保安林に設置される構造物
林野庁及び都道府県などの林業系の部署が荒廃地を復旧する治山事業として建設する各種の構造物（森林法の中では第41条などで保安施設と呼ばれるもの）は「保安林の健全な生育を助けるため」という名目で建設され、建設場所は荒廃し機能が低下したと判断される保安林内に限られる。ただし、構造物建設予定地の荒廃の程度が酷く森林でないと判断される場合には、治山構造物だけを荒廃地に作り暫定的に保安施設地区と呼ぶ。保安施設地区は将来的に森林が成立したと判断されると保安林へ転換される。
たとえば、砂防ダム（林野庁や都道府県の林業系の部署では治山ダムと呼ぶ）ではダムを作ることによって、ダム上流側の渓流の勾配が緩和されて堆砂敷が造られる。渓床勾配が緩くなることで両側斜面も浸食されにくくなり（山脚の固定などという）保安林の生育に適した状態になる。同じように山の斜面に設置される土留工、法枠工、地すべり防止工、落石防止工、雪崩防止工などは「土砂、石、雪の移動による森林の衰退を防ぎ健全な保安林にする」、海岸などに設置される防風柵は「風による倒伏、飛砂による埋没から苗木を守り健全な保安林にする」という名目で建設される構造物である。このように土石流、土砂崩れ、地すべり、落石、雪崩、飛砂等に対する防災構造物を治山事業として作りたい場合は、構造物の建設予定地周辺を保安林に指定する必要がある。ただし、すべての種類の保安林で治山事業による構造物を作ることができるというわけではなく、森林法第25条における第1号から第11号までに記載されている保安林のうち、第1号から第7号までの種類に限られる。このために第8号から第11号までの保安林において構造物を作りたい場合には最低限荒廃部分だけでも、第1号から第7号までの保安林と兼ねて指定する必要がある（号数と適合する保安林の種類の関係は後節を参考のこと）。

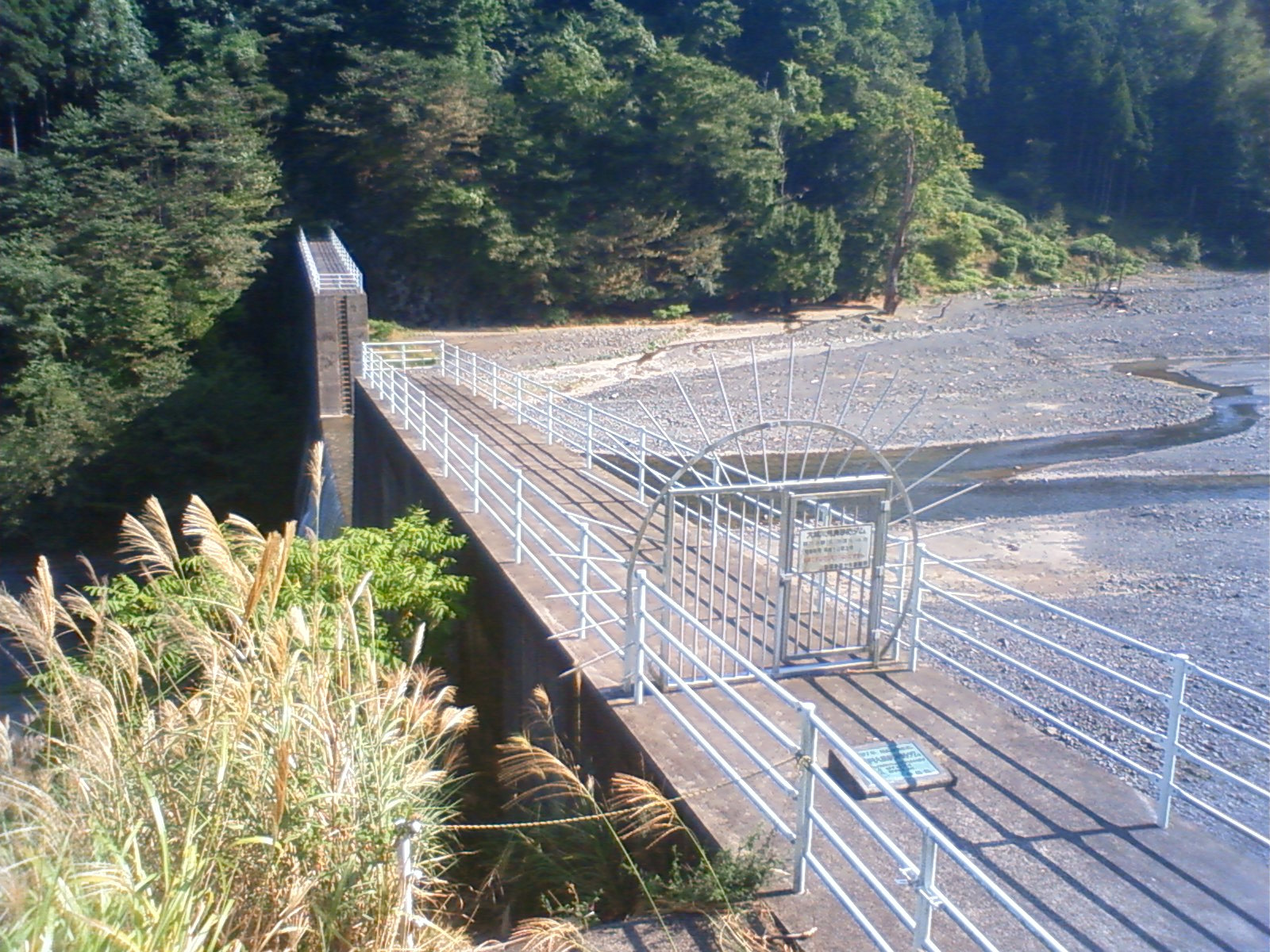
砂防ダム上流（画面右）には緩やかな堆砂敷が形成される
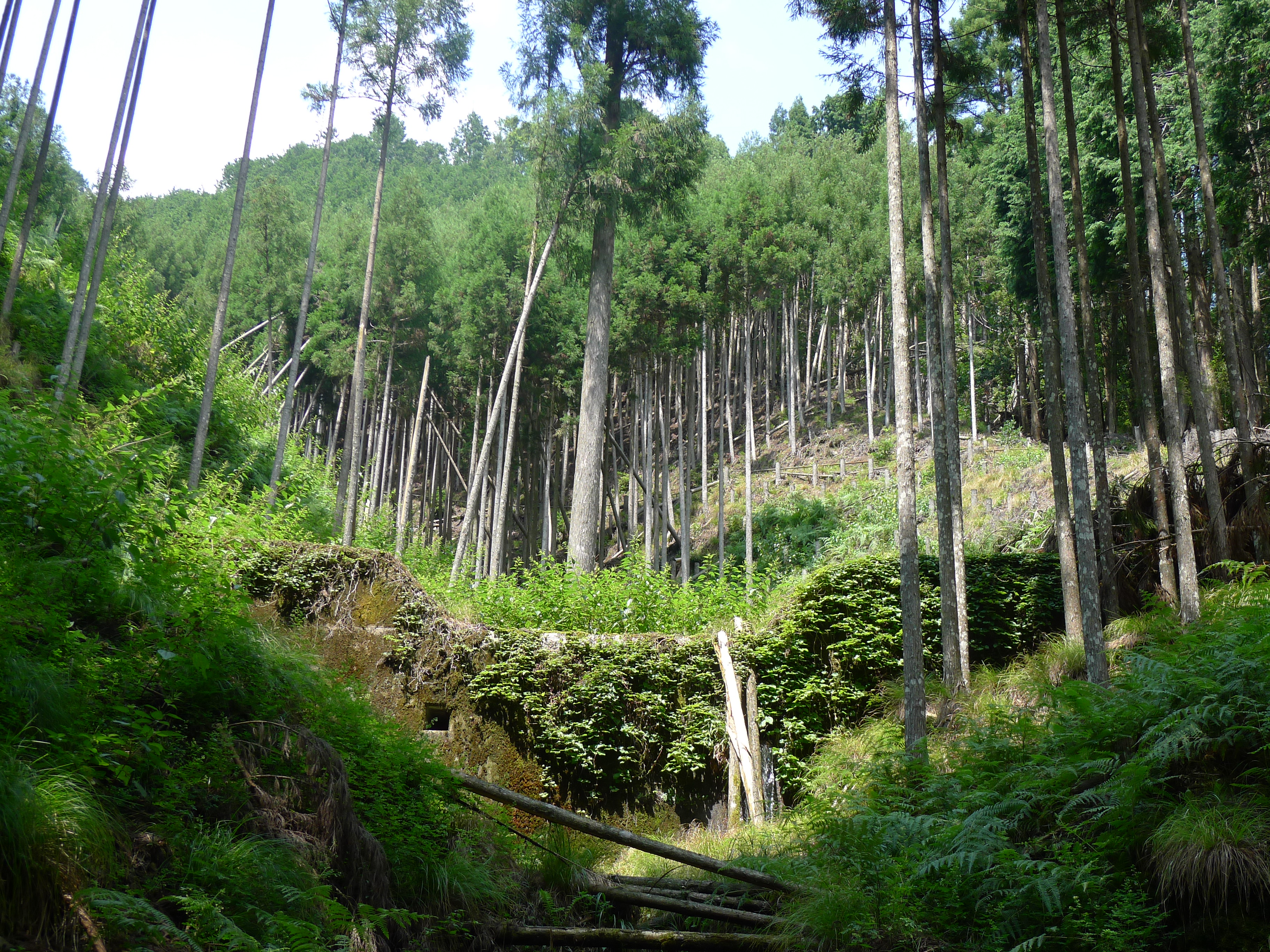
堆砂敷に樹が生え提体も苔むして山と同化した砂防ダム（京都府）
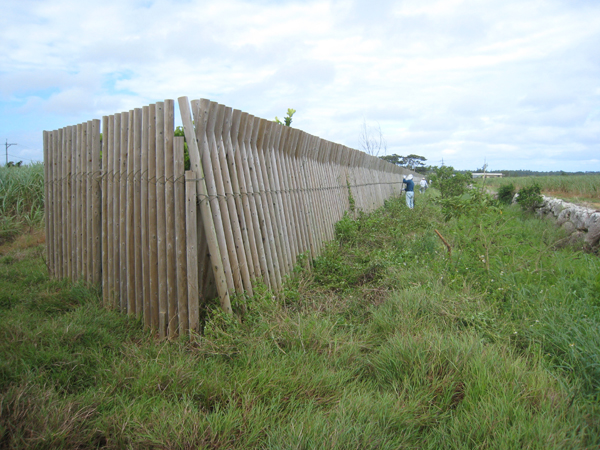
苗木を保護する防風柵
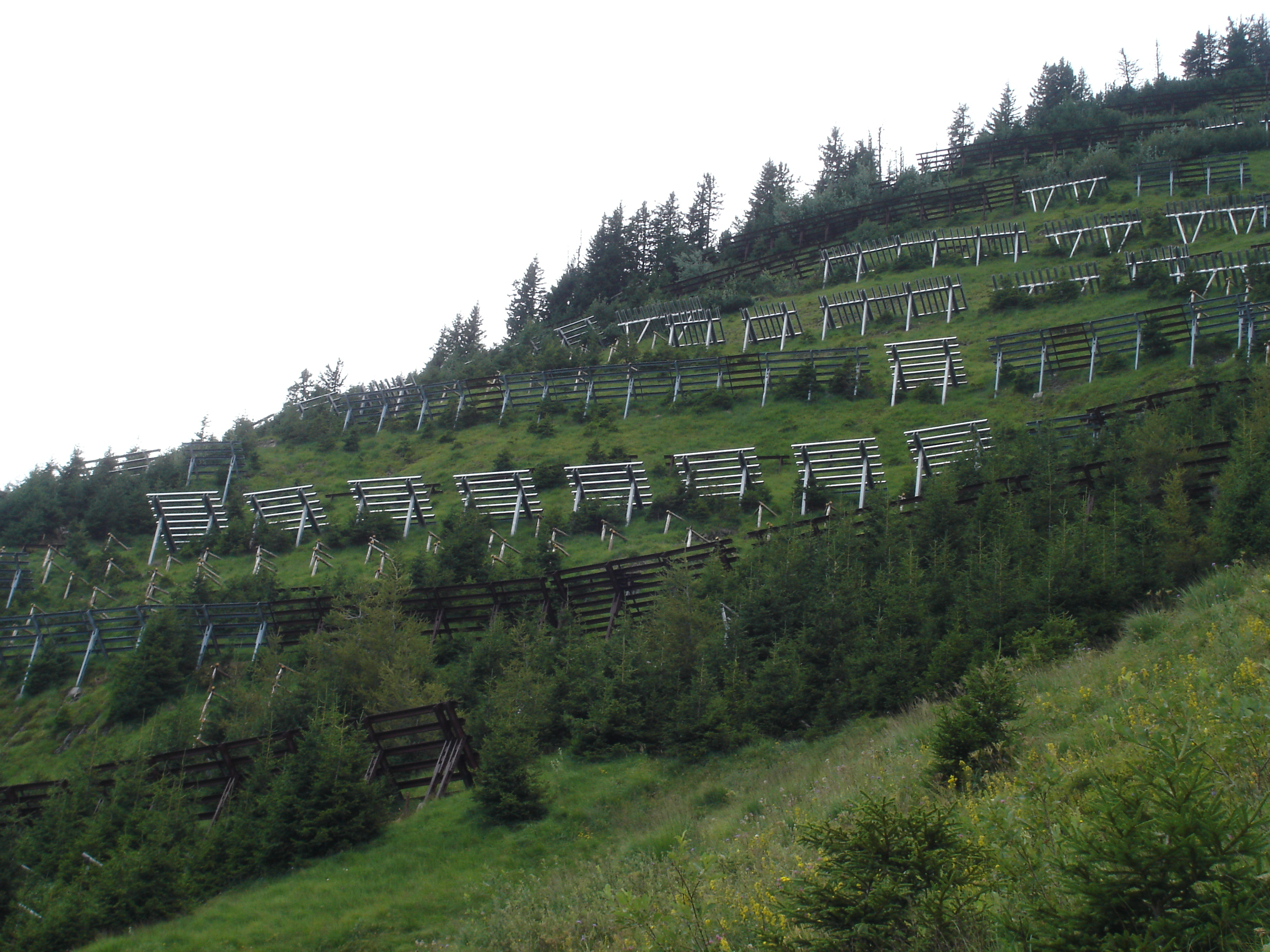
斜面に多数設置された雪崩予防柵（スイス）
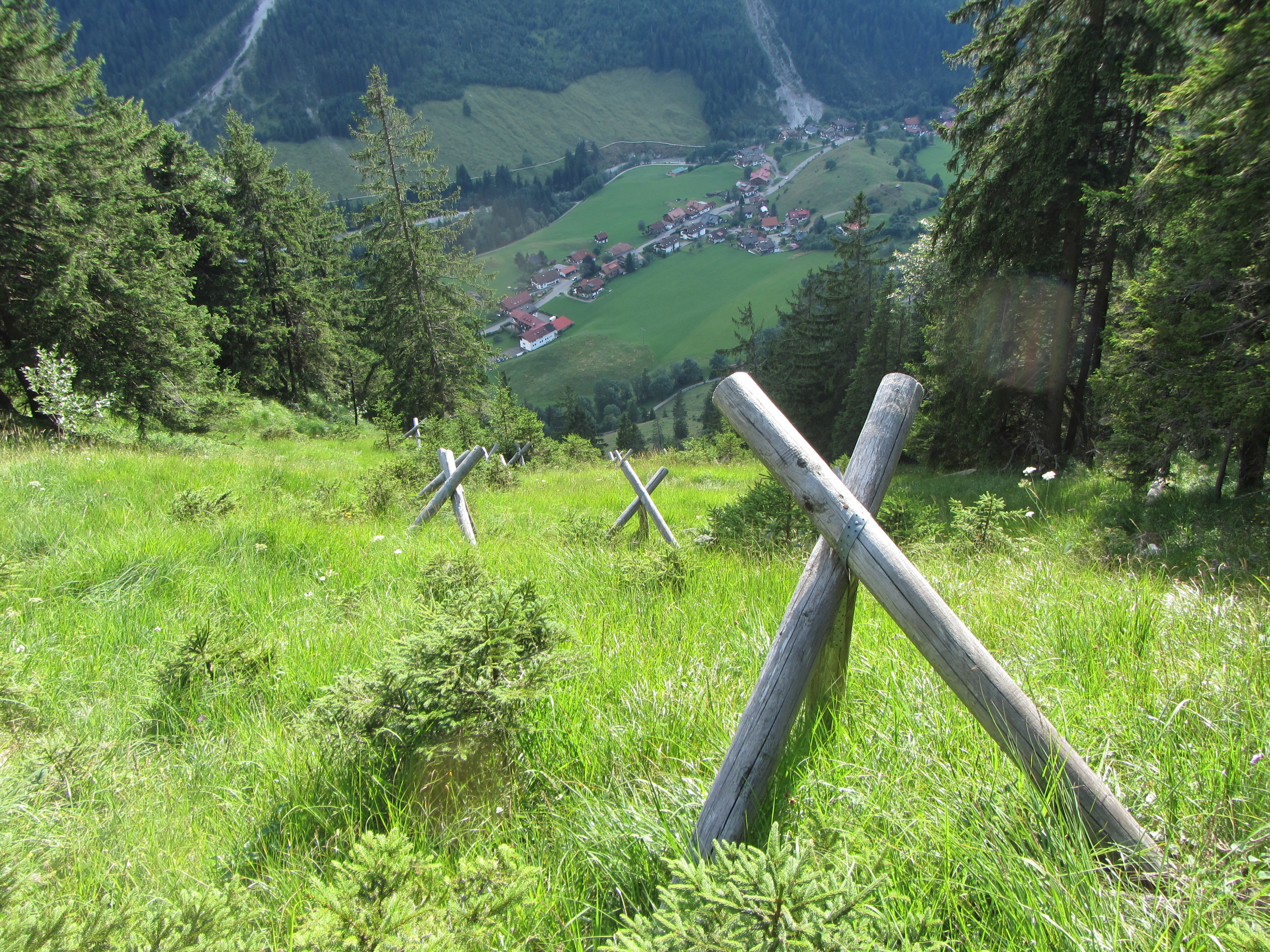
雪崩防止の木製枠工とすぐ横で育つ苗木（ドイツ）
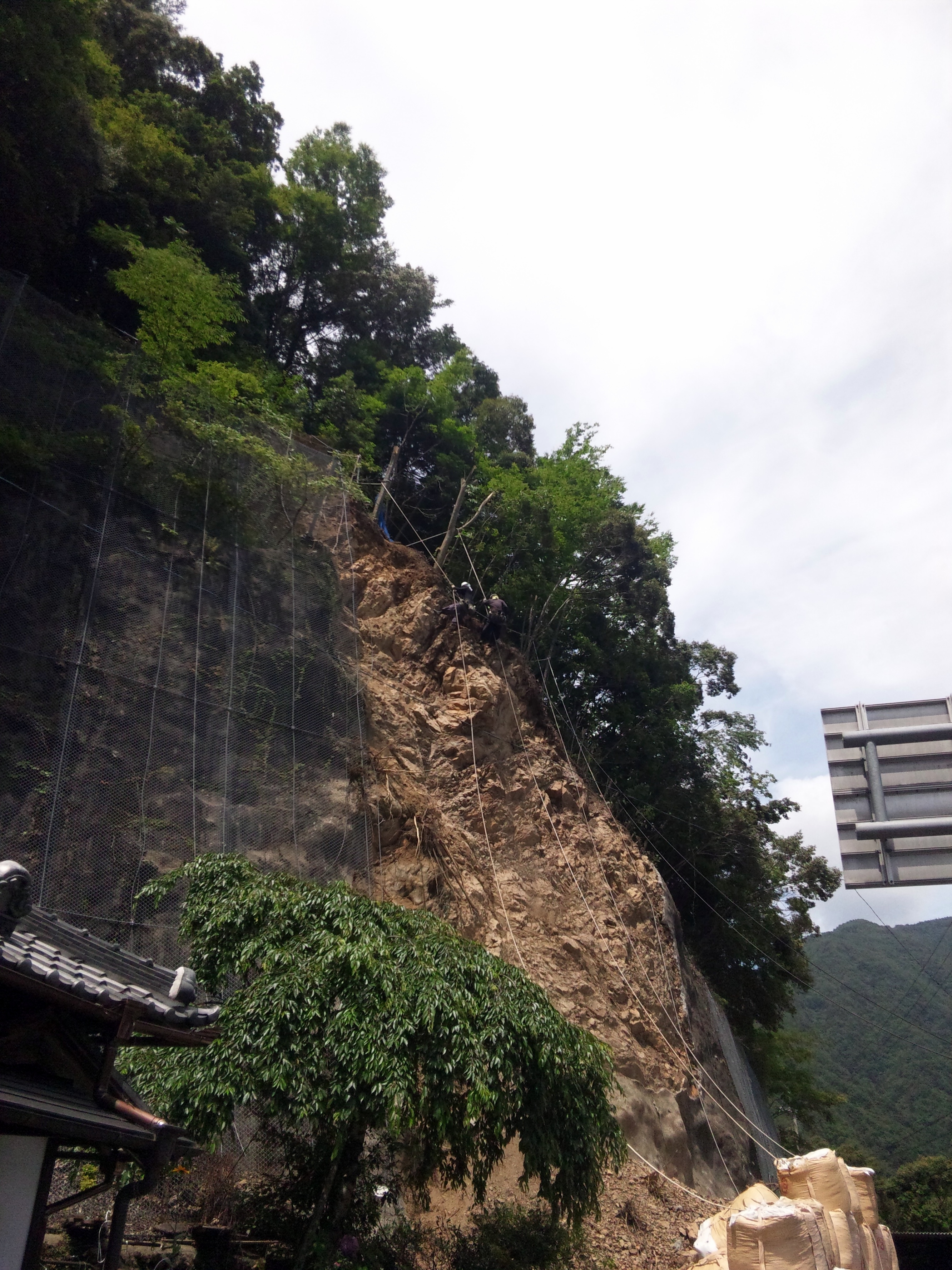
落石防護の金網
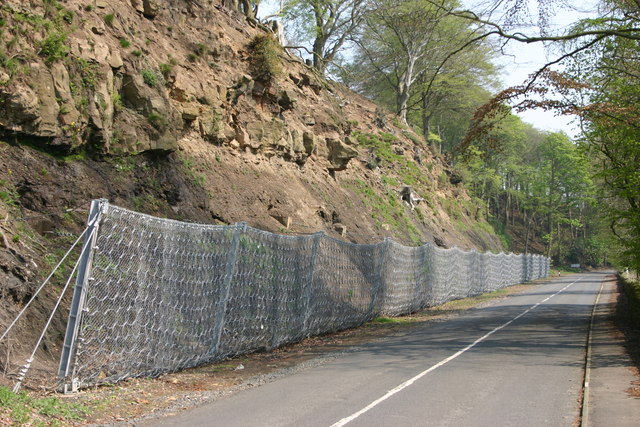
斜面下部に設置された落石防止の鋼製ネット
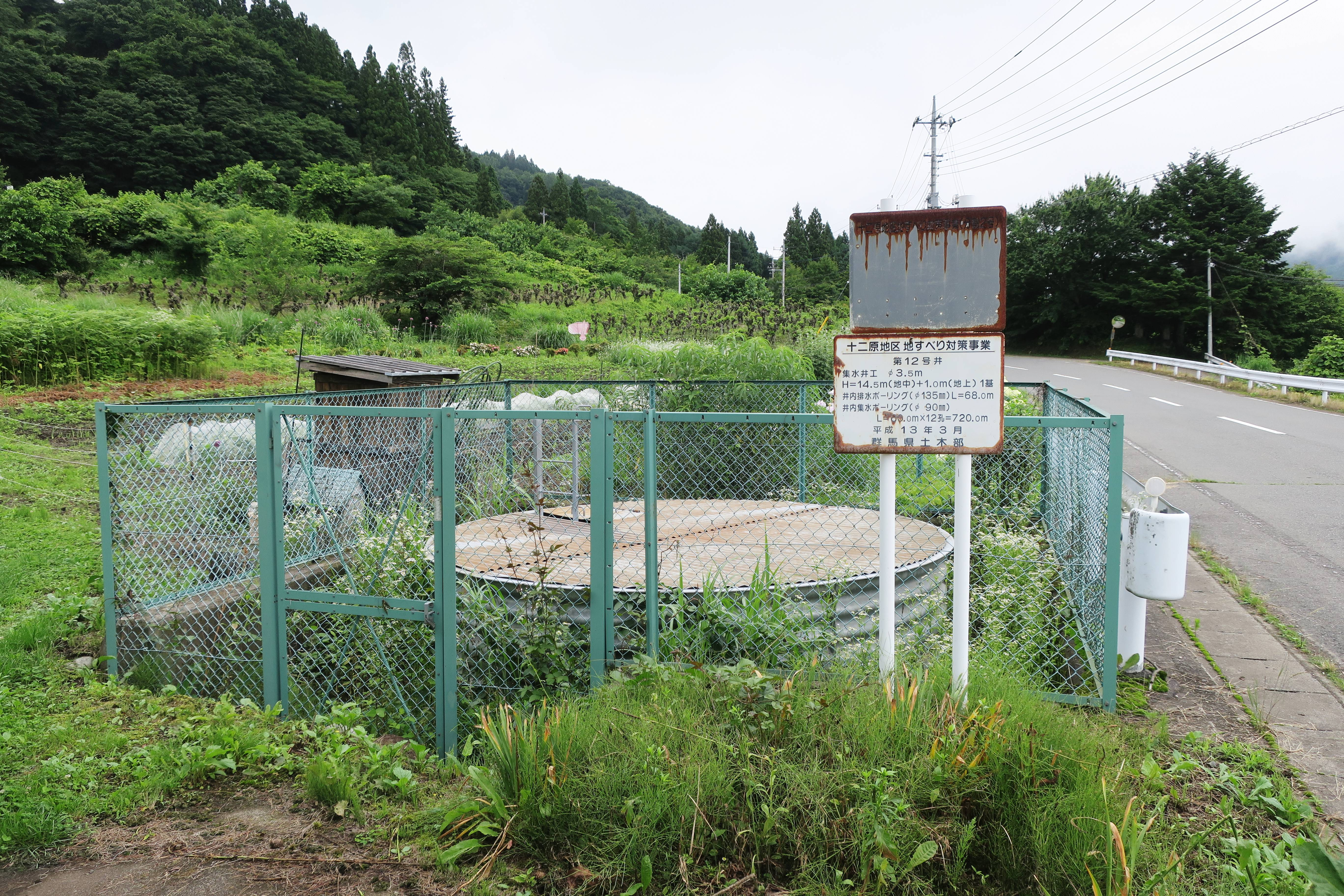
地すべり防止で地下水を排水する集水井（群馬県）

## 保安林の指定と解除

### 保安林の指定
保安林の指定は原則として民有林は都道府県知事、国有林は農林水産大臣が行うが、2都道府県以上に跨る河川の流域（河川法における一級河川相当の河川の流域と説明されることもある）における3大保安林（水源かん養保安林、土砂流出防備保安林、土砂崩壊防止保安林）に関しては民有林であっても農林水産大臣の権限で行う。ちなみに下記の解除も同様である。
保安林は所在地（地番）で指定され、不動産登記では地目「保安林」と記載される。ただし、地番の一部だけを保安林とする場合は地目「山林」などとして登記されており、登記簿を見ただけではわからないようになっている。保安林の各種の情報（所有者、所在地、図面、保安林の種類、伐採の条件、保安林指定日等）は、都道府県の保安林担当の部署が保安林台帳を作り管理しているため、ある地番が保安林に該当するかどうかは都道府県に問い合わせるのが最も早く確実である。
民有地で新たに森林を保安林に指定したい場合、形式上はその所在地（地番）の森林を所有する所有者が都道府県に対し各種申請書を提出し、都道府県ではそれを審査し指定の可否を判断する。ただし、実際には用意する書類が多いこともあり、森林所有者には保安林指定への同意書だけを書いてもらって、都道府県の保安林担当者が各種資料を用意して都道府県知事の名前で申請書一式を作り審査に臨むということが多い。前述のように治山事業を行うためには該当森林を保安林へ指定することが条件となっていることから、荒廃地を治山事業で復旧したい市町村や都道府県の担当者が森林所有者に状況を説明して同意書を書いてもらうこともある。
原則は該当地番一筆を全部保安林に指定することを目指して所有者と交渉する。樹木の伐採や土地の利用に制限がかかることから一筆保安林指定に難色を示す所有者もおり、その場合は分筆後の再申請、もしくは地番のうちの一部を保安林とすることで妥協することもある。申請書は都道府県の本庁を経て農林水産省で審査を受け、保安林指定が決まった場合は官報で告示される。この告示日が保安林指定日となる。告示後しばらくしてから登記簿の地目の変更が行われ、登記簿上も保安林に変わる。保安林に決まった区域には保安林の種類が書かれた黄色い四角形の標識や棒状の標柱が建てられるが、かつて指定された場所を中心に標識・標柱がない区域も多数ある。

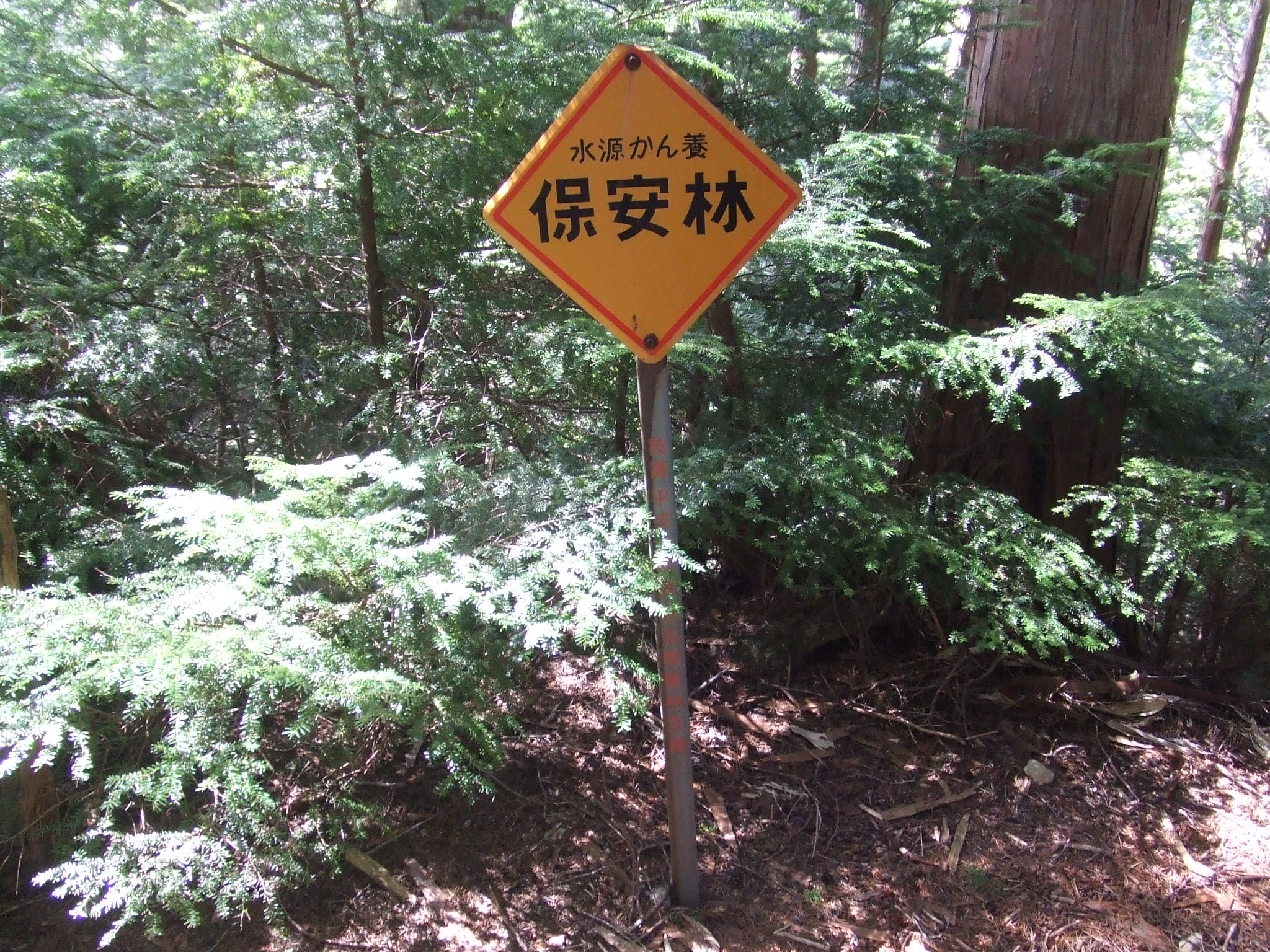
保安林を示す標識（岐阜県）
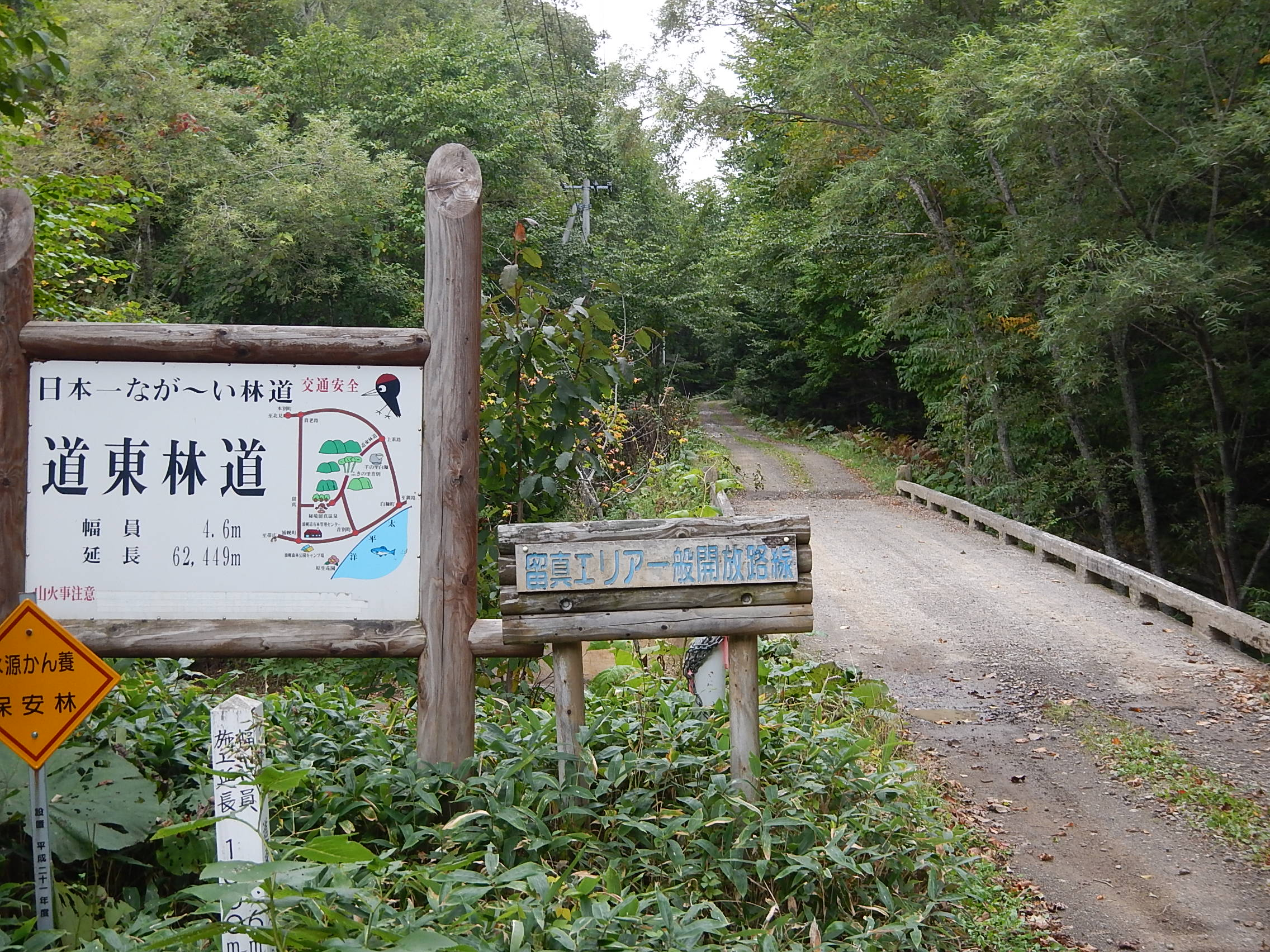
保安林を示す標識。地域や年代で微妙にデザインが異なる（北海道）
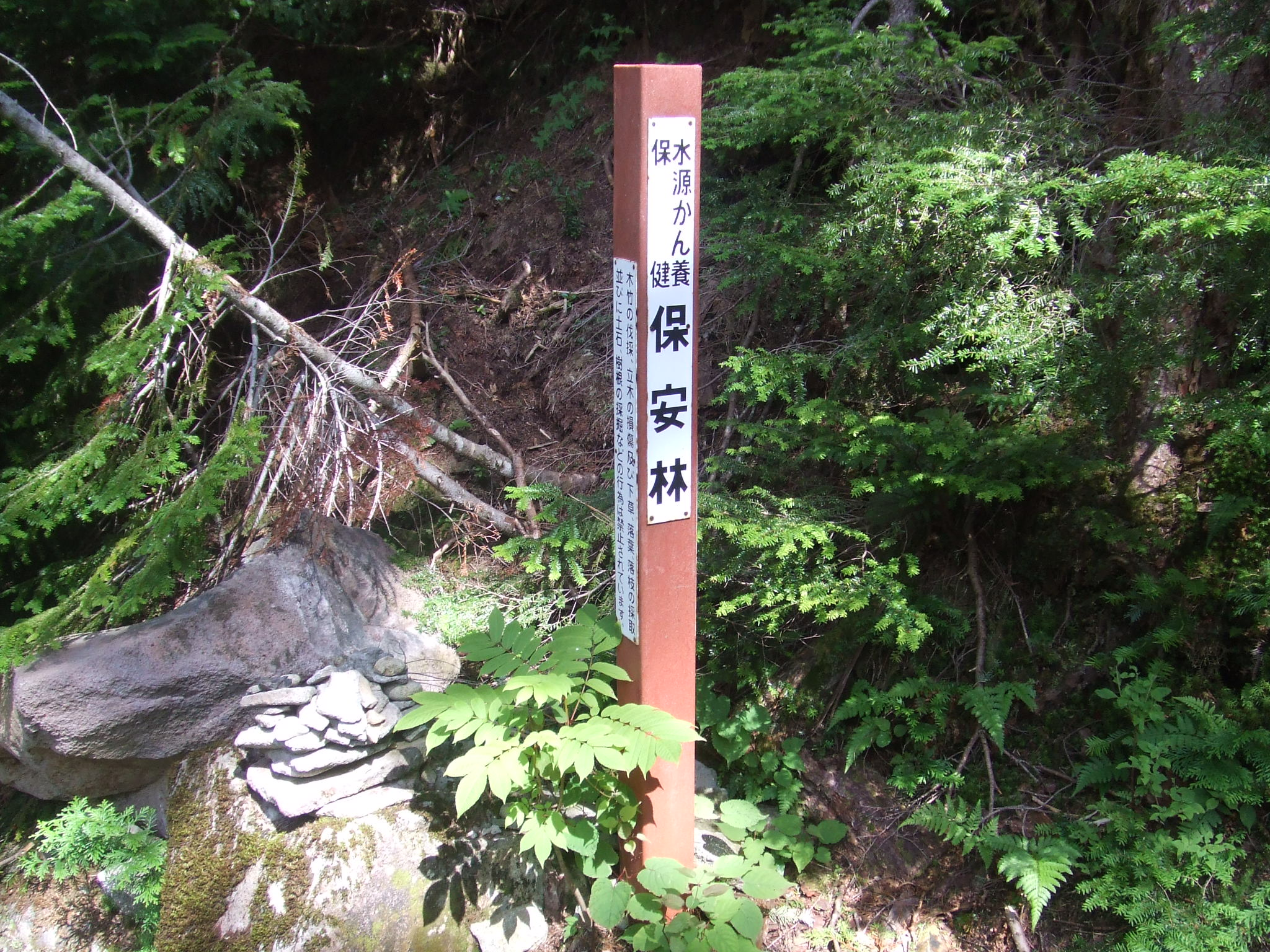
保安林を示す標柱（岐阜県）
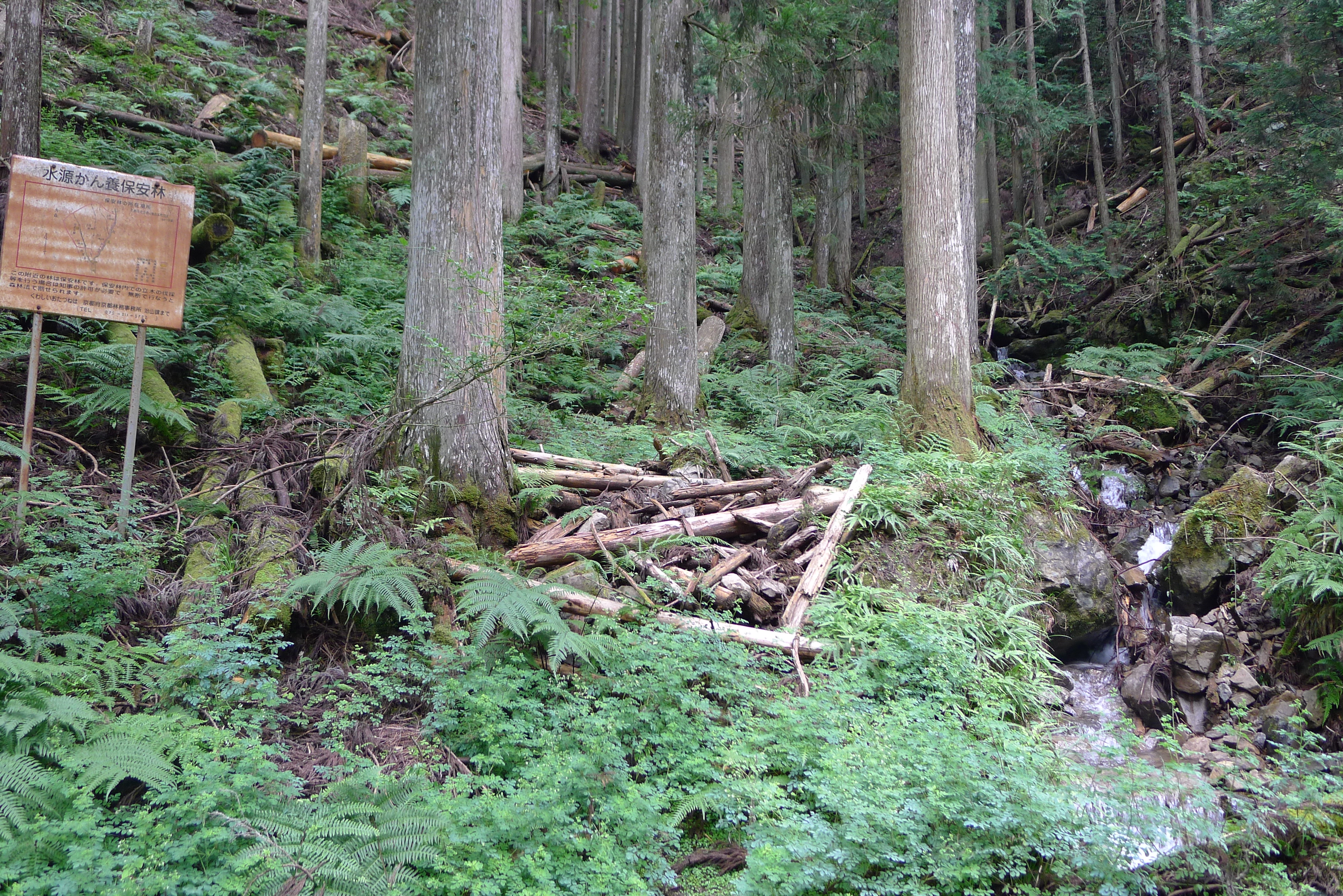
地図付きの保安林の看板

### 保安林の解除と作業許可
保安林は開発許可を取るのが特に難しい森林であり、一度保安林に指定された森林において保安林の解除は原則として出来ない。仮に保安林である森林が山火事や病虫害で壊滅状態になった場合でも法的には無立木地の保安林として扱われる。森林法上で保安林が解除が出来るとされている例は2つある。1つ目はその保安林が保全対象としているもの（集落や農地など）が消滅した場合、2つ目は公益上の理由で保安林を解除する必要がある場合である。これらの場合は審査のうえで解除することができるとされている。後者の「公益上の理由」というのは幅広く、道路、ゴルフ場、スキー場、住宅団地、工場、発電所、採石場などへの転用も含まれる。保安林の解除転用についてはもめ事になりやすく、しばしば裁判に持ち込まれる。森林法ではなく林野庁からの通知文を根拠に解除を認めた判例もある（後述）
業者や自治体から提出された転用計画及び現場の保安林の状況と照らし合わせ、現場の保安林を第1級地（どんな理由でも絶対に解除しない保安林）、もしくは第2級地（必要に応じて解除することも可能な保安林）に分類する。第1級地には治山事業による構造物（土石流、がけ崩れ、落石、地すべり、雪崩、強風、飛砂等に対応する構造物）を建設した保安林、治山事業による下刈や間伐等の作業を行ってから一定期間内の保安林（これら2つはそもそも治山事業が保安林内で行う事業と定義されているために、保安林を解除してしまうと事業を実施した理由を失ってしまうからである。）、区域のほとんどが急傾斜地にある保安林、人家等の保全対象に隣接し効果が期待される保安林などが該当する。また、保安林の解除から開発にあたり一部を保安林として残すことが求められるが、この際に残すまたは開発の代替地として新規に指定する保安林部分も第1級地の扱いになる。第2級地は第1級地以外の保安林とされている。1級、2級のランク付けは転用計画によって異なり、あらかじめ決められているものではない。
保安林内の作業許可を数年毎に延長し続けて実質的に解除のような状態にするものもある。

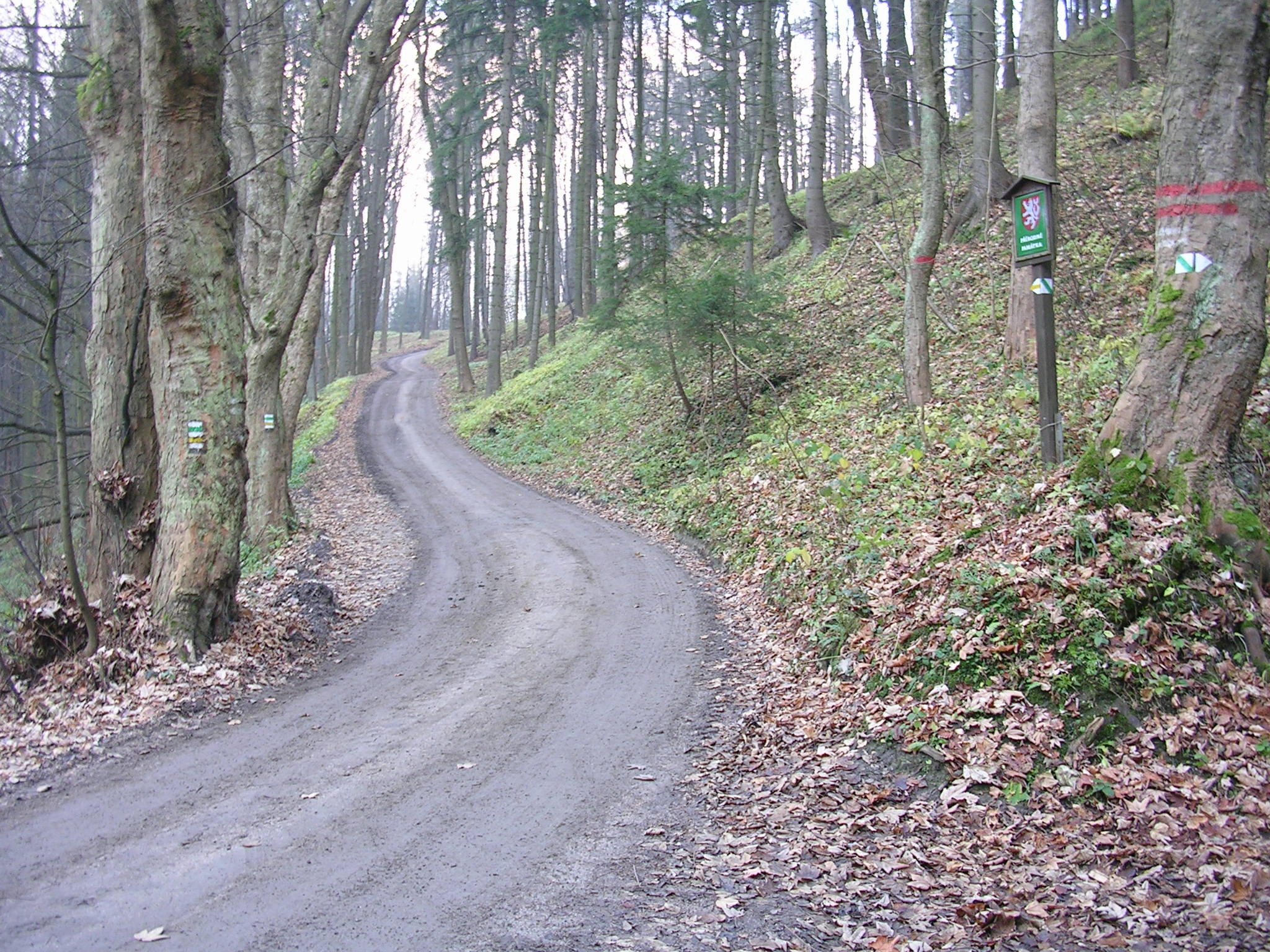
森林を伐採して作られた林道
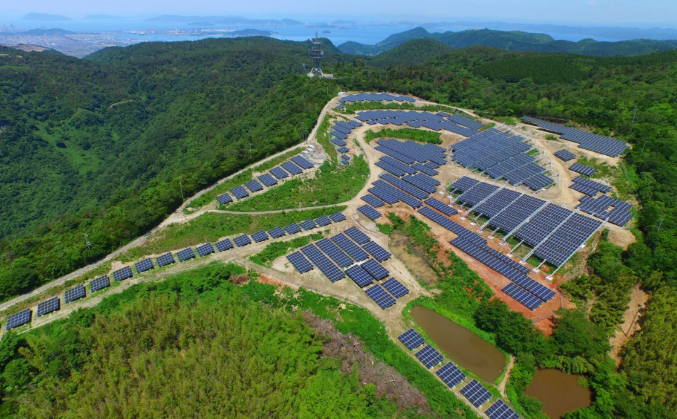
森林を伐採して作られた太陽光発電所
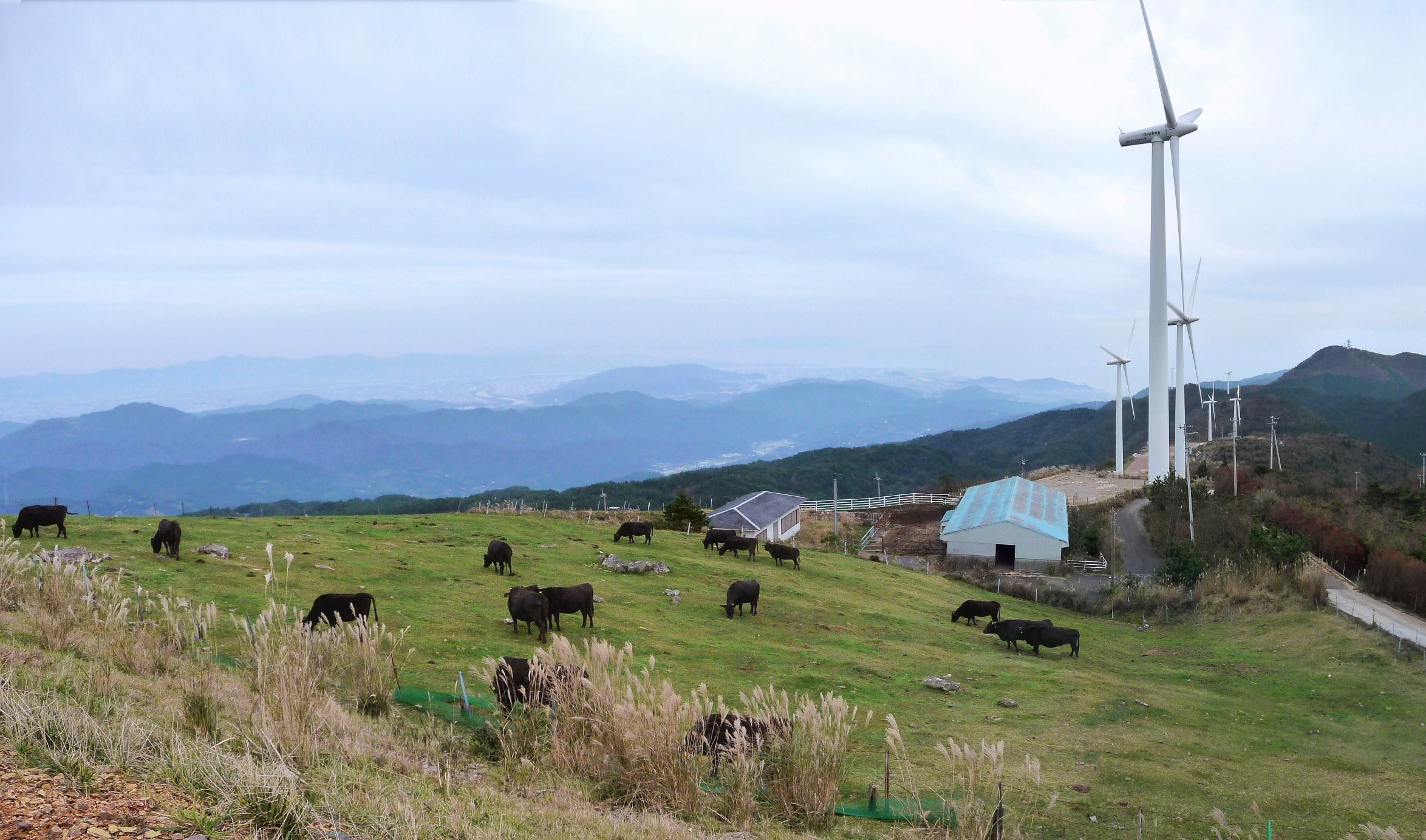
風力発電も保安林に立地することが多い
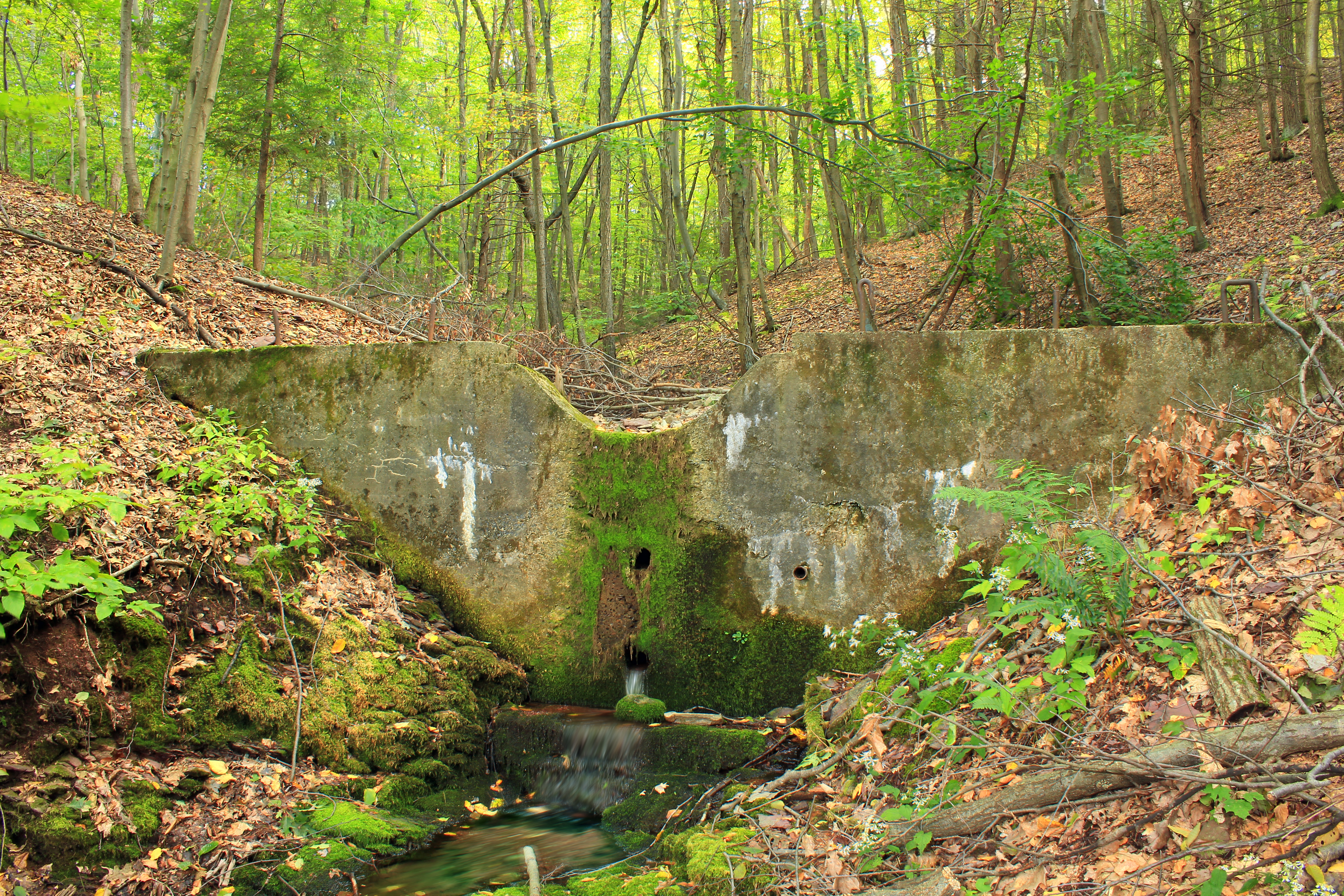
このような構造物が作られる森林は日本では保安林であることが多い（写真はアメリカ）

## 保安林の種類と面積

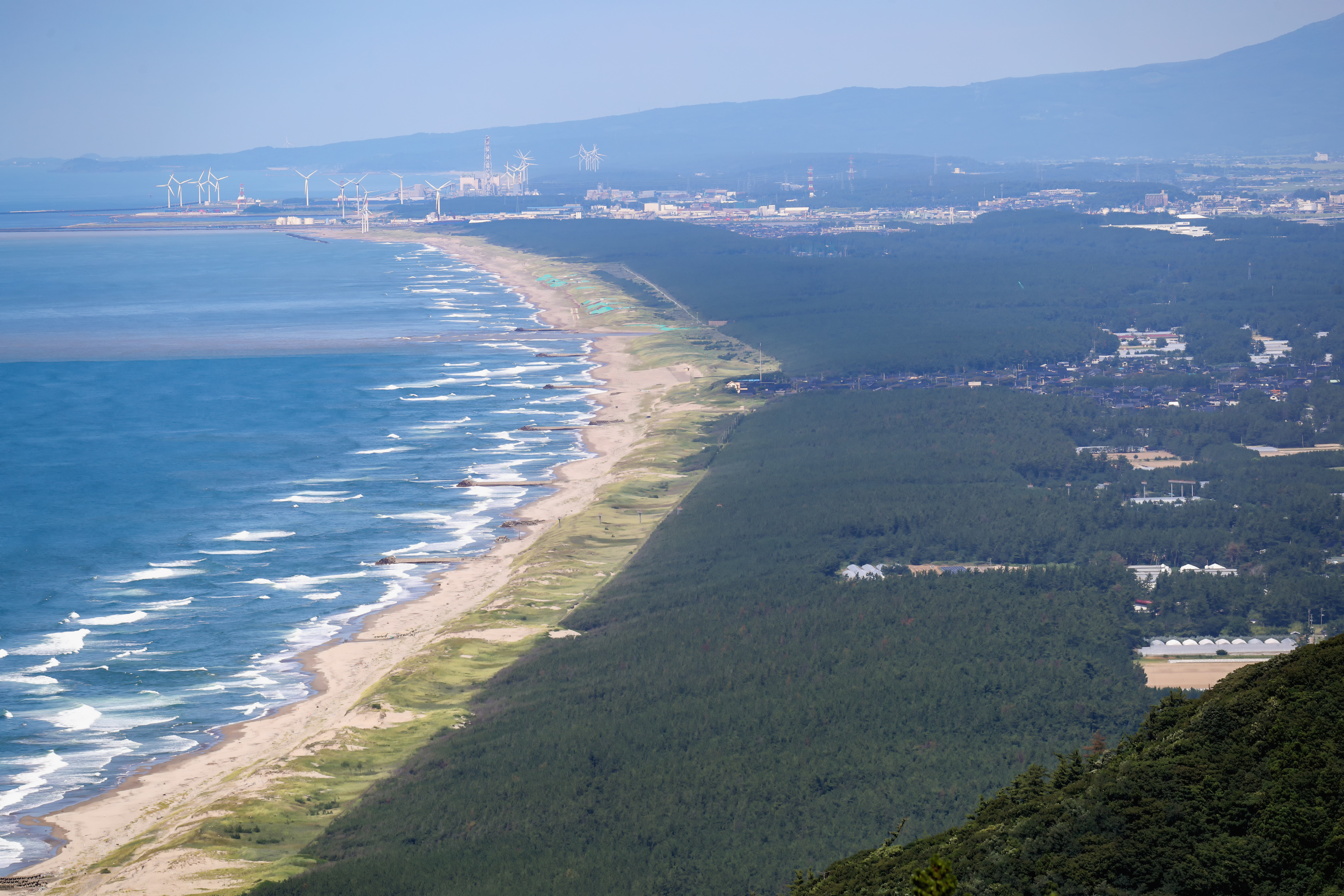
庄内砂丘（山形県）

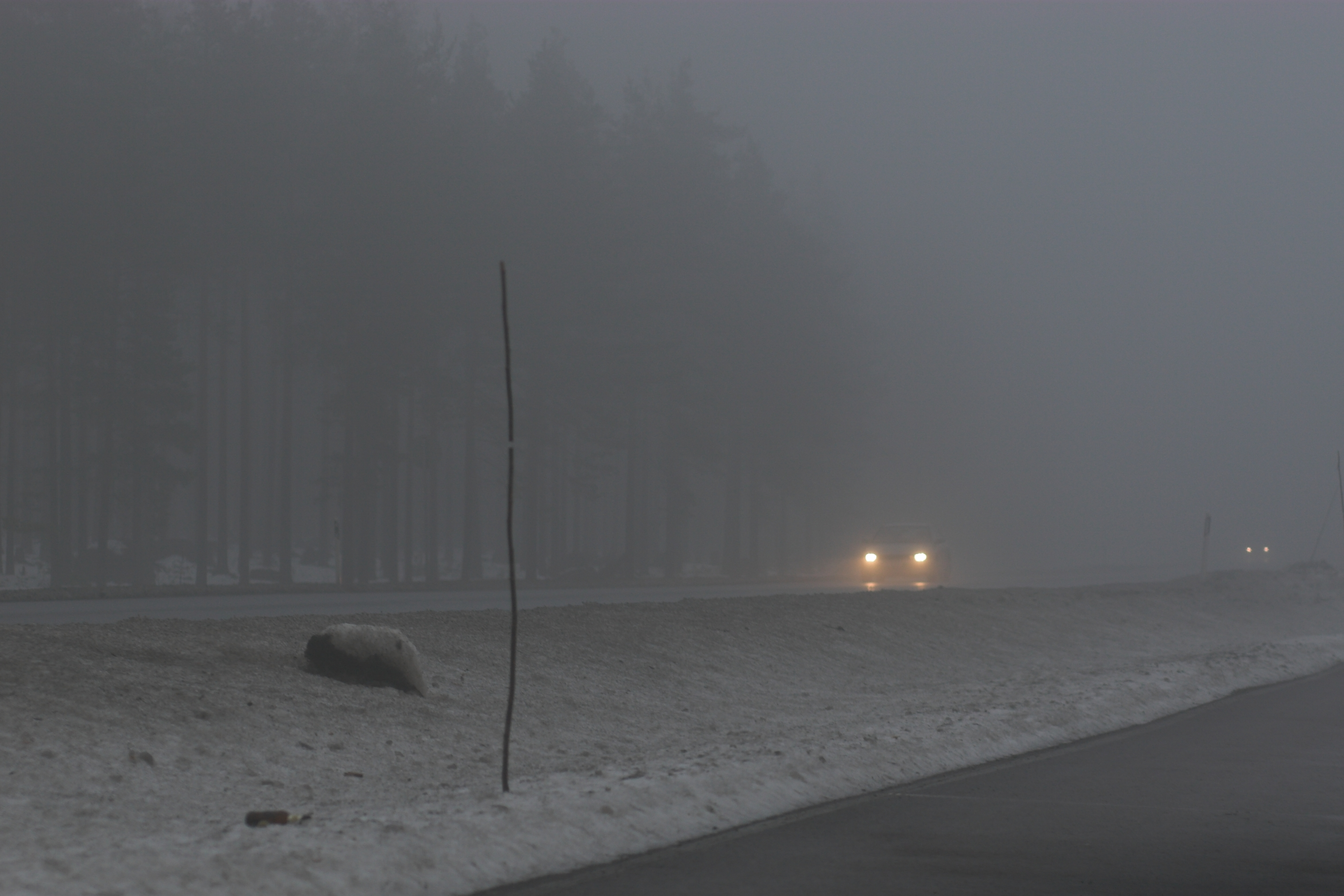
霧に包まれた道路

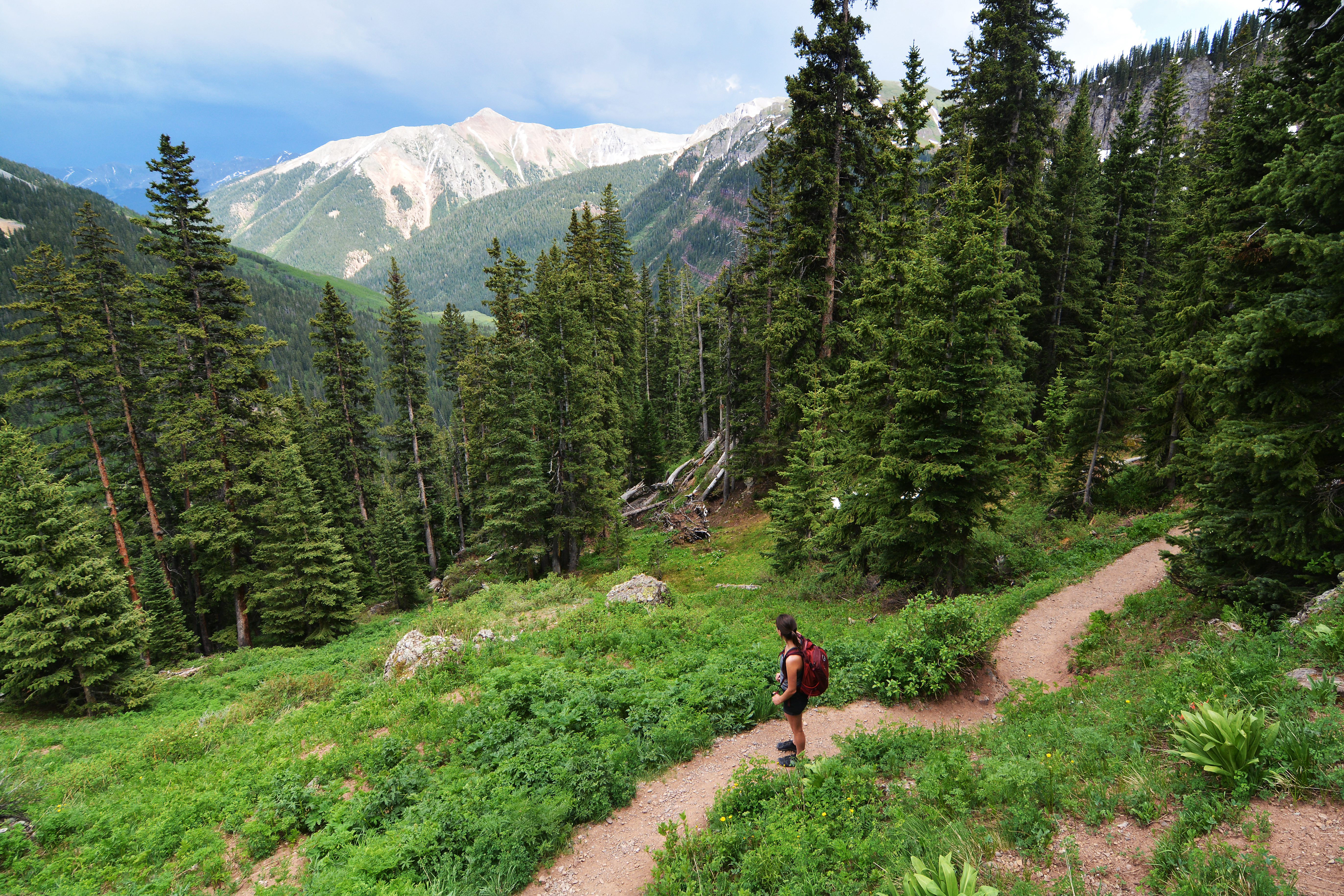
登山道と森林（アメリカ）
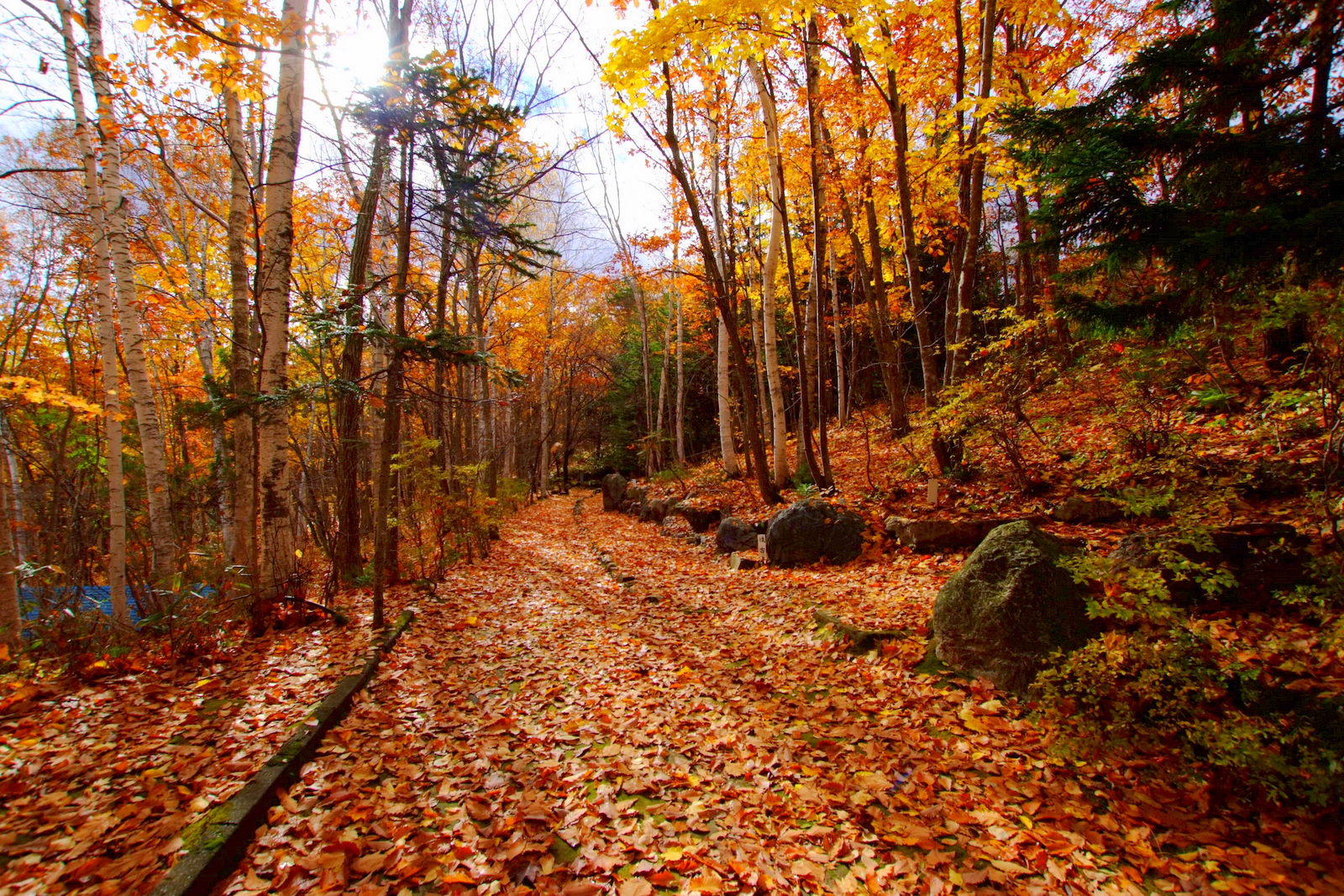
紅桜公園（札幌市）
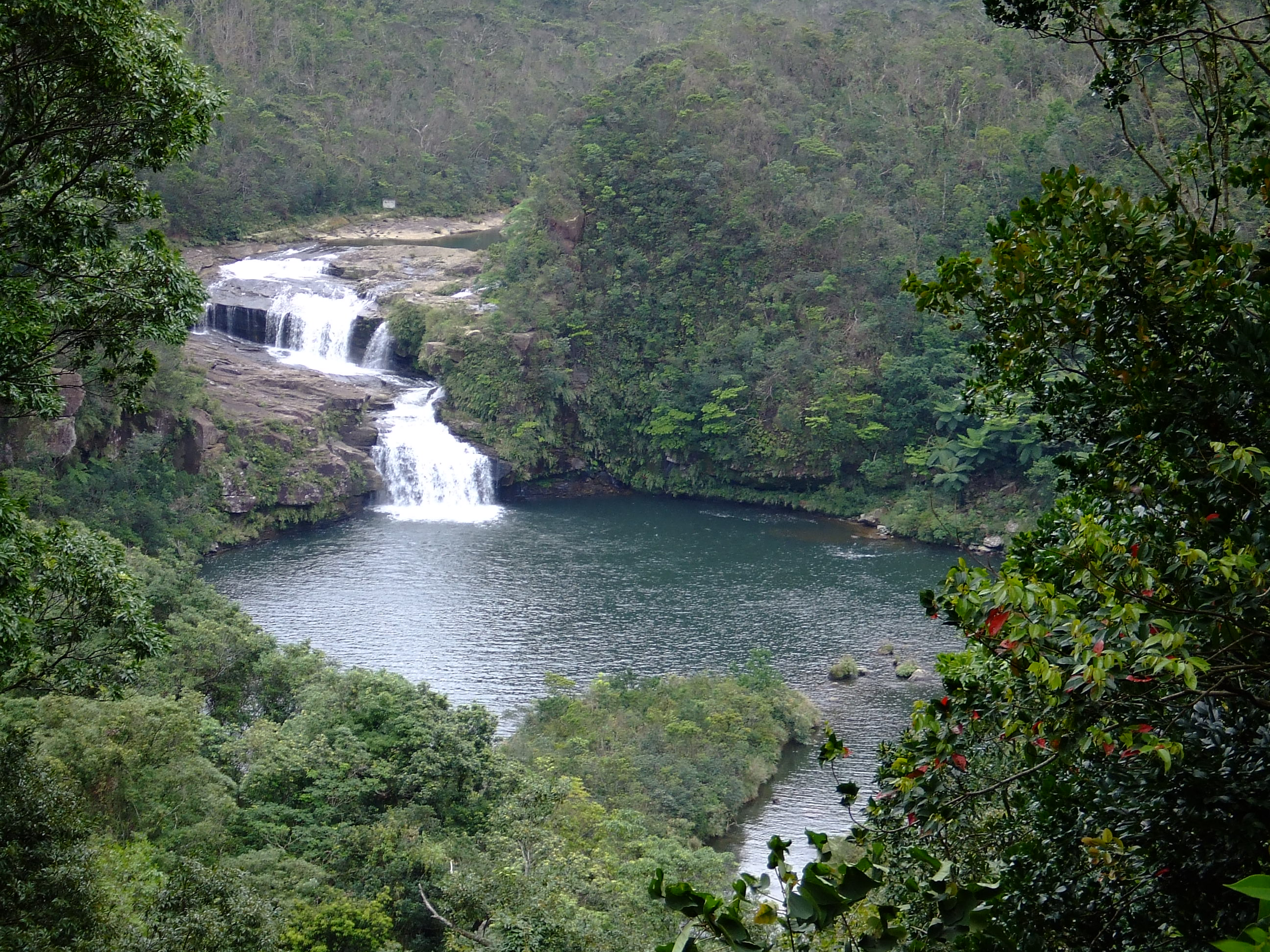
マリユドゥの滝（沖縄県）

保安林の種類は森林法第25条において1号から11号の条文で定められている。ただし、5号及び6号の条文で定められる保安林は複数の公益的機能を持っているため、これらを各々分離させた次の17種類の保安林が認められている。保安林の面積は1,300万haに達するとされ、日本の森林面積2,500万haの過半数、日本の国土面積3,800万haの1/3以上に及ぶ。
- 水源かん養保安林別名を緑のダムともいわれる森林の水量調節機能や森林土壌が持つ水質浄化機能に期待する保安林（水量調節機能は地形や地質にも大きく左右される）。日本の保安林では最も面積が広く900万ha余りが指定されており、保安林全体の7割に達する。伐採に対する制限は比較的緩く皆伐が可能なことも多いこと、河川上流部や山間部の渓流周辺を中心に一般的な山林が指定されることが多く、樹木の生長具合も悪くないところも多いことなどから17種の保安林の中で唯一木材生産にも向く保安林であるといえる。砂防ダムの周辺は次の土砂流出防備保安林に指定されていることが多いが、水源かん養保安林の場合もまれにある。森林法第25条では1号の条文にて記載されているので、別名1号保安林ともいう（以下の保安林も号数は森林法25条における条文の記載位置を示す）。

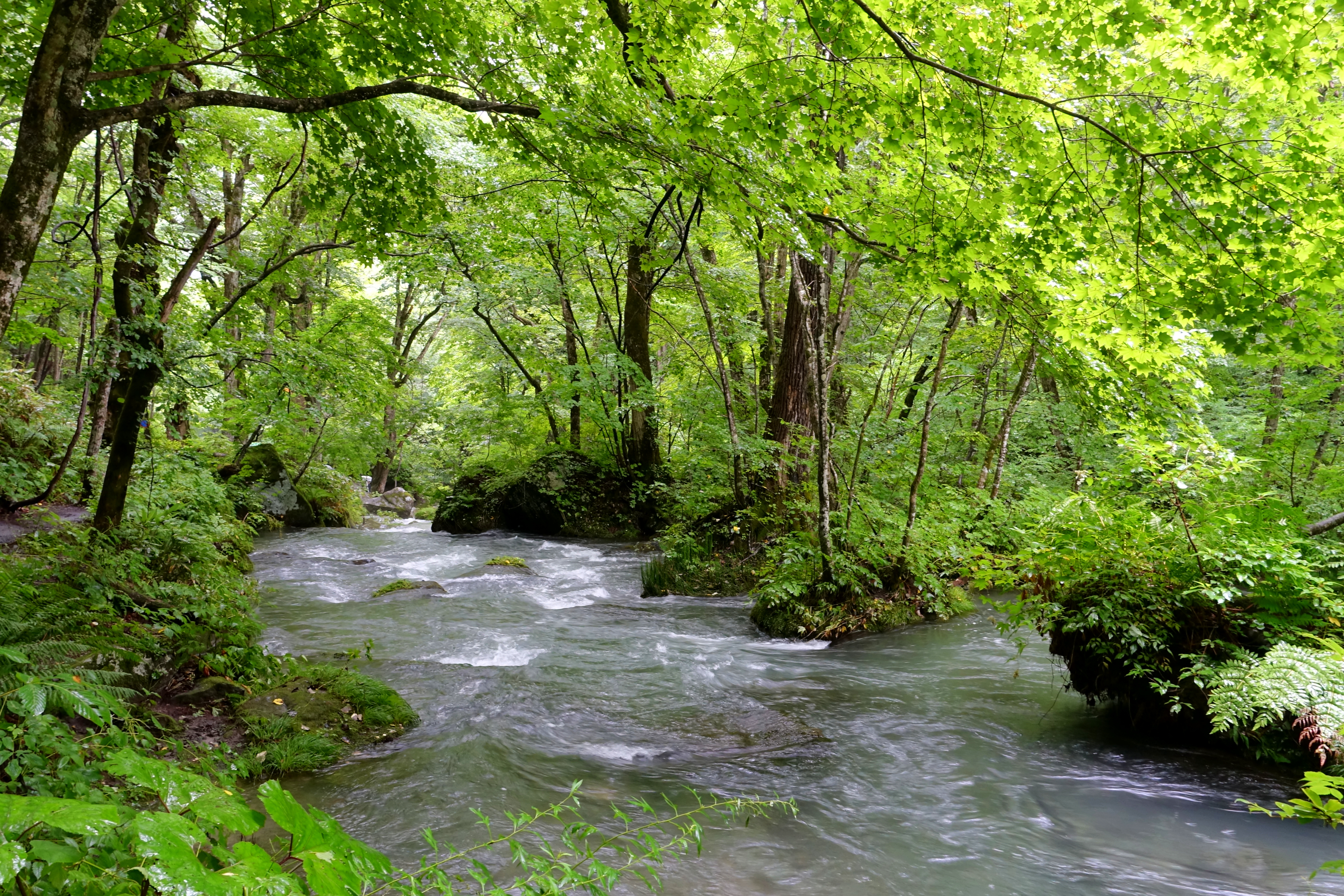
奥入瀬渓流（青森県）
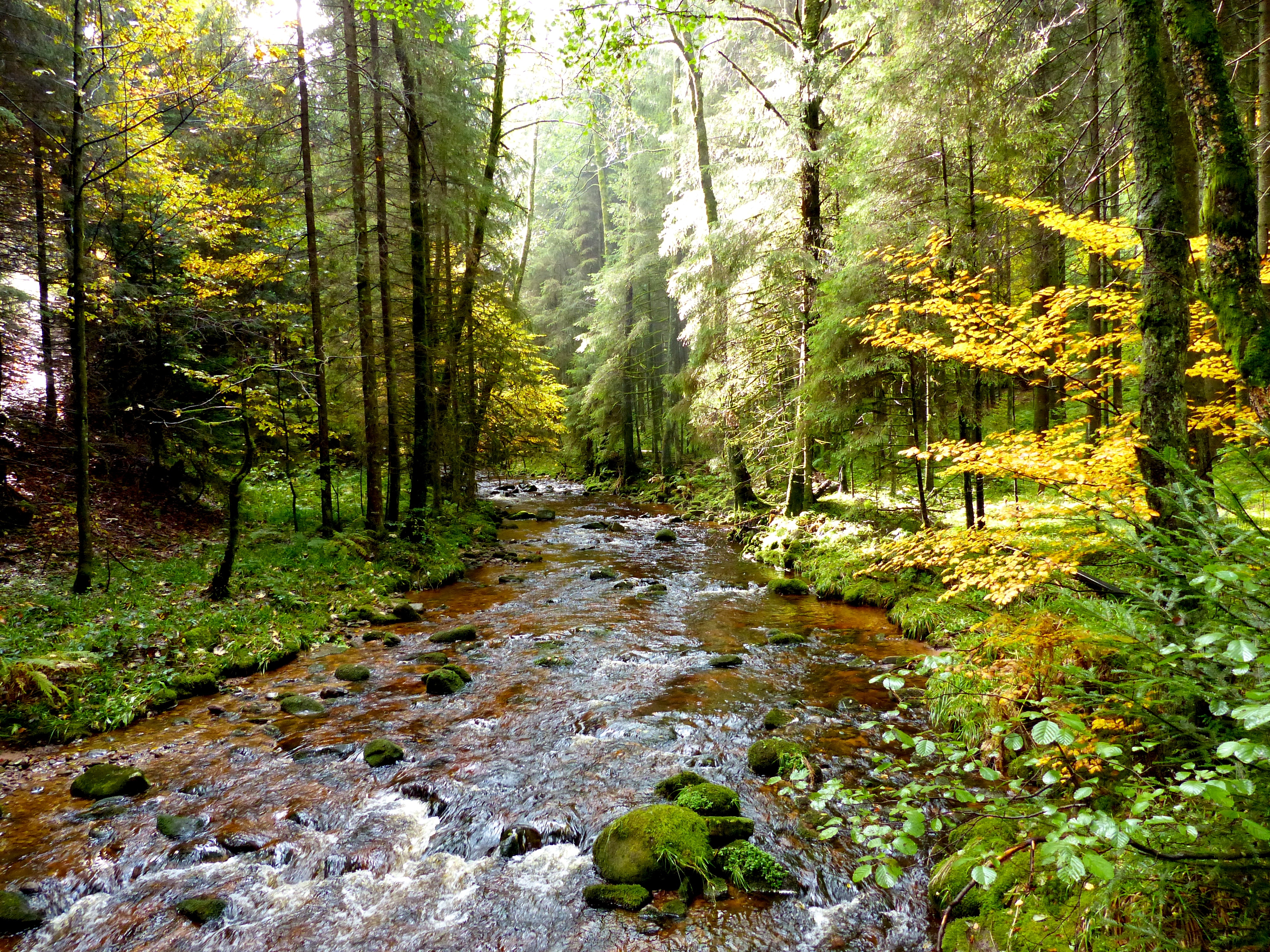
森林を流れる渓流（ドイツ）

- 土砂流出防備保安林樹木の枝葉や積もった落ち葉によって雨滴や地表水による侵食を緩和し土壌を保持する機能に期待する保安林。指定面積は水源かん養に次いで2番目に多く、全体の2割程度である。土石流が流下する恐れのある、または既に流下したことがあるような荒廃した渓流（林野庁所管の部署では崩壊土砂流出危険地区と呼ばれる。国土交通省所管では土石流危険渓流と呼ぶ）沿いが指定されることが多く、荒廃地を復旧し保安林生育を促すための構造物として河川の勾配を緩くする砂防堰堤（治山ダム）、河岸の崩壊を防ぐ護岸工や渓流沿い斜面の崩壊を防ぐ土留工が施工されていることがある。伐採に対する条件はやや厳しく、皆伐は認められず択伐の場所が多い。別名2号保安林。

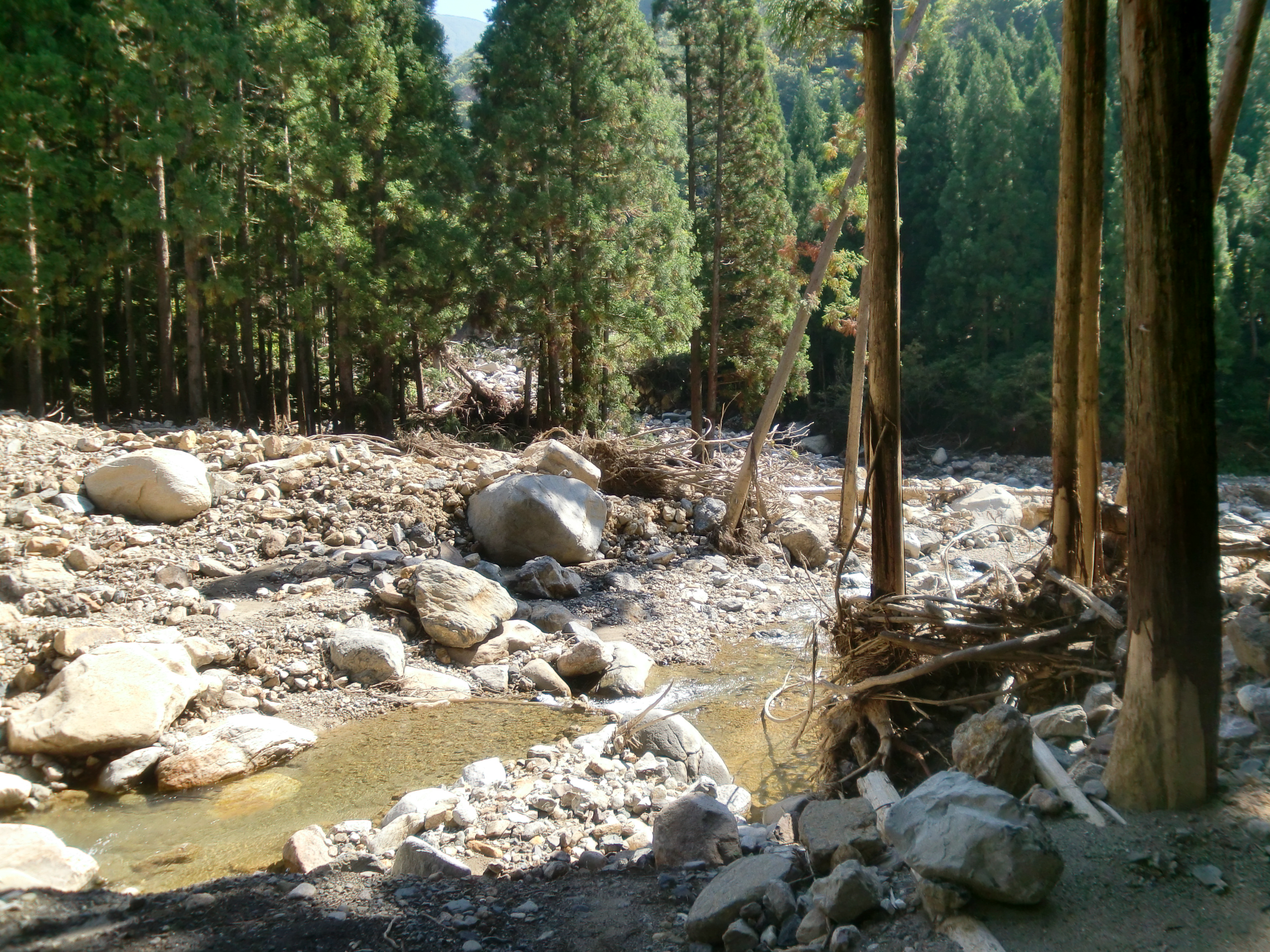
土石流により荒廃した渓流（新潟県）
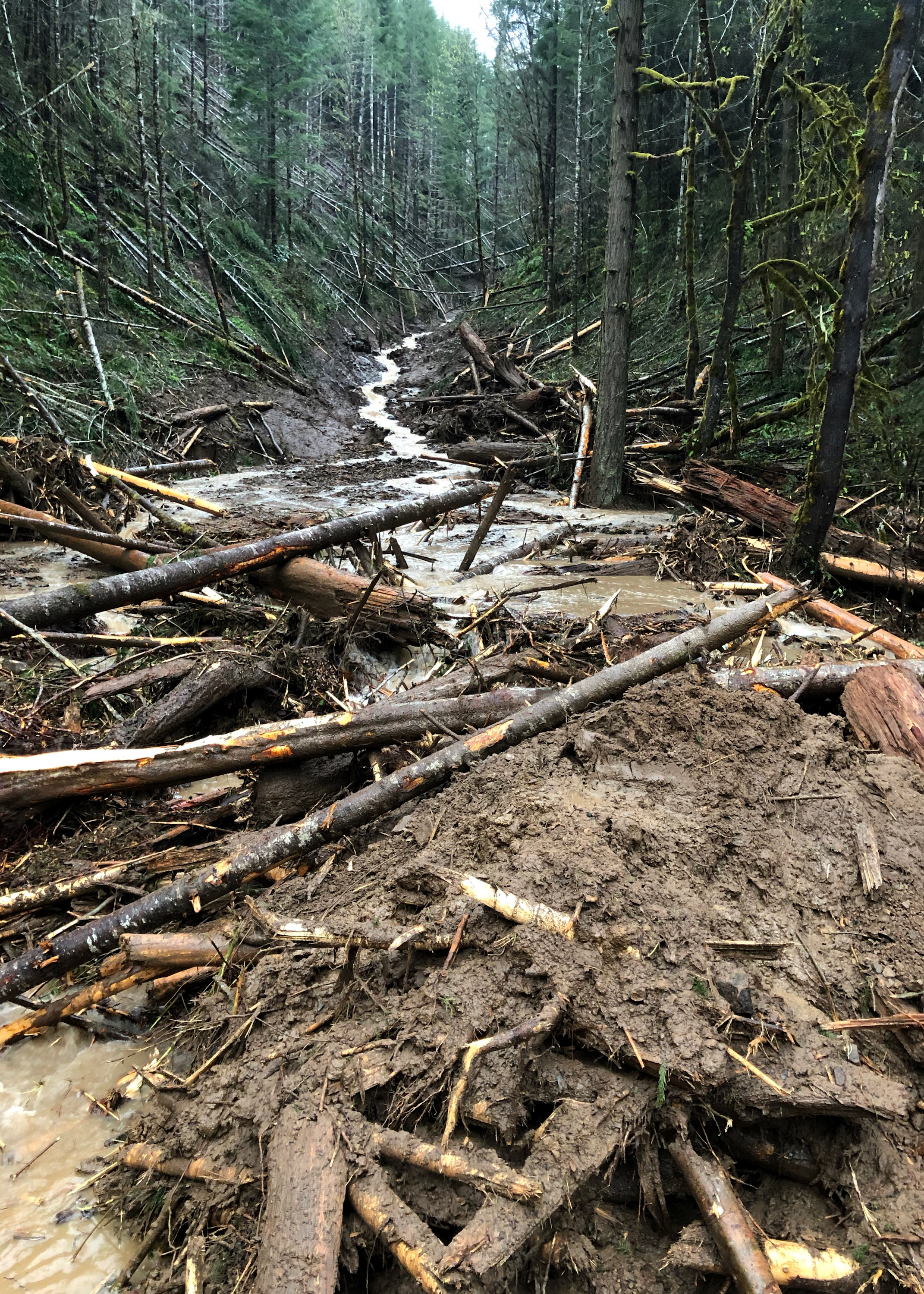
荒廃している渓流（アメリカ）
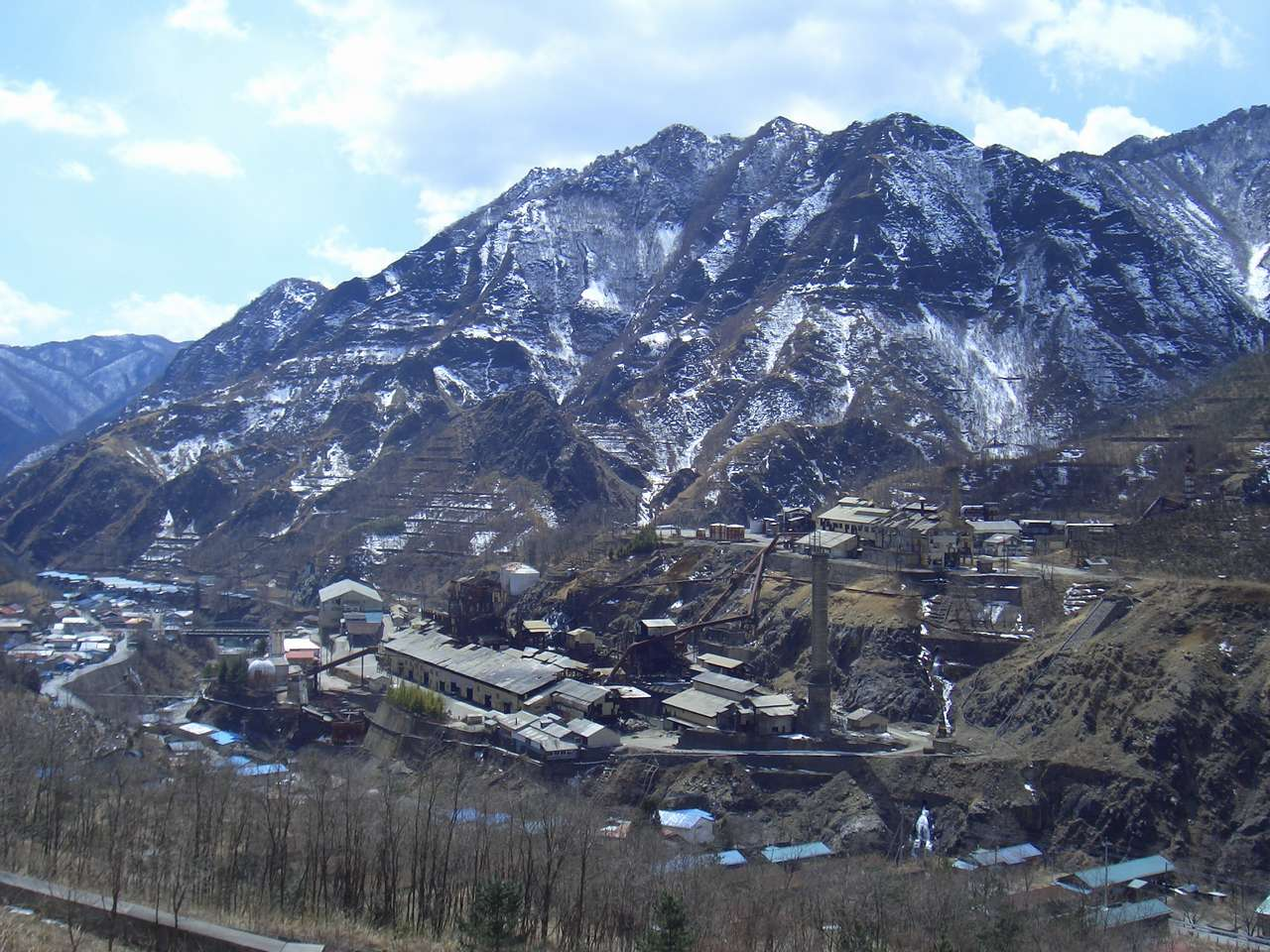
亜硫酸ガスの煙害により荒廃した足尾銅山周辺の山（栃木県）

- 土砂崩壊防備保安林樹木の根によって土砂や石を押さえつけ崩壊させないことを期待する保安林。指定地は崖のような急傾斜地周辺に多く、全国各地に存在するが個々の面積としては大きいものではない。荒廃地を復旧し保安林生育を促すための構造物として落石防護柵や法枠工、コンクリート吹付工などが施工されていることがある。伐採に対する条件は極めて厳しく、択伐もしくは禁伐の場所が多い。樹木の生長も土壌が薄いために悪いところが多い。別名3号保安林。ここまでが比較的メジャーな三種で全国的に存在し、全保安林面積の9割以上を占める。地域的ではあるが以下に挙げるような保安林もある。

- 飛砂防備保安林砂を抑え、飛砂の発生を抑制する目的や、樹木の枝葉により飛砂を捕捉することで、住宅や農地の飛砂被害を防ぐことが期待される保安林。荒廃地を復旧し保安林生育を促すためとして防風柵や防潮堤などが施工されていることがある。北海道の襟裳岬や山形県の庄内砂丘などのものが有名。防風保安林と兼ねて指定されているもののほか、海岸沿いの指定地ではマツ類を主体に防風保安林や潮害防備保安林を兼ねて指定されている場所が多い。なお、海岸沿いに造成された全てのマツ林が林野庁が主管する保安林というわけではなく、神奈川県の湘南海岸のマツ林などは国土交通省主管の砂防事業で造成された森林である。別名4号保安林。

- 庄内砂丘（山形県）

- 防風保安林樹木の幹や枝葉で風に対して抵抗し森林の風下側の風速を緩和することを期待される保安林。荒廃地を復旧し、保安林生育を促すためとして防風柵などが施工されていることがある。北海道東部の根釧台地に見られる格子状のものが奇抜な形で有名であるほか、佐賀県の虹の松原などもよく知られる。別名5号保安林。

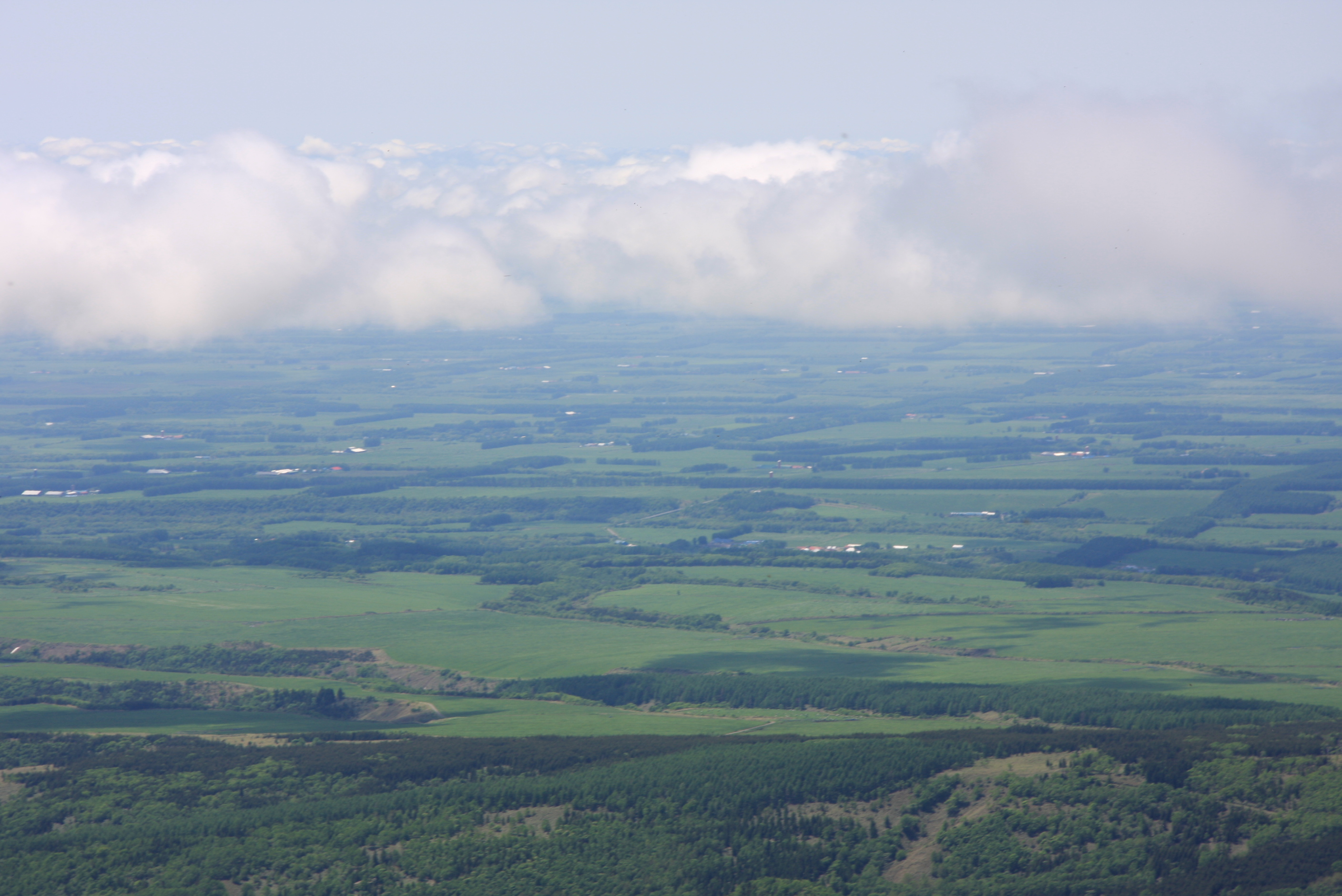
格子状の防風保安林
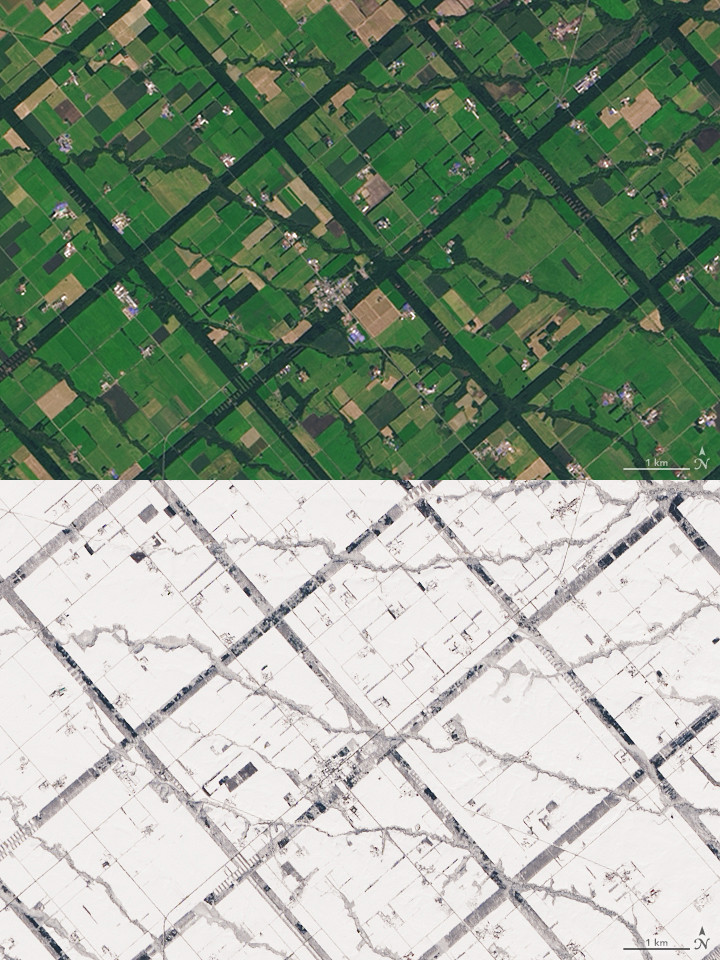
防風保安林(別海町)
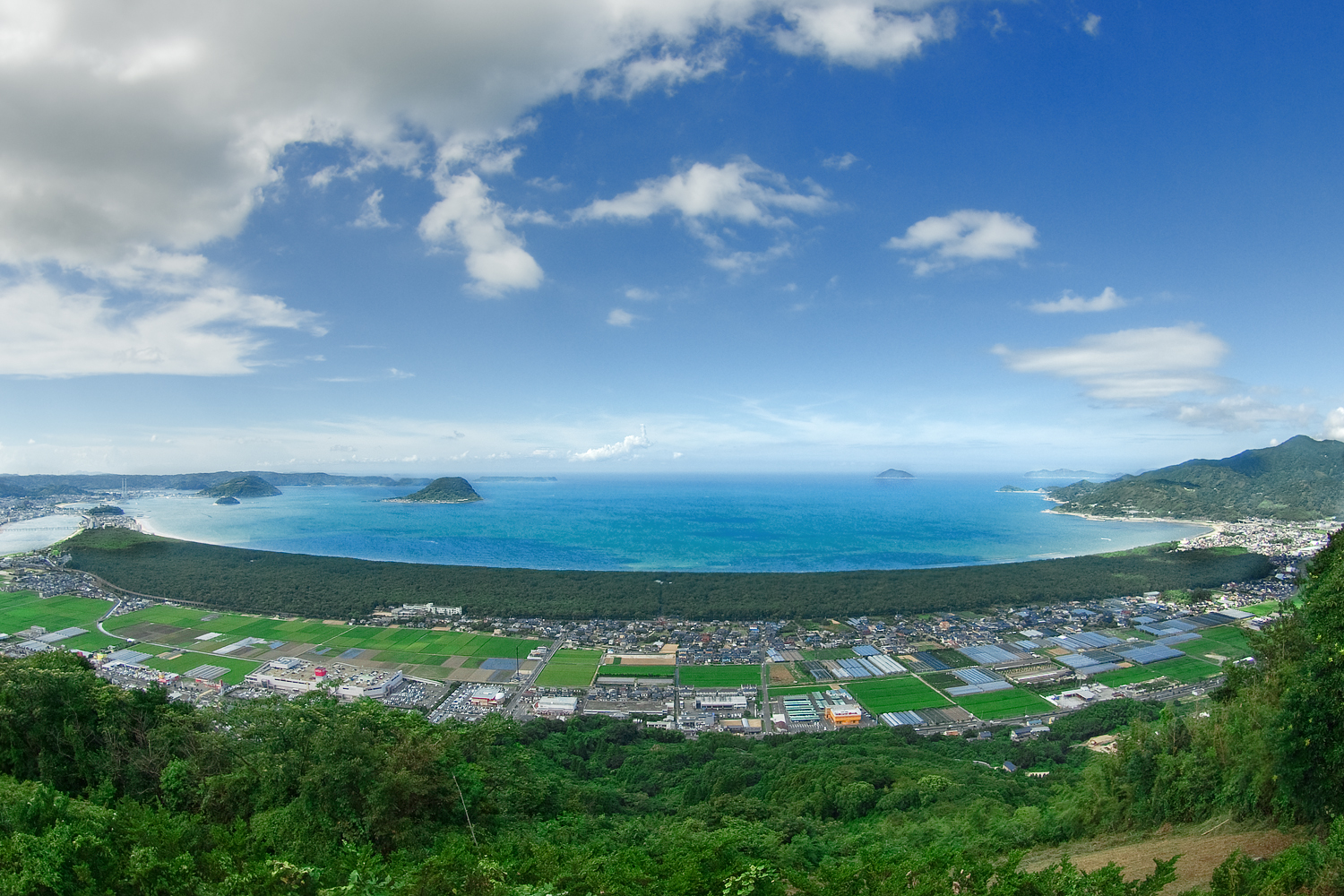
虹の松原
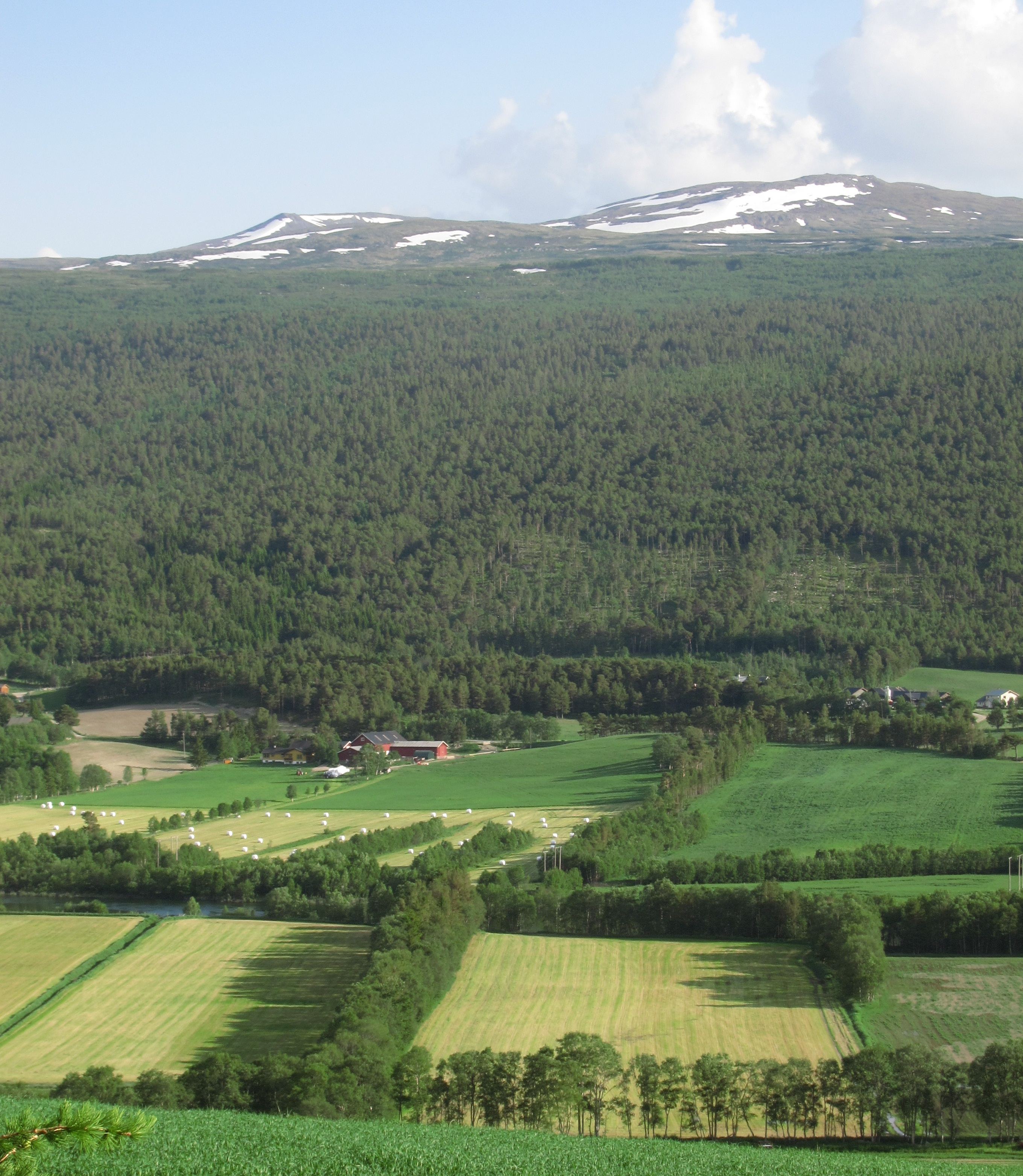
山麓に広がる防風林（ノルウェー）

- 水害防備保安林緊密に張り巡らされた根によって水流による堤防基礎部の洗堀防止し堤防の保護することや、立竹木の幹や枝葉による洪水時の濁流や漂流物の補足などが期待される保安林。荒廃地を復旧し保安林の生育を促すためとして堤防や水制工などが施工されていることがある。一部の指定地では樹種として根を緊密に張り巡らすタケが好んで植えられているのも特徴。指定地は暴れ川として昔から治水対策が行われてきたところが多く、霞堤などの伝統的な治水構造物と共存している場所がしばしばみられる。近代的な河川改修では伐採されてしまうことも多く現存面積は全国で1,000haほどで防雪保安林、防火保安林、航行目標保安林などと並びかなりマイナーな保安林である。福島県阿武隈川支流の荒川（水林自然林）、茨城県久慈川中流域の竹林、山梨県笛吹川中流部（万力林）、愛媛県肱川流域、高知県の仁淀川流域、四万十川流域、福岡県の筑後川流域などが有名。5号保安林に含まれる。

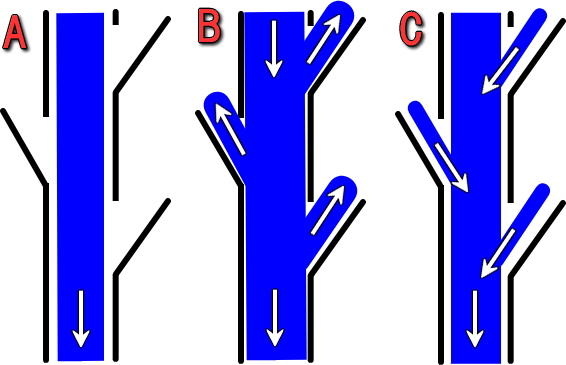
霞堤の仕組みA-通常時,B-洪水時,C-洪水後
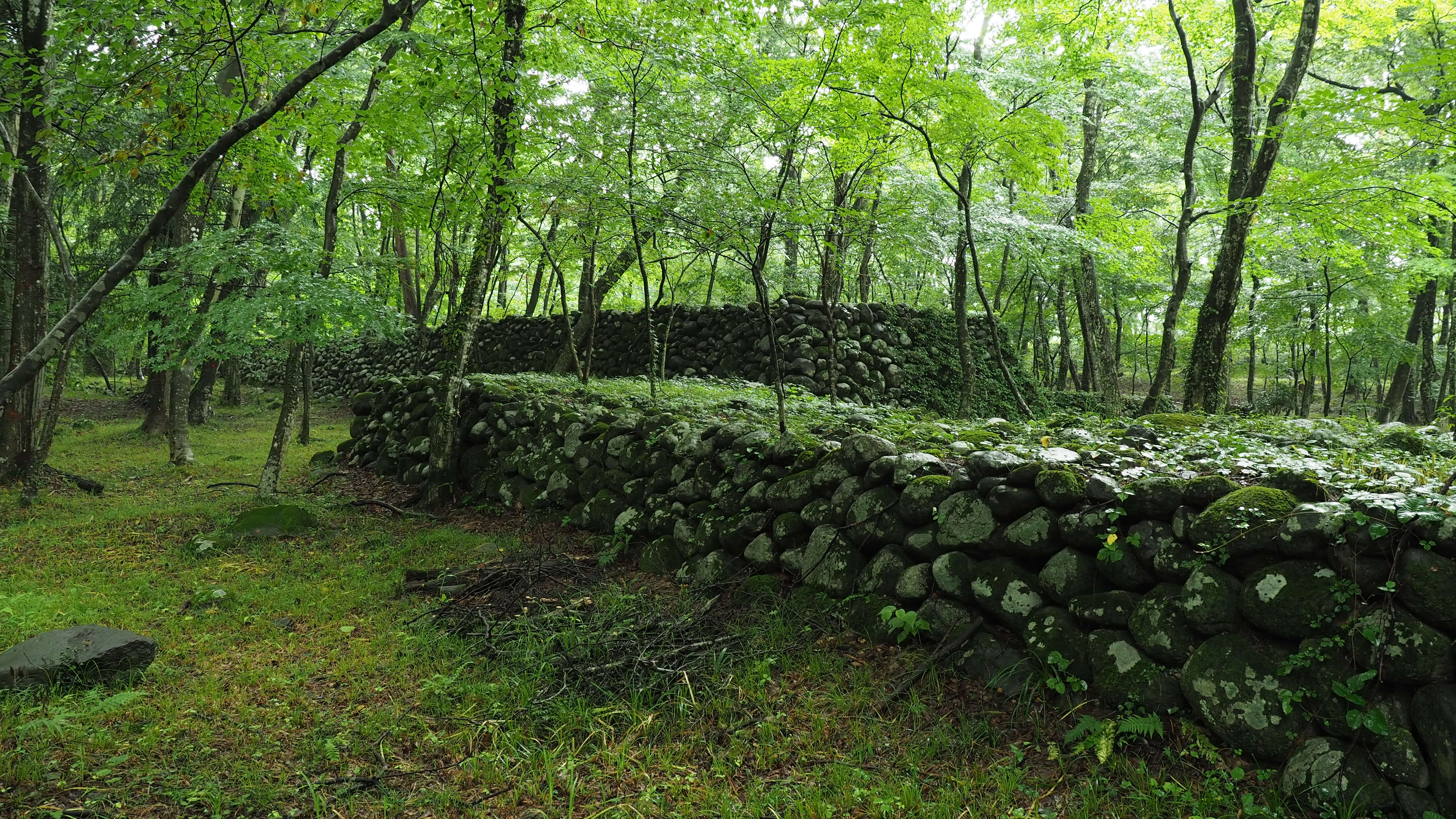
霞堤と森林（福島県水林自然林）
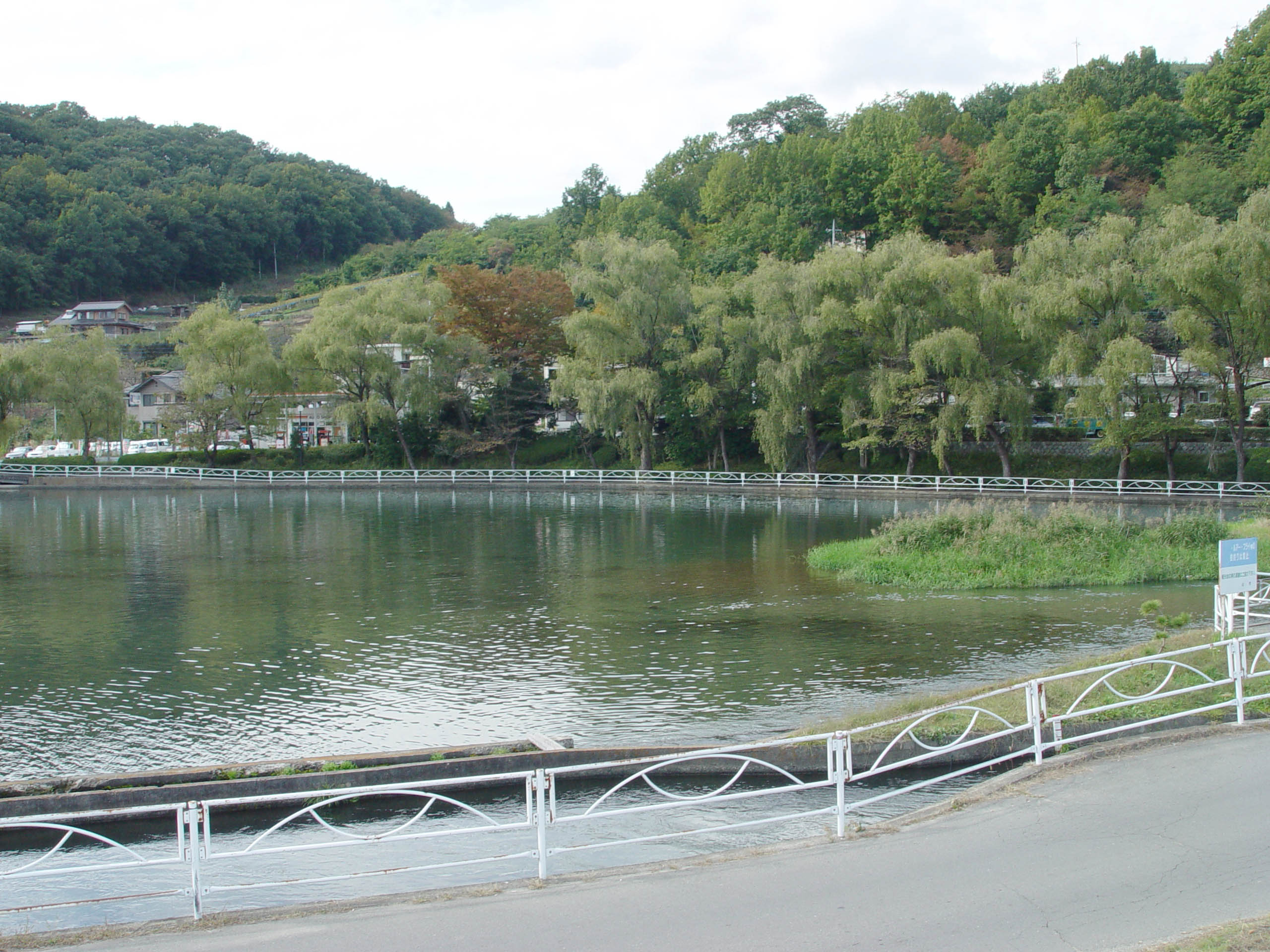
万力林（山梨県）
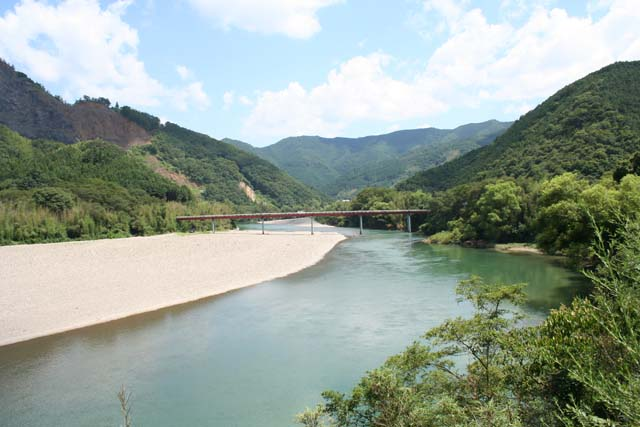
肱川と堤防付近に成立した竹林（愛媛県）

- 潮害防備保安林海岸沿いにおいて津波や高潮の勢いを減衰することを期待される保安林。荒廃地を復旧し保安林の生育を促すために防潮堤が施工されている場合がある。静岡県静岡市の三保の松原、福井県敦賀市の気比松原、岩手県陸前高田市の高田松原などマツ属樹木を中心としたものが有名。5号保安林に含まれる。

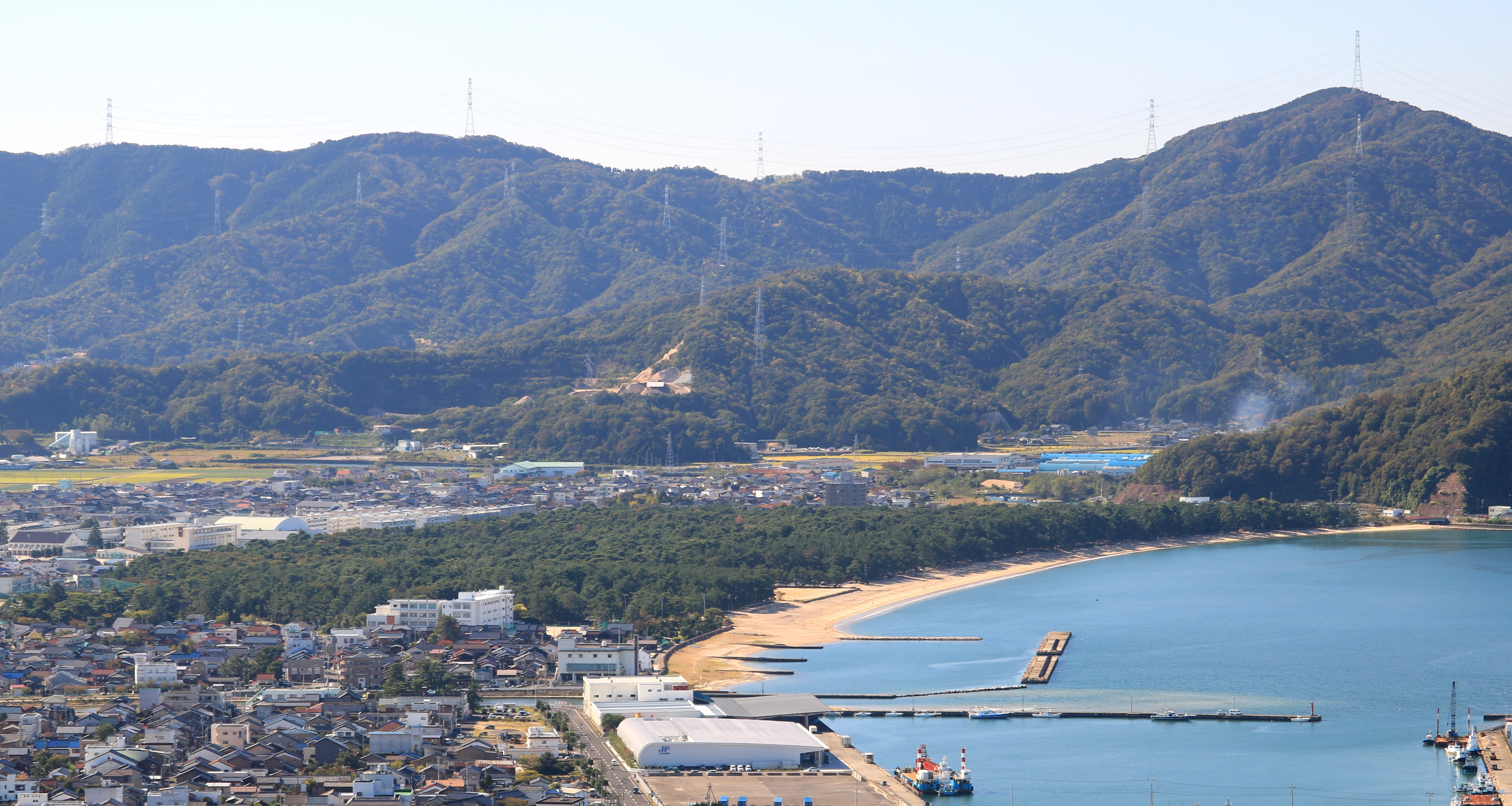
気比松原（福井県）
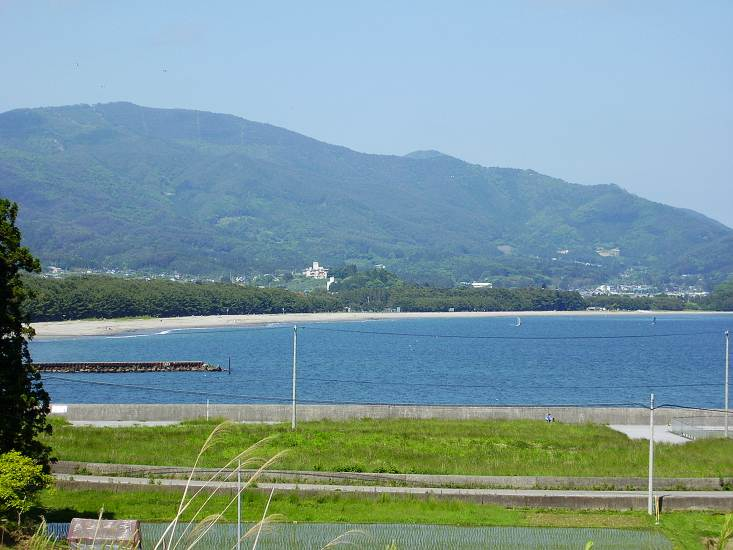
東日本大震災前の高田松原（岩手県）
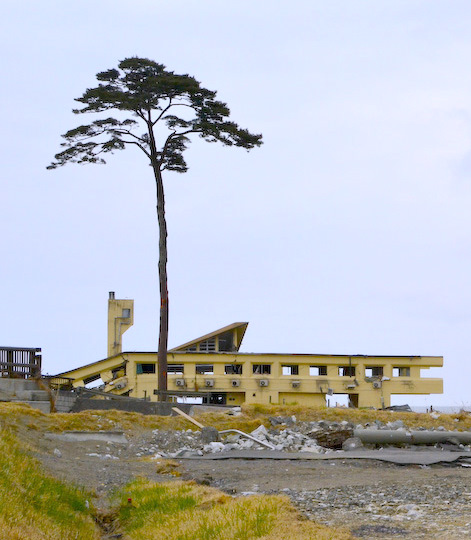
東日本大震災の津波で壊滅した高田松原と奇跡の一本松
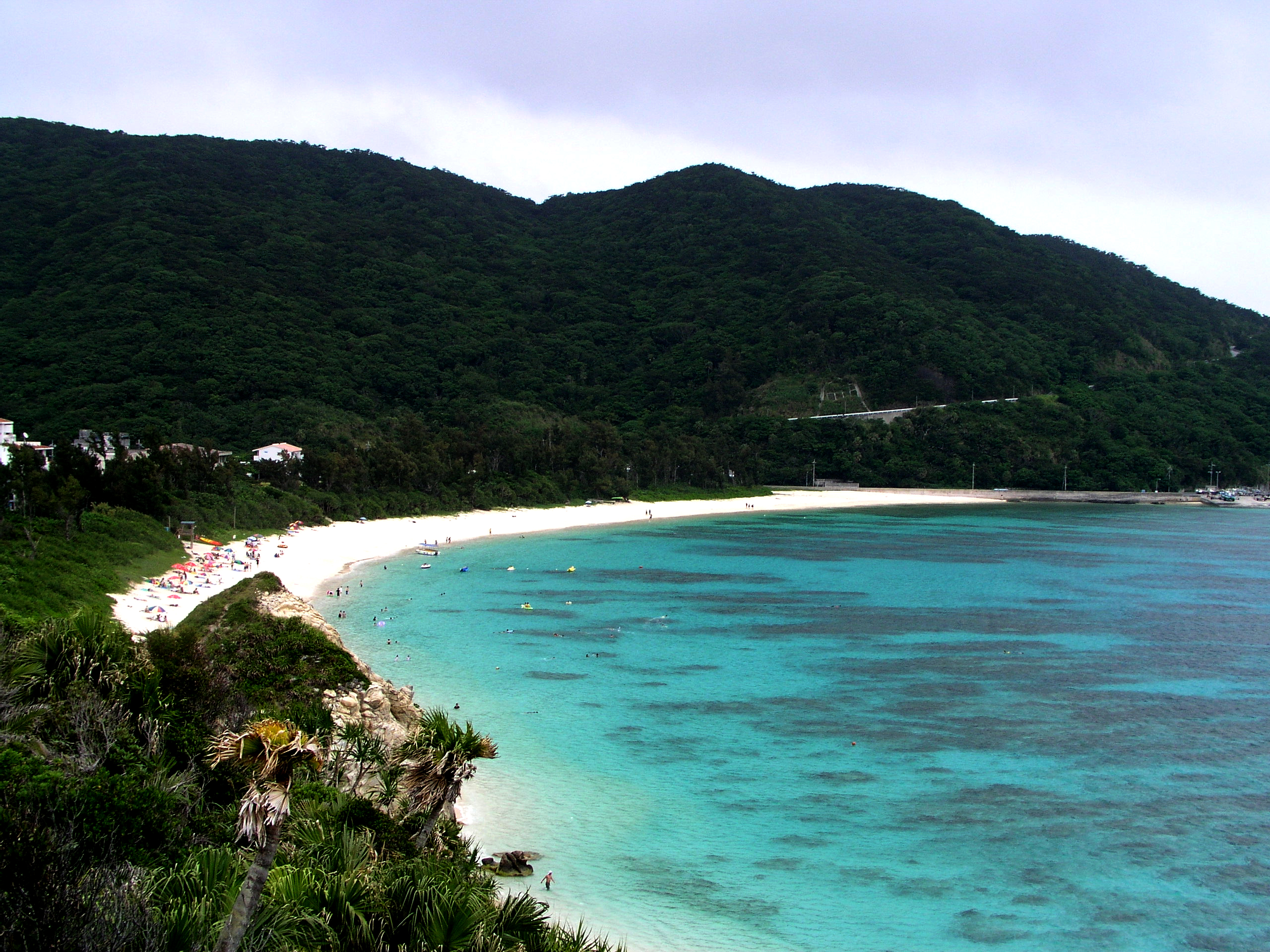
集落を守る潮害防備保安林（沖縄県渡嘉敷村阿波連ビーチ）

- 干害防備保安林水源かん養保安林とほぼ同じであるが、保全対象が流域広域ではなく簡易水道や農業用のため池などの特定の水源の維持と水質保全に絞った保安林。5号保安林に含まれる。4号以下のマイナー保安林の中では10号保健保安林に次いで面積が多く、3号土砂崩壊防止保安林を抜く。

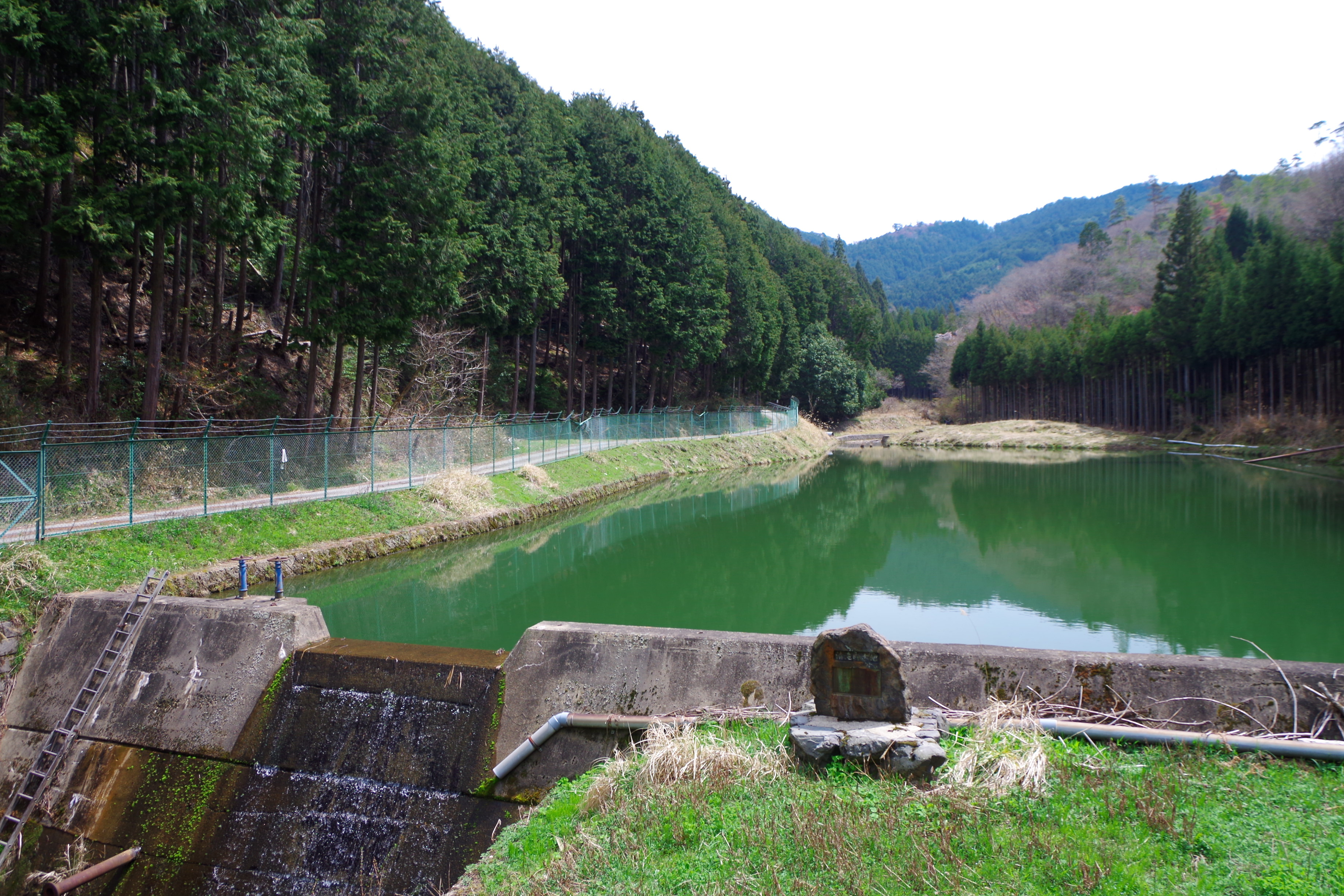
簡易水道水源地の周りの森林（奈良県）
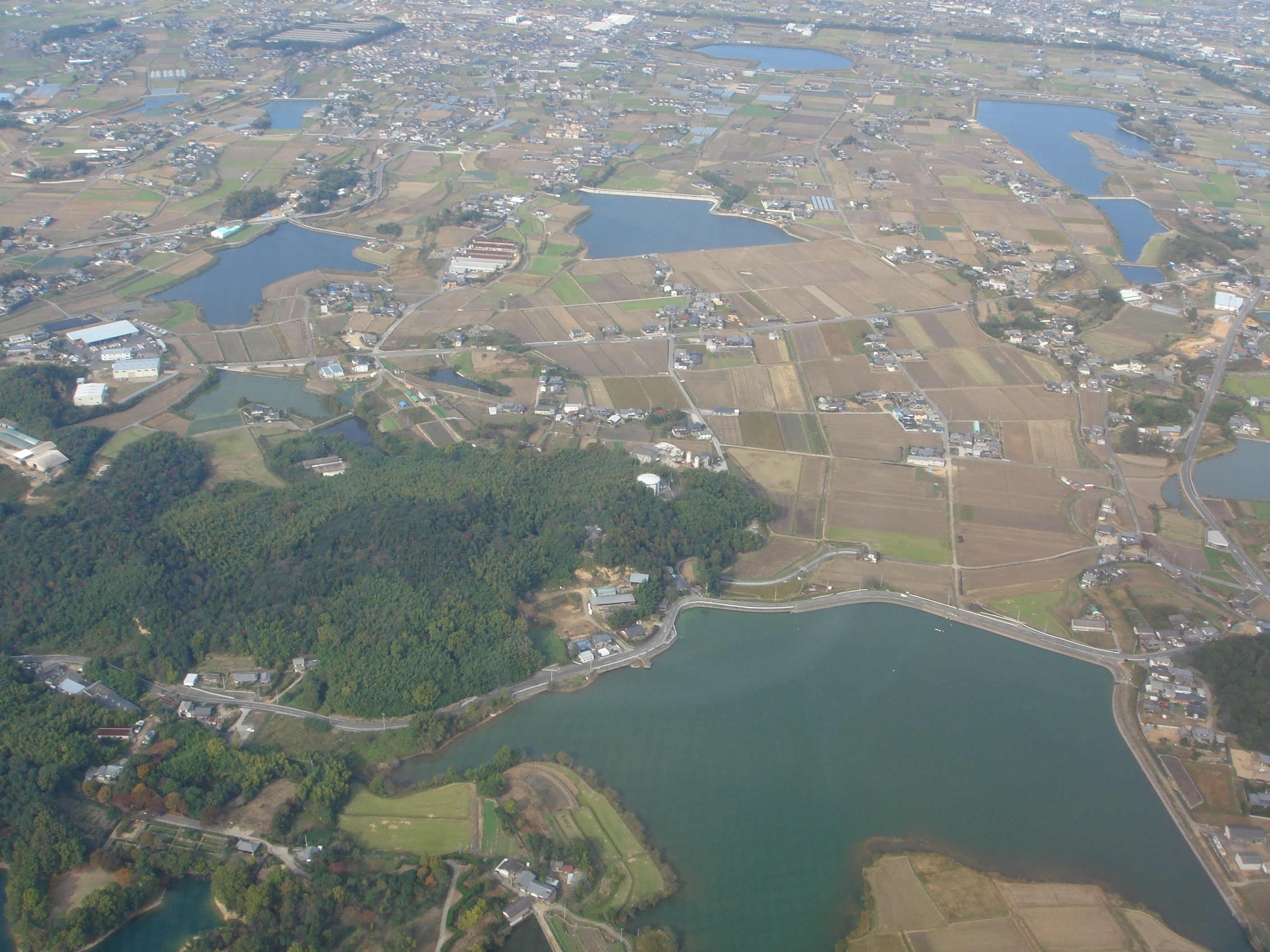
讃岐平野のため池と森林（香川県）
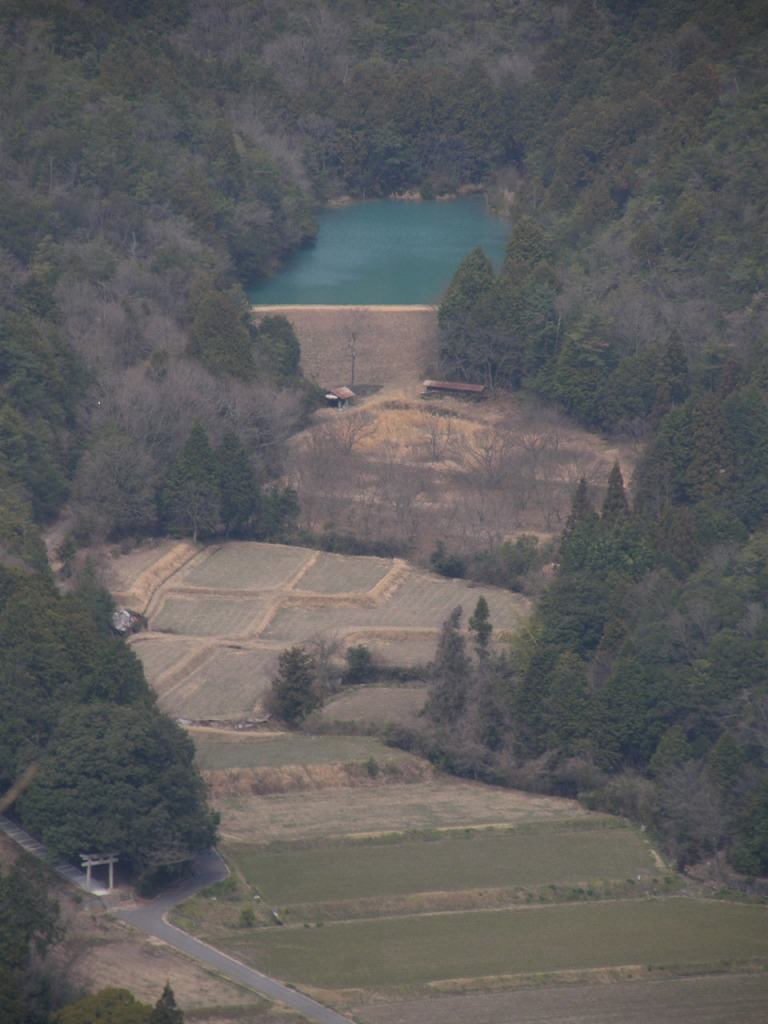
山間部の谷に作られたため池（兵庫県）

- 防雪保安林道路や鉄道沿いなどが指定される。面積としては防火保安林と並んで最もマイナーな保安林であり、国有林には存在しないことになっている。5号保安林に含まれる。
防霧保安林森林によって空気の流れを乱れさせることで、霧が移動することを防ぎ、また樹木の枝葉によって霧粒を捕捉して霧の被害を防ぐ。5号保安林に含まれる。

- 霧に包まれた道路

- なだれ防止保安林雪崩の発生・流下・堆積の各段階のうち、特に雪庇の形成抑制とグライドの発生抑制などの発生段階での雪崩防止に加えて、雪崩の堆積地で樹木が盾となり雪崩を止めることも期待される。指定地は地表をはぎ取り荒廃させ、苗木の定着を妨げる全層雪崩の常襲地に多い。荒廃地を復旧し保安林生育を促す構造物として、雪崩の動きを止める雪崩防止柵、グライドを防止する三角枠工や斜面を階段状に切土する段切などが施工されていることがある。土砂崩壊防止保安林と同じく伐採に対する条件は極めて厳しく、択伐もしくは禁伐の場所が多い。次の落石防止保安林と共に6号保安林に含まれる。

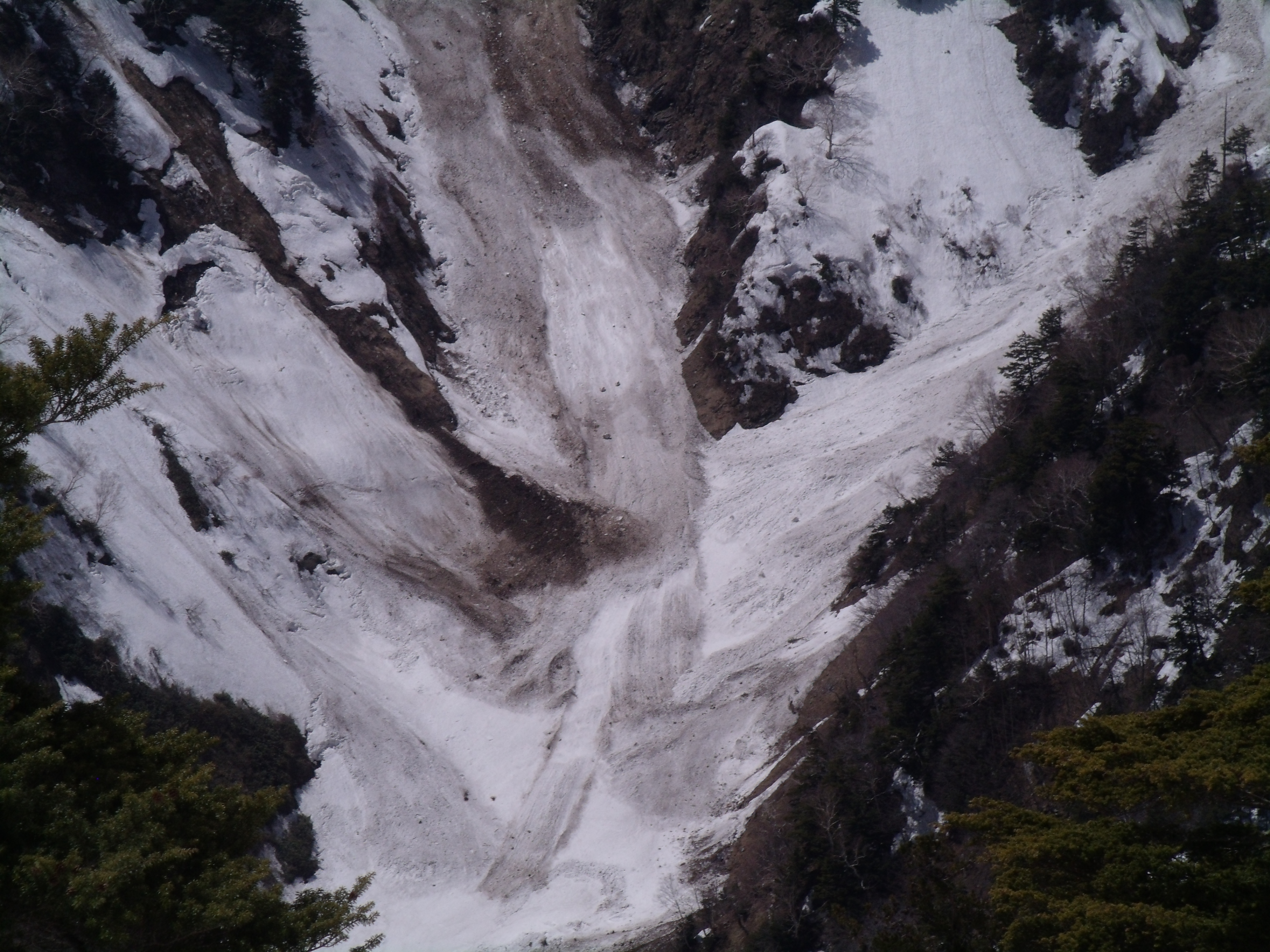
表層土を削りつつ流下する全層雪崩（長野県）
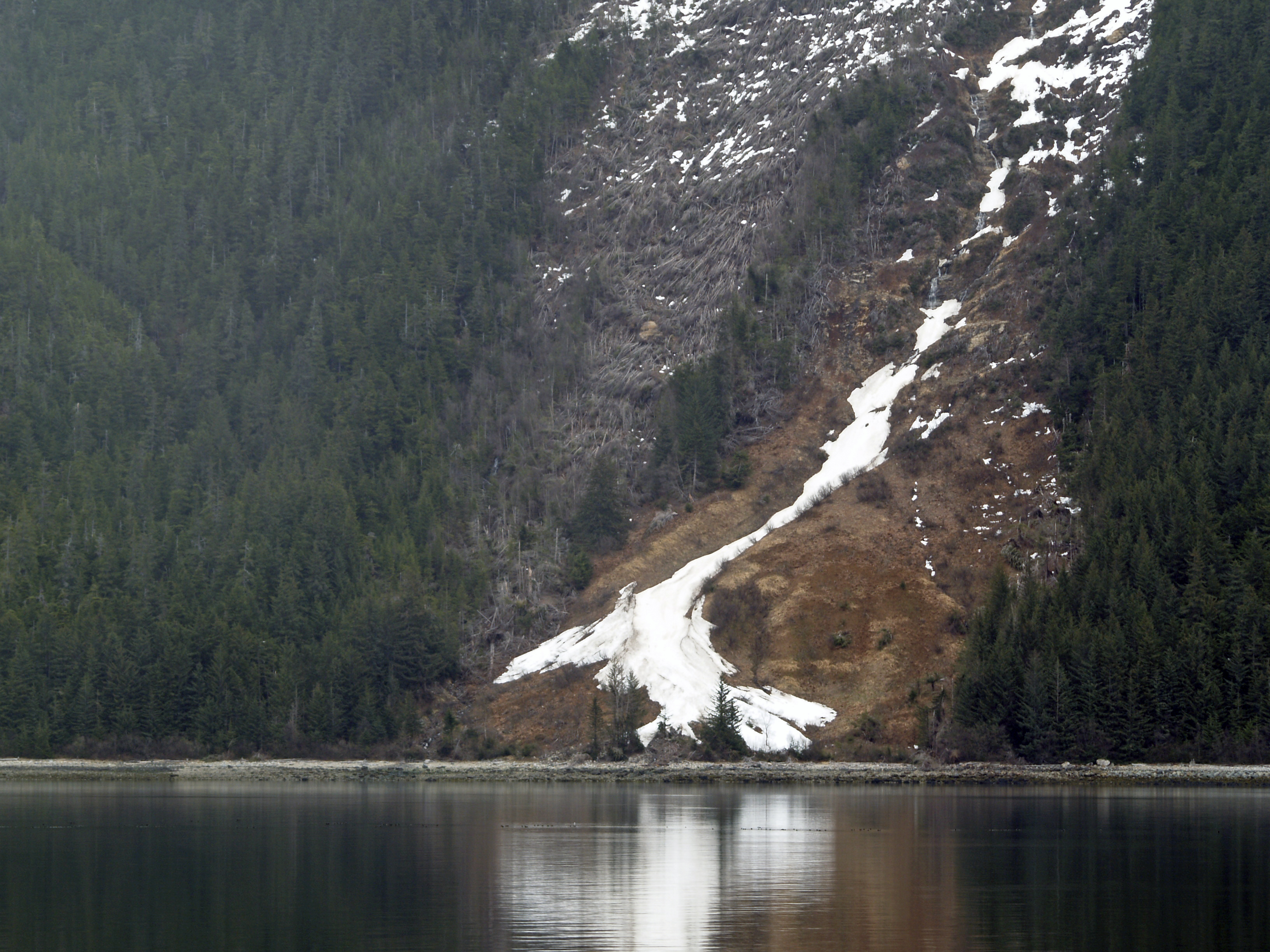
雪崩常襲地（アバランチシュート）の斜面では森林が成立しない（アメリカ）
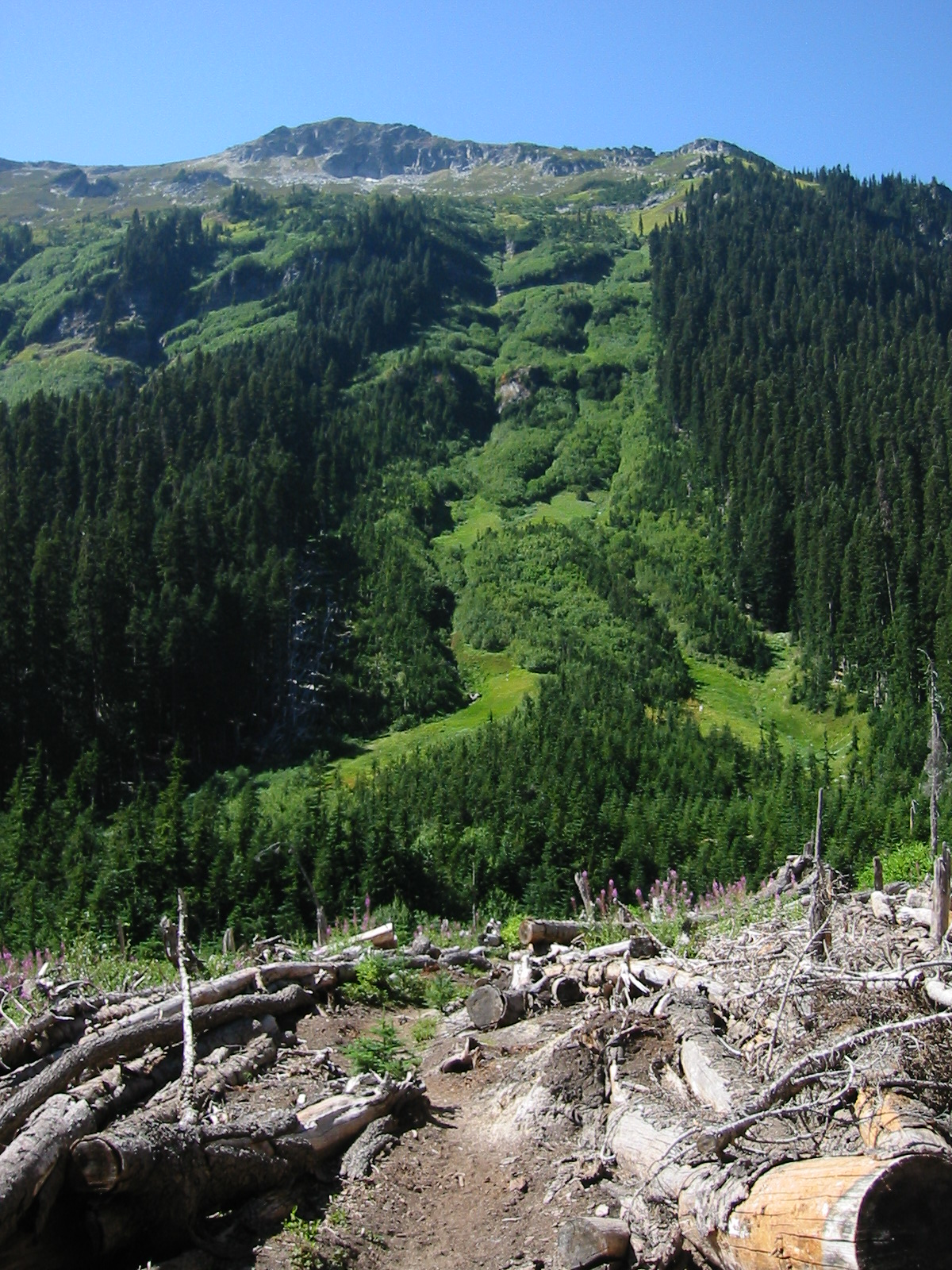
雪崩の常襲地の斜面の夏の様子（アメリカ）
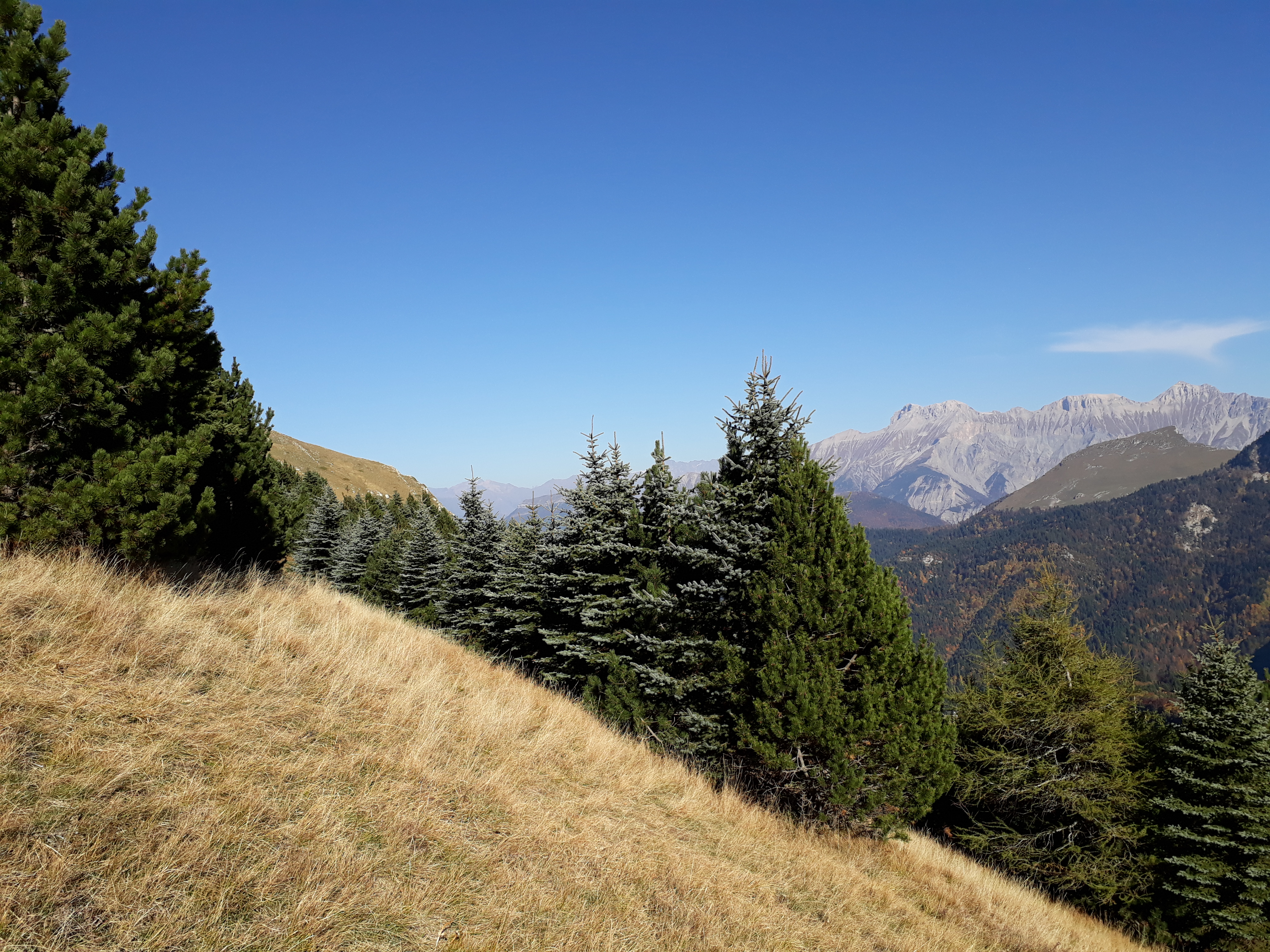
成林した雪崩防止の人工林（フランス）

- 落石防止保安林土砂崩壊防備保安林と似ているが樹木の根で岩石を抑え落石の発生を予防するだけで無く、落石が発生した場合に樹木が盾となって保全対象に被害を与えないことを期待する保安林。落石による樹木の損傷を軽減し、保安林生育を促すためとして落石防護ネットや、落石防護柵などが施工されていることがある。伐採に対する条件は極めて厳しいことが多い。6号保安林に含まれる。

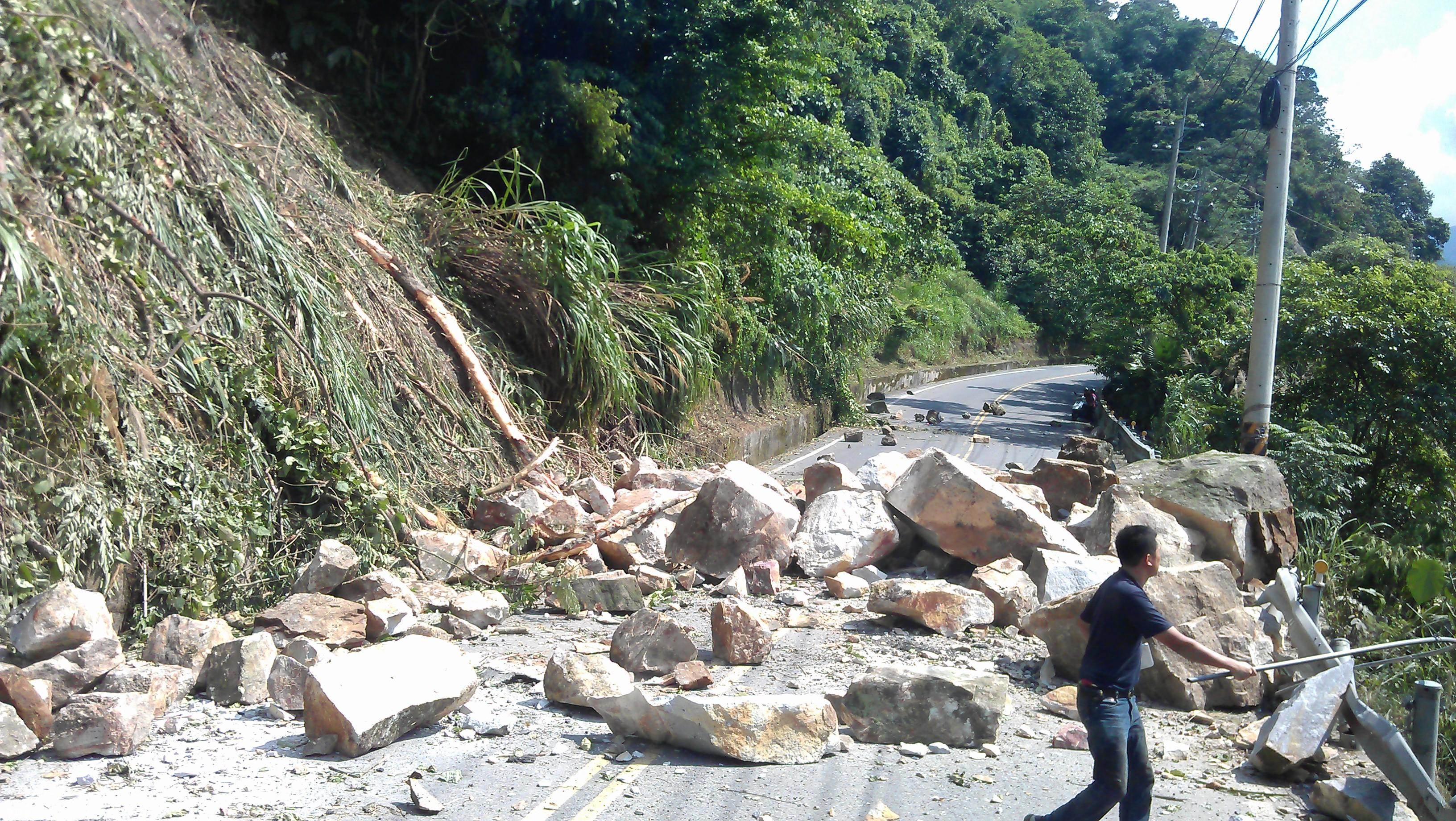
斜面からの落石が散乱した道路（台湾）
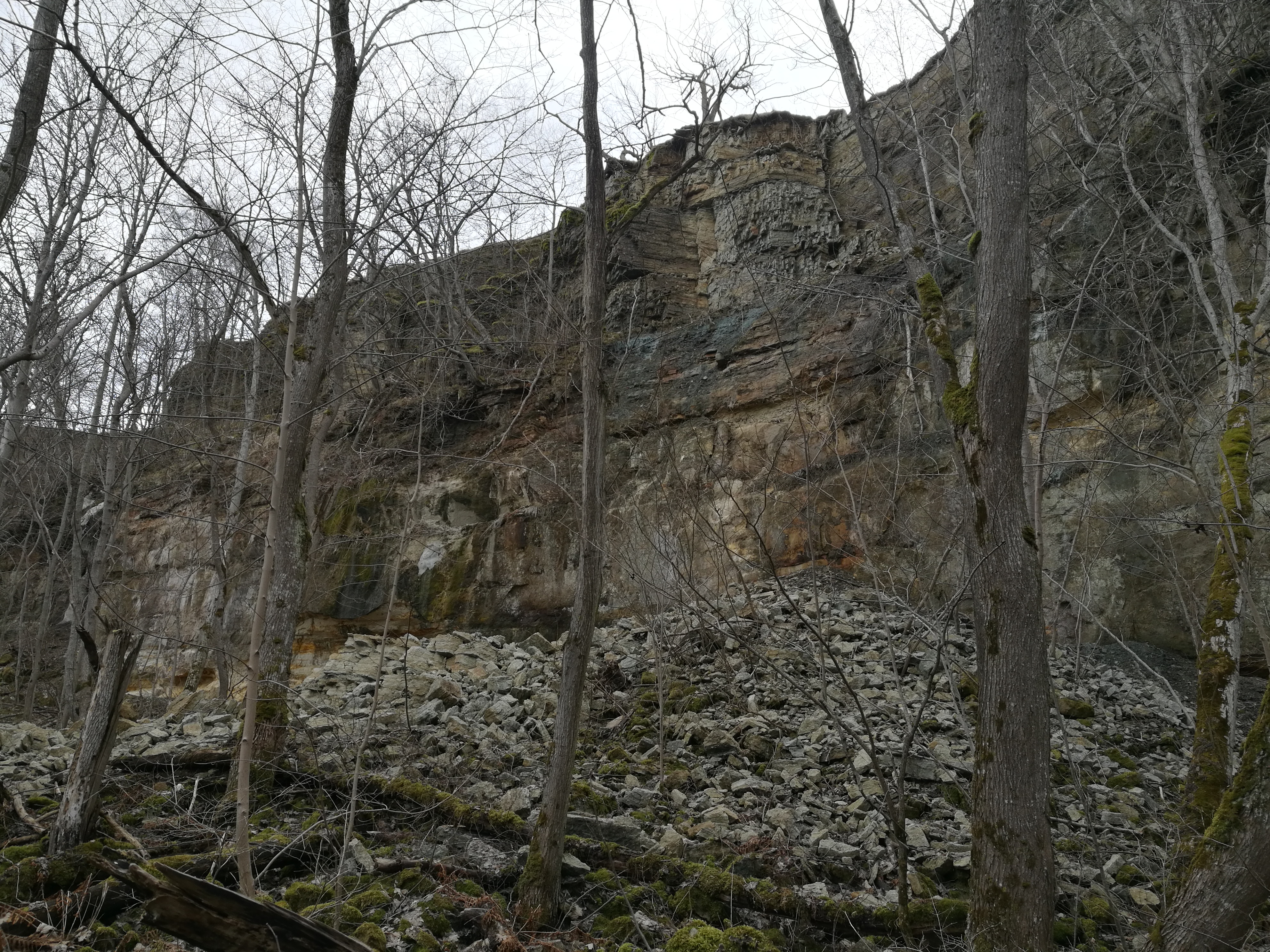
崖の下に堆積した落石とさらなる流出を抑える森林（エストニア）
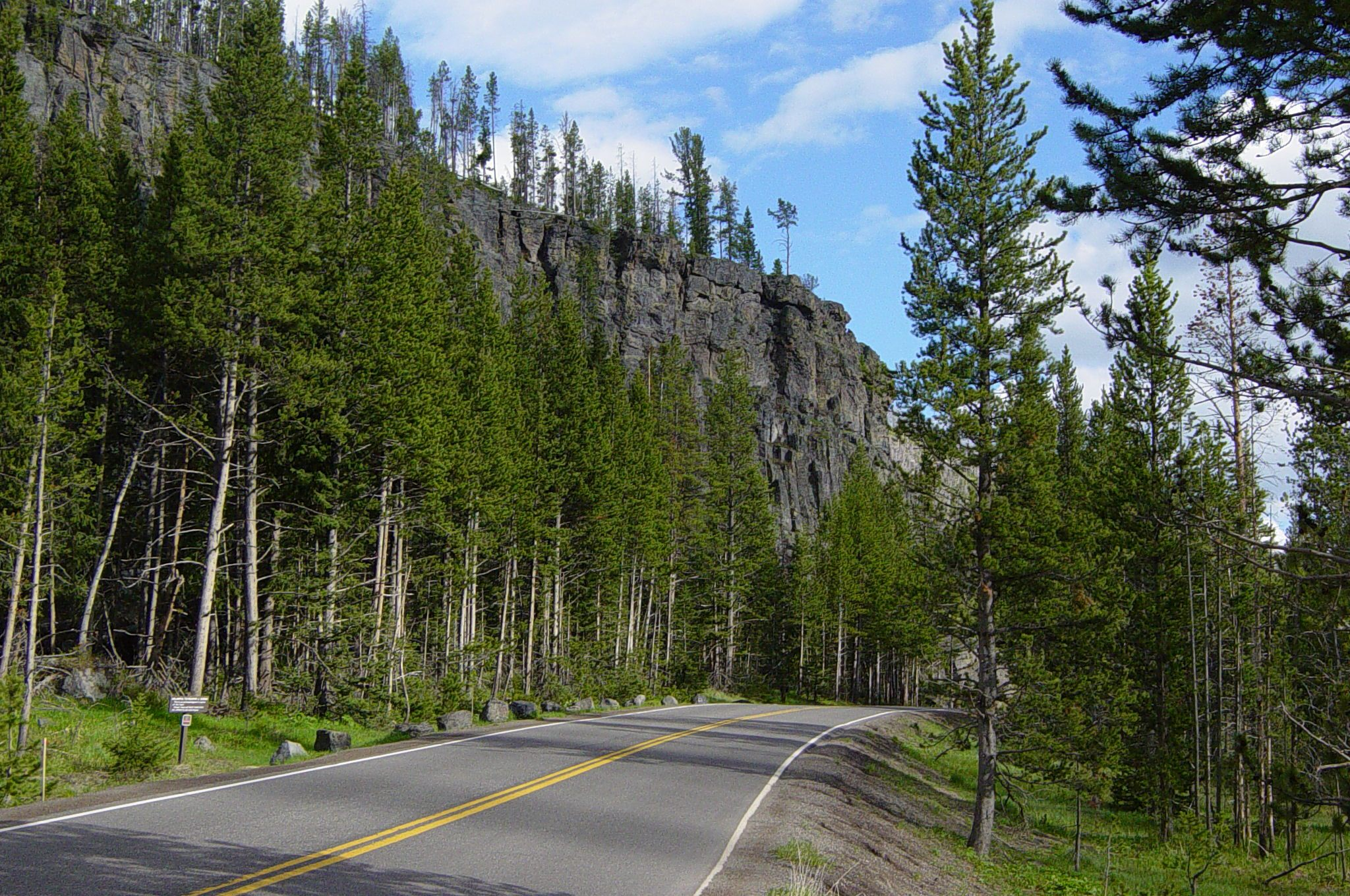
崖の下に成立し落石被害を防ぐことが期待される森林（アメリカ）
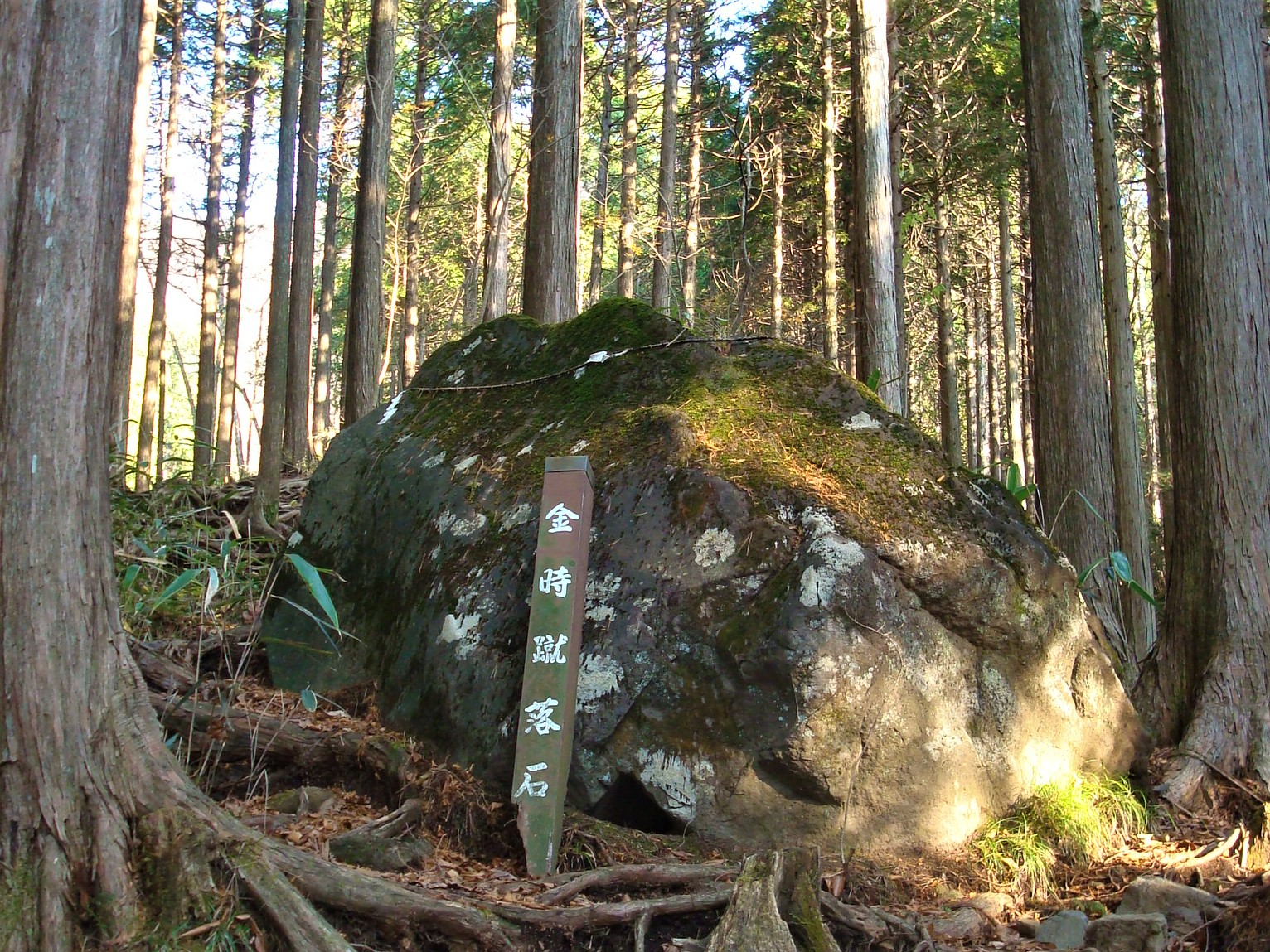
苔むした巨大な落石と森林（神奈川県）

- 防火保安林燃えにくい樹種を配置して防火樹帯をつくって、火災のときに延焼することを防ぐ。面積的には防雪保安林と並び最も少ない保安林である。別名7号保安林。森林法41条ではここまでが保安林の生育を助けるためなどとして、必要に応じてコンクリートなどで構造物を作ることができる保安林と定義されている。

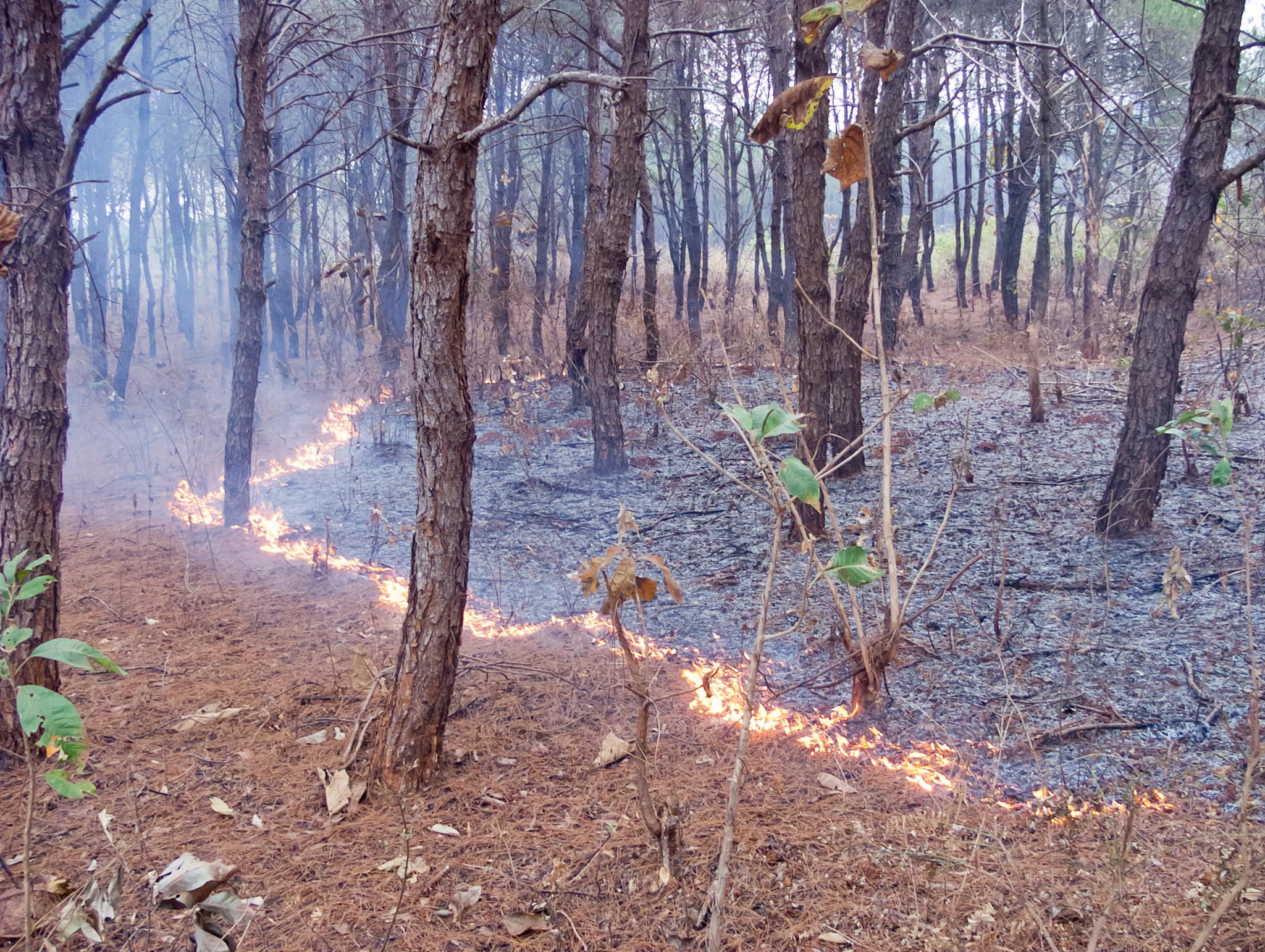
林床が燃えるタイプの火災（ミャンマー）
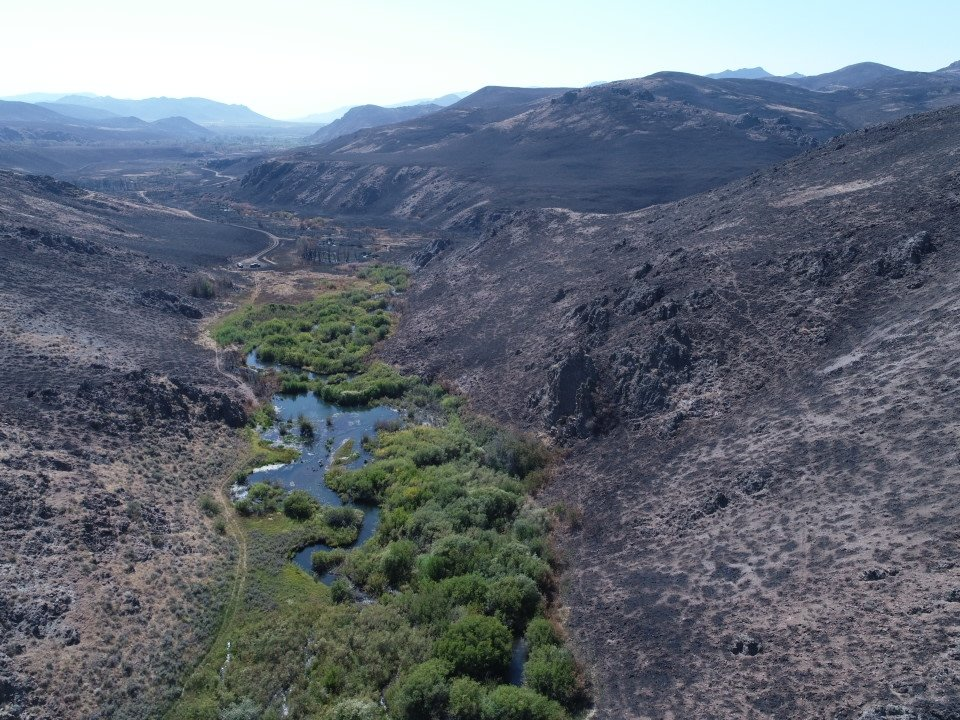
山火事でも燃え残った一画

- 魚つき保安林水面に枝葉を張り出すことで魚の餌となる昆虫や隠れ家の提供すること、森林土壌からの栄養塩の供給や水質を浄化することなどが期待される保安林。指定地は漁業が盛んな地域が多く、海岸沿いの指定地では山が海に迫るような森林、河川では中流から河口部にかけての川沿いの森林が指定されることが多い。別名8号保安林。

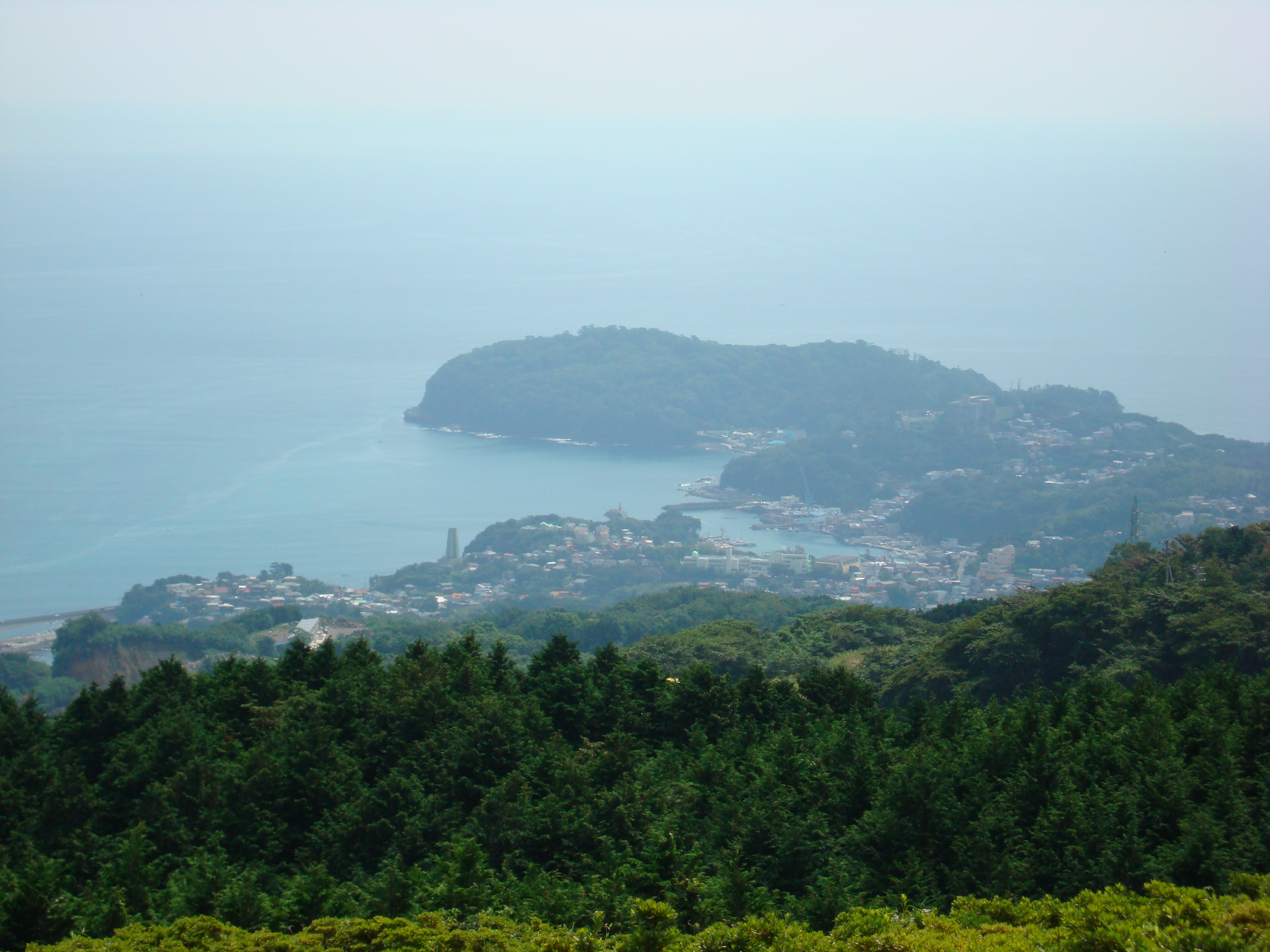
神奈川県真鶴半島
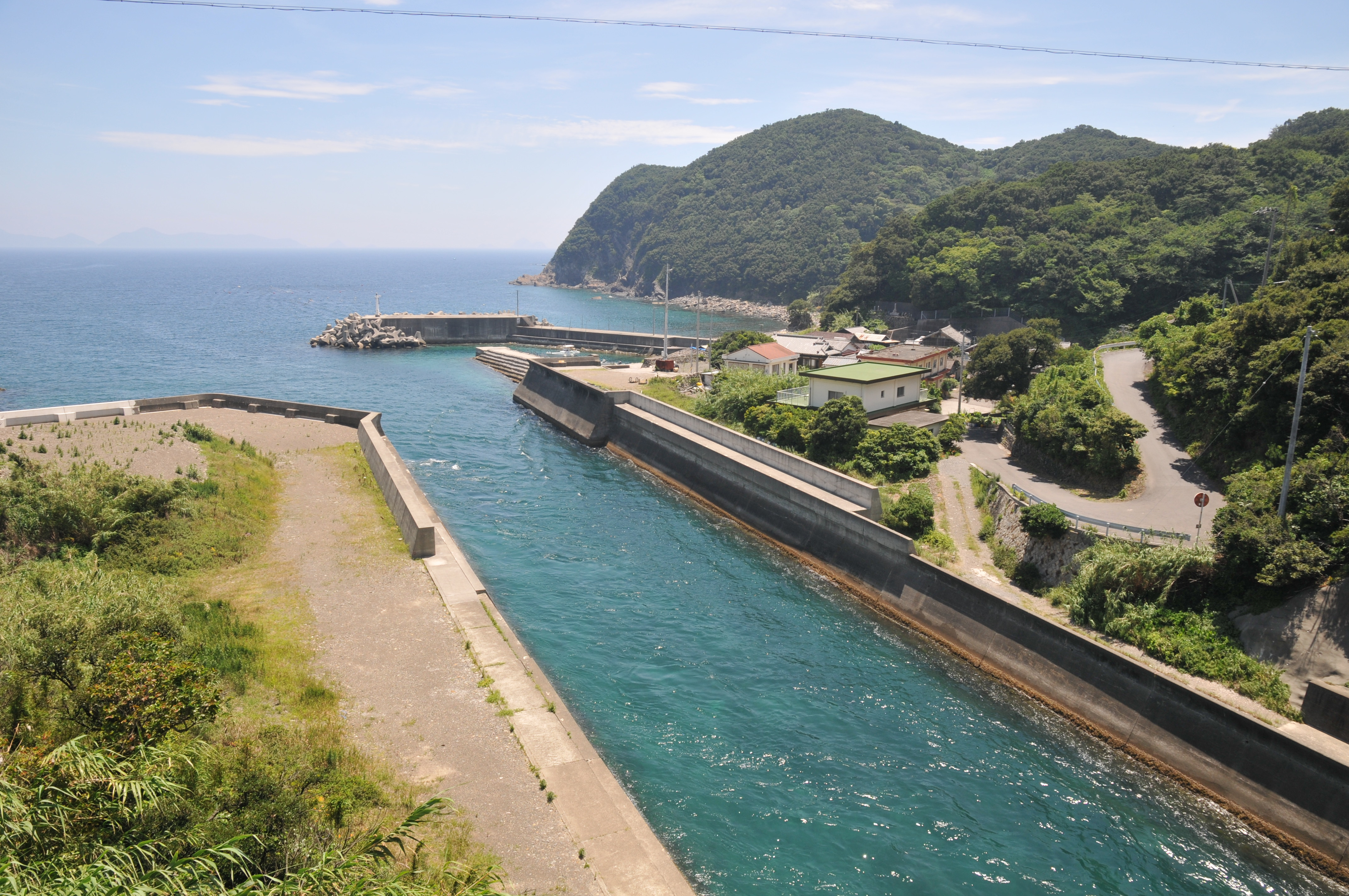
海岸に隣接する森林（愛媛県愛南町）
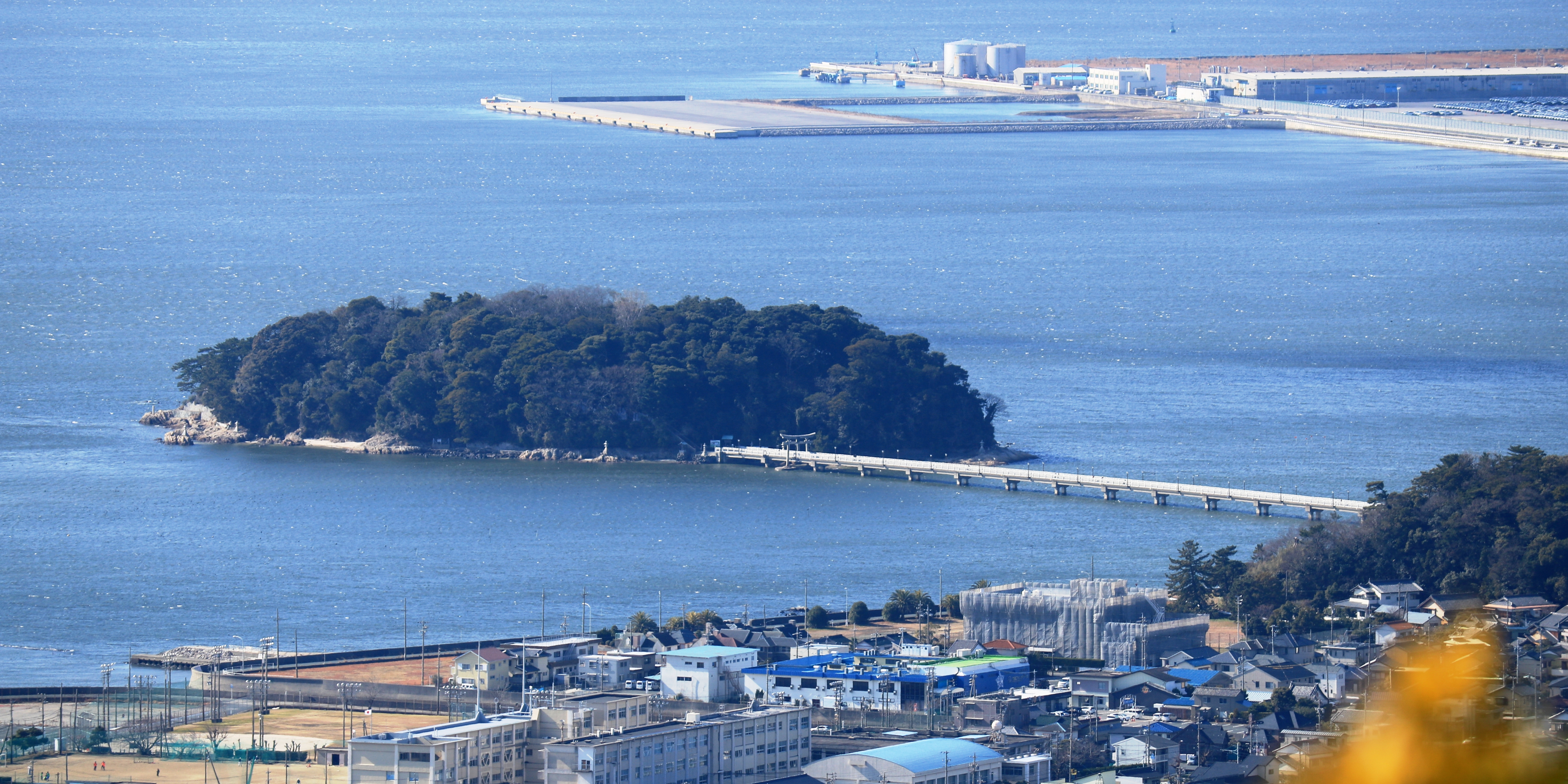
三河湾に浮かぶ竹島 (愛知県)

- 航行目標保安林船舶が航行する際の目標となることが期待される保安林。指定地は主に海岸や湖岸沿い、もしくは海上や湖上からよく見える斜面上の森林など。面積的には水害防備保安林と同程度の1,000haほどでかなりマイナーな保安林である。長崎県対馬の北東部海岸沿いの国有林が100ha近くまとまって指定されており有名。別名9号保安林。

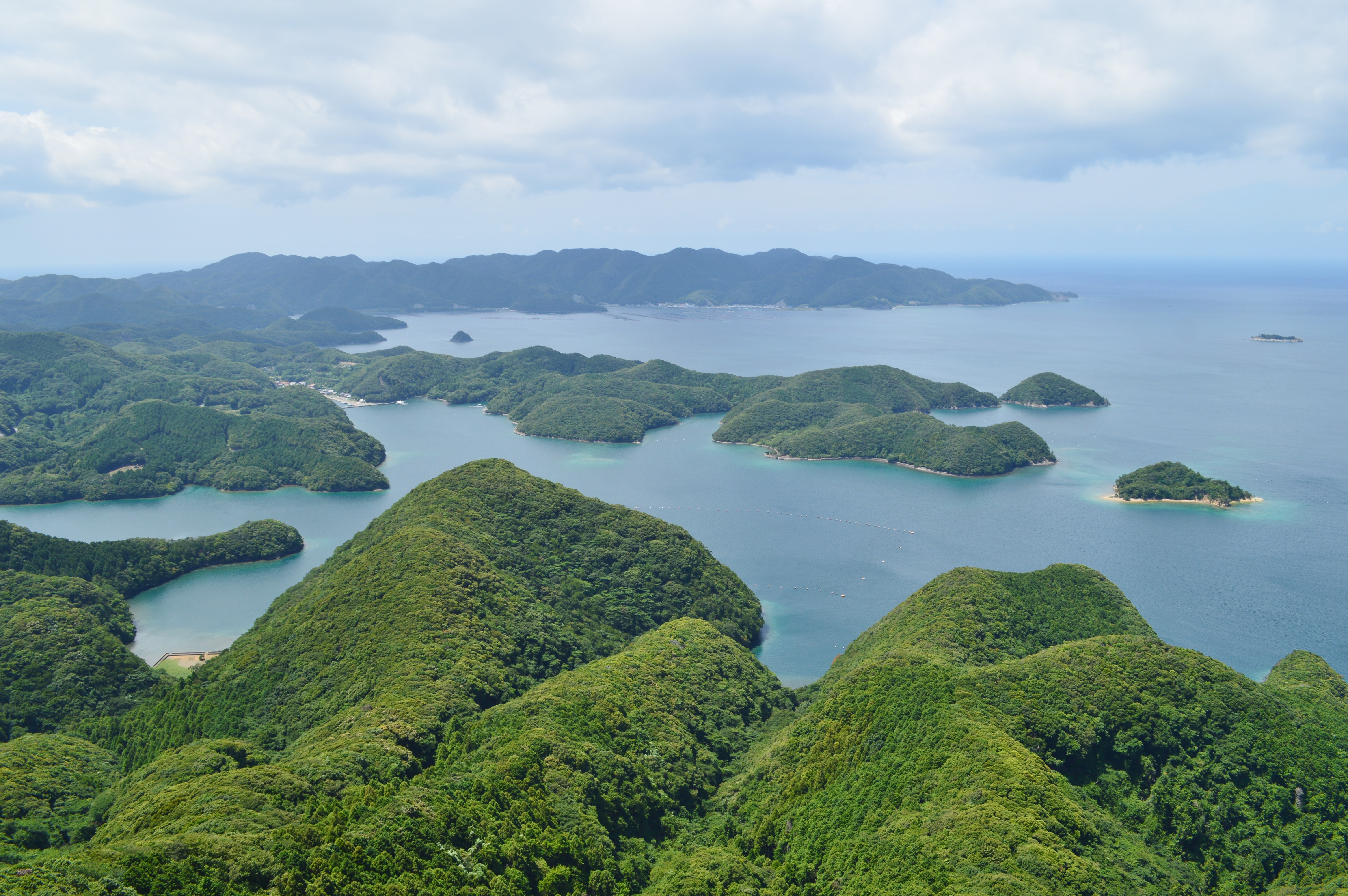
海岸沿いに広がる森林（長崎県対馬）

- 保健保安林森林浴やハイキングなどの行楽、騒音緩和を期待される保安林。指定地は全国的に存在する。たいていは大きな森林公園などになっており、4号以下の保安林では指定面積は最大である。別名10号保安林。

- 登山道と森林（アメリカ）
- 紅桜公園（札幌市）
- マリユドゥの滝（沖縄県）

- 風致保安林名所や旧跡などの借景として利用される森林などが指定されている場合がある。東京都調布市の深大寺周辺、奈良県の大和三山、山口県岩国市の錦帯橋に隣接する岩国城周辺の山、北海道の洞爺湖周辺などが有名。現在ではマイナーな保安林であるが、保安林の原点は寺社などの風致保存を目的とした禁伐林だったと考えられている。別名11号保安林。

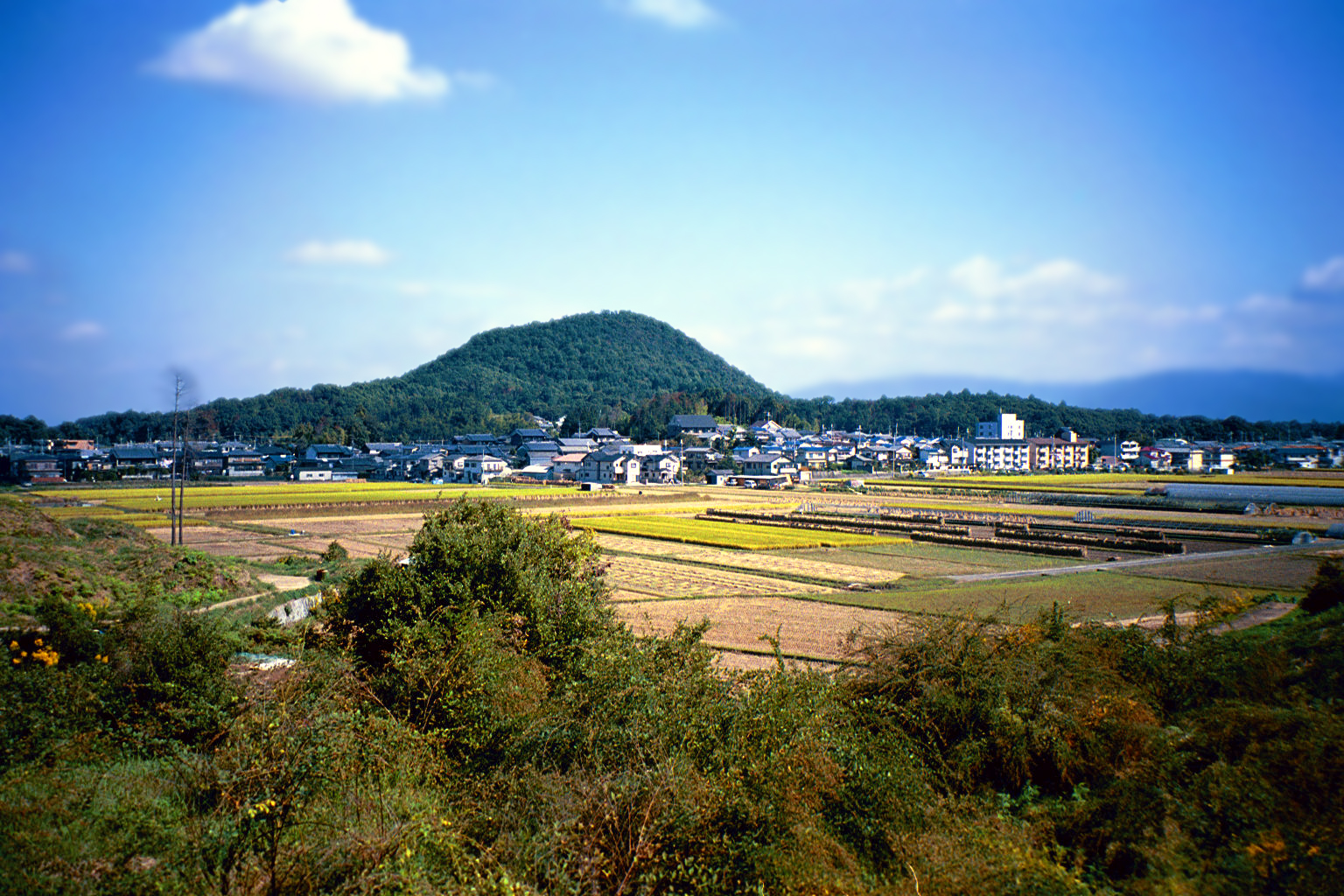
畝傍山（奈良県）
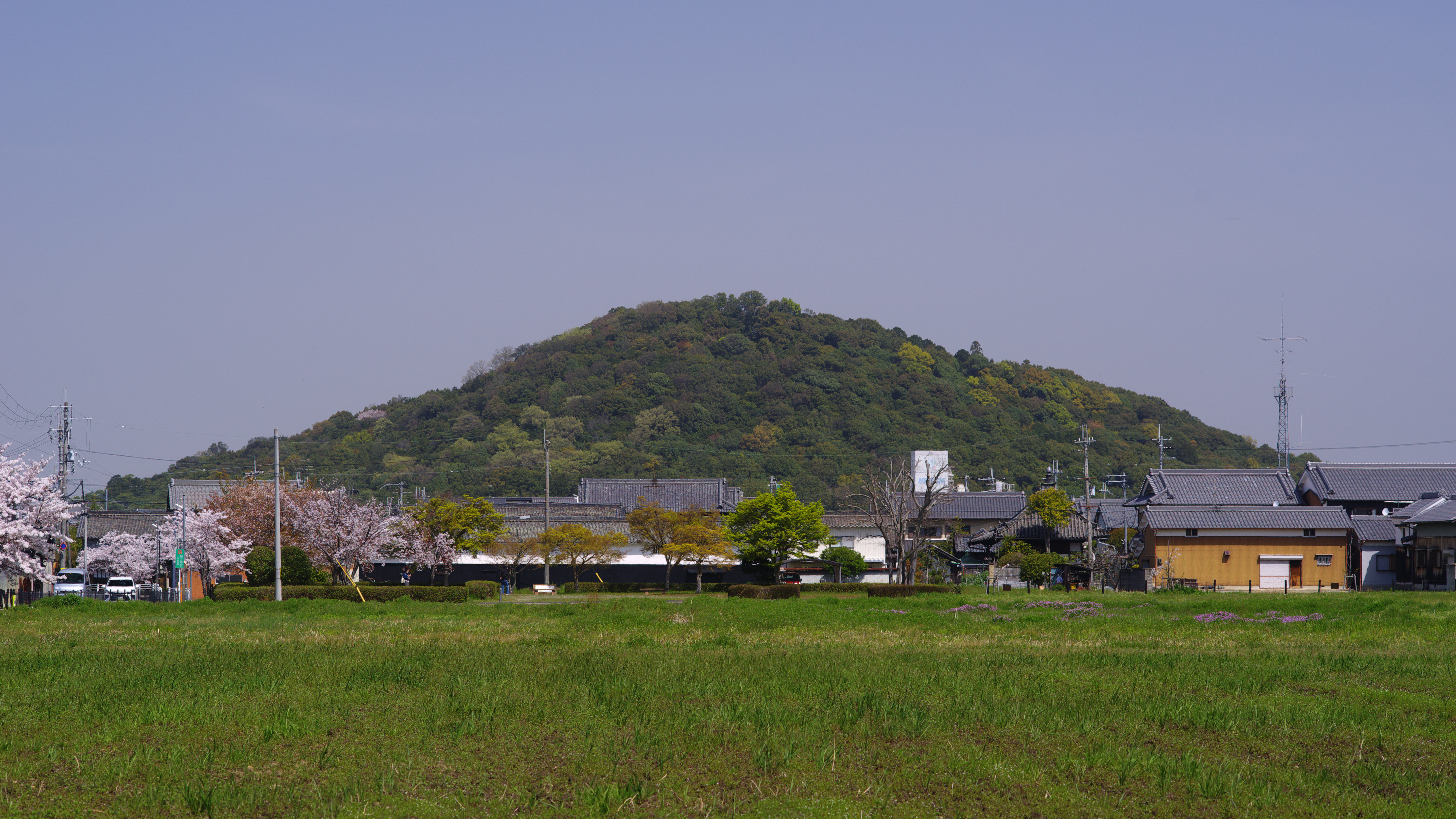
耳成山（奈良県）
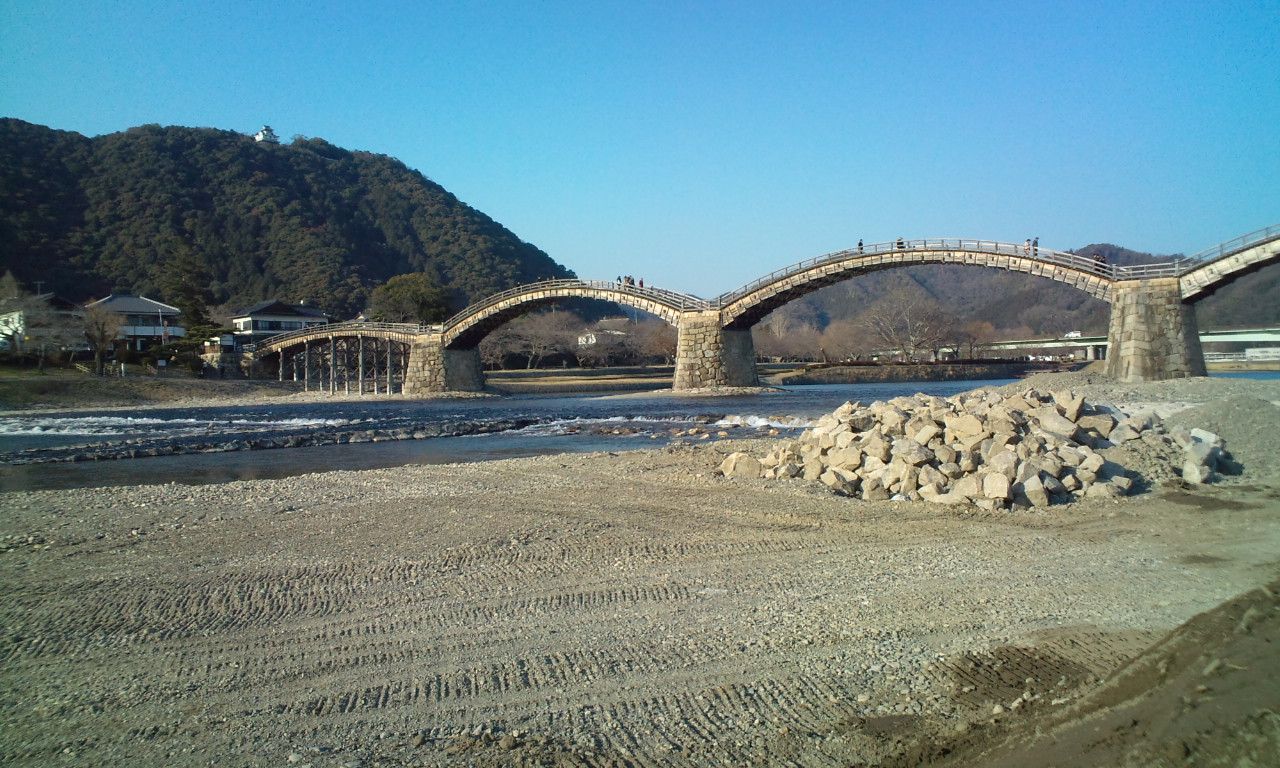
錦帯橋と岩国城（山口県）
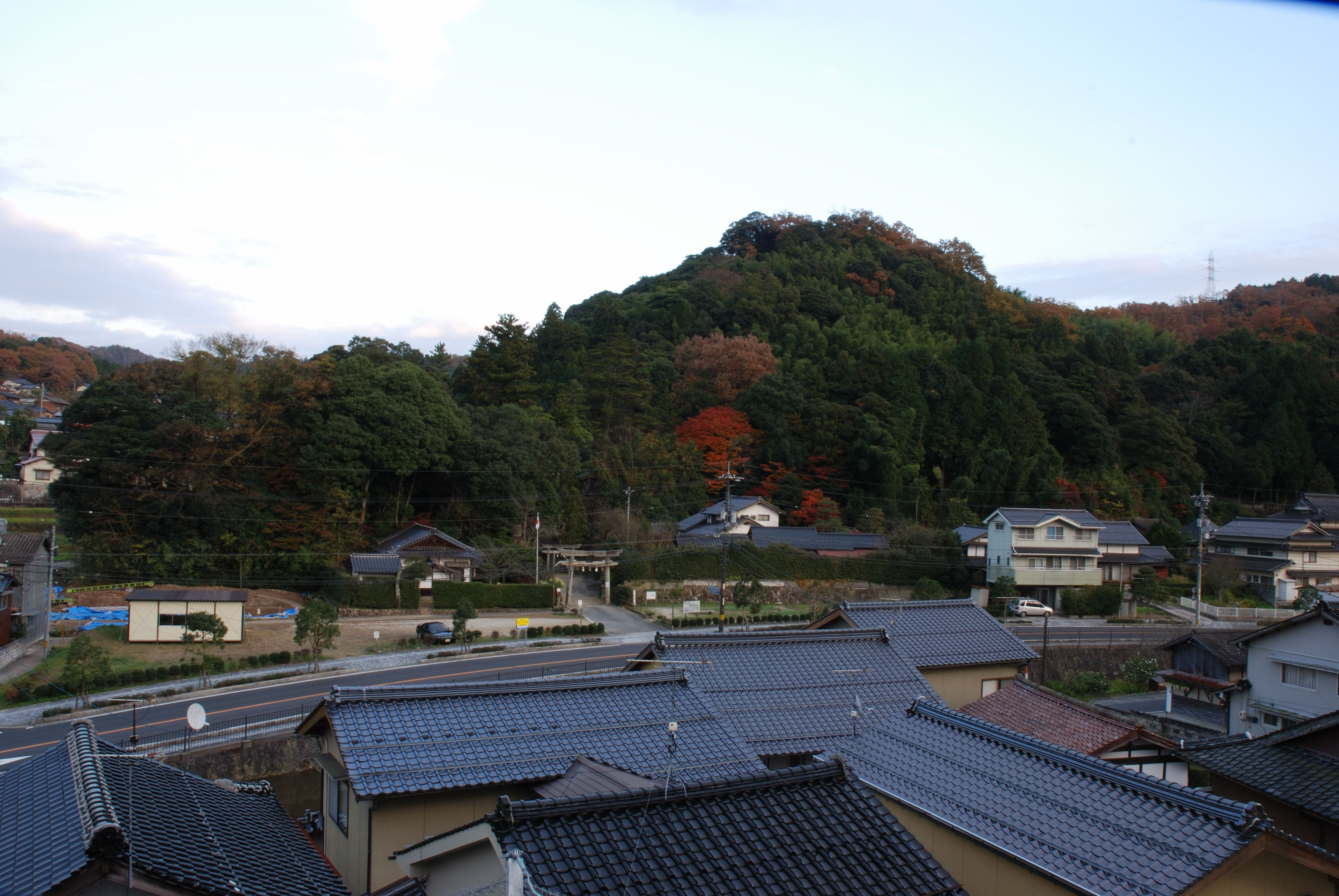
玉造要害山城（島根県）
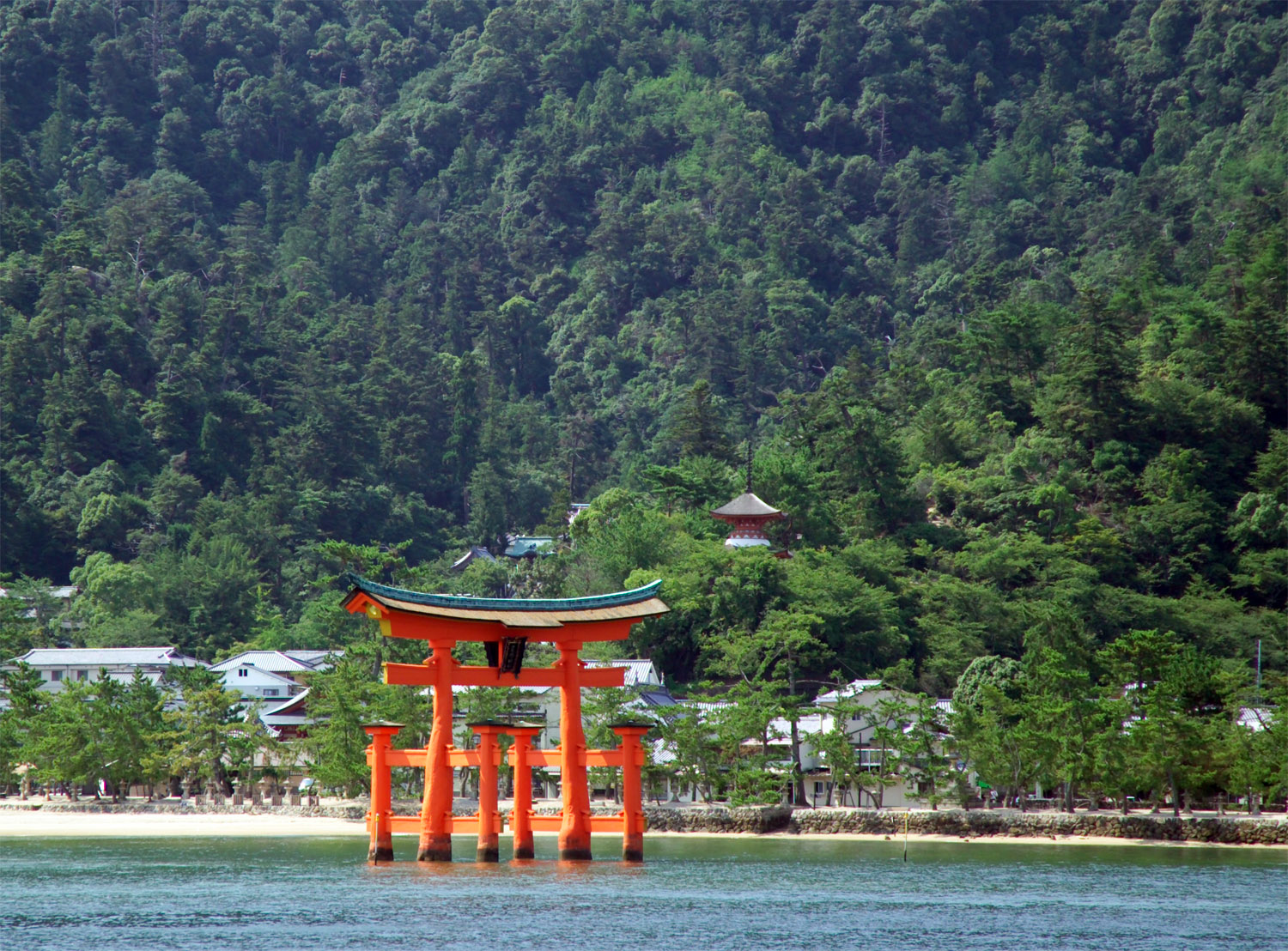
厳島神社と裏の森林（広島県）
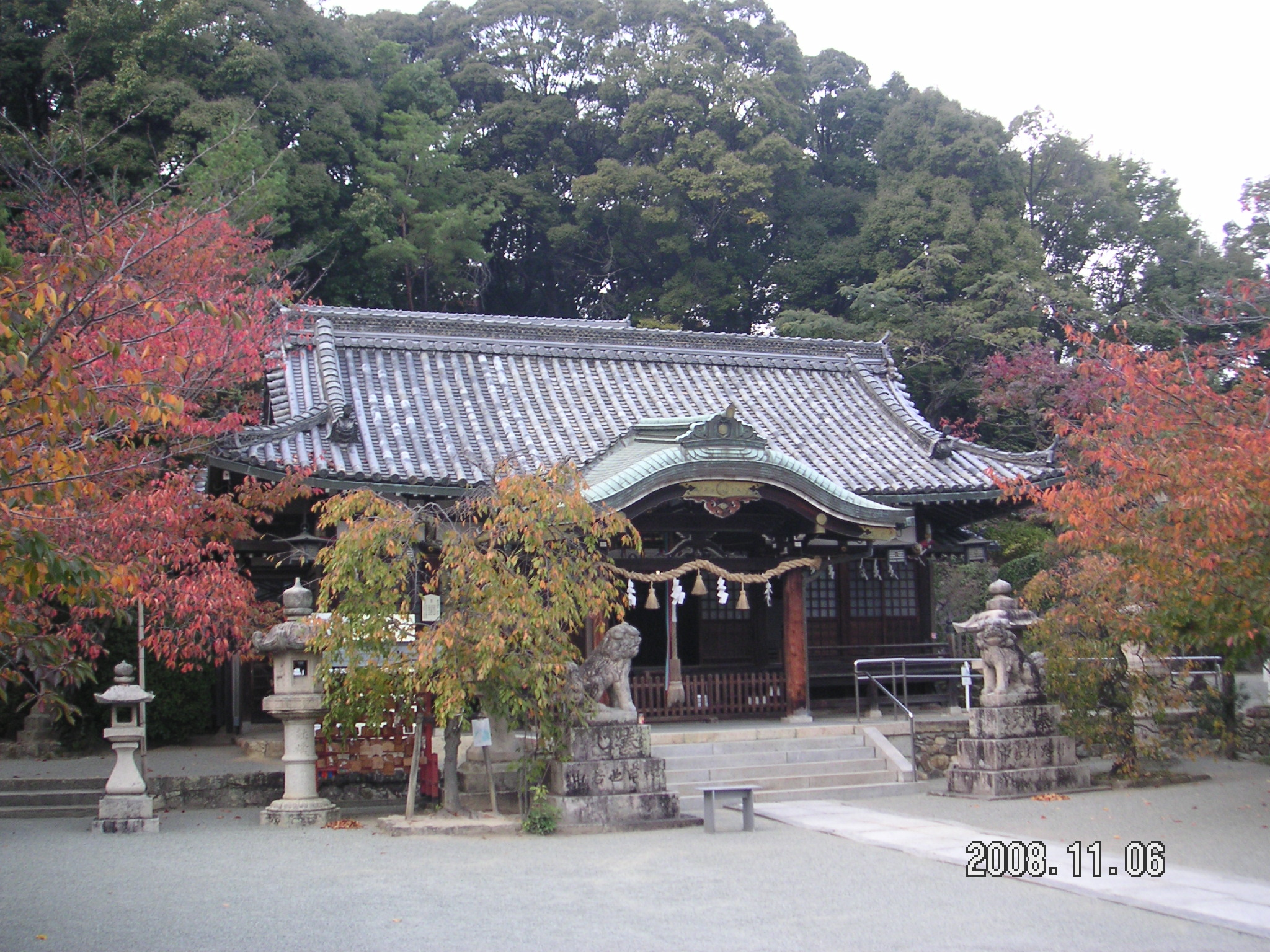
春日神社の裏山（大阪府豊中市）

## 指定目的達成の手段
保安林機能強化の一環として、水源林造成事業の実施や、森林法第41条による保安施設事業の実施、特定保安林の指定などがある。保安林には手入れがなされていないなど健全な状態と言えないものがある。公益的な働きが低下している保安林については農林水産大臣が、森林法第39条の3によって特定保安林に指定して、整備を進める。都道府県知事は、特定保安林内で早急な施業が必要なものについては要整備森林に指定し、地域森林計画を明示する。その後、地域森林計画に基づき都道府県知事は森林所有者等の自発的な施業を勧告する。必要がある場合には治山事業を実施する。

## 保安林に関係する主な判断事例
保安林の解除転用、伐採規制などはいずれも行政による許認可であり、行政の判断によって利害を受けるものから反発を受け、クレームを受けたり時には行政訴訟に発展する場合もある。また、土砂災害や雪崩から命と財産を守る各種の治山構造物を作る治山事業の根拠ともなっている仕組みであり、不適切な管理や安易な転用によって大災害を起こしてしまうこともある。以下に保安林に関する裁判の主な事例を示す。
- 長沼ナイキ事件（1969年-1983年）北海道長沼町において地対空ミサイルの一種（MIM-14 ナイキ・ハーキュリーズ）の発射基地を作るために、農林水産大臣が保安林を解除したところ、保安林の転用により災害発生の恐れがあるとした住民から解除差し止めの行政訴訟が起こされた。札幌地裁においては住民側が勝訴したものの、第2審となる札幌高裁、および最高裁で敗訴となった。

- 青森地裁弘前支部昭和53年（ワ）131号事件（1975年-1978年）1975年8月6日、青森県の岩木山山麓にある岩木山神社脇の渓流で土石流が発生し、神社周辺に住む住民が死傷した（岩木山百沢土石流災害）。被災した渓流は堆積土砂が多く、渓流沿いに人家も多く当時青森県内で最も土石流発生及び人的被害の危険度が高い渓流であるとの認識があったにもかかわらず、砂防対策などを十分に行わなかった（当時現場渓流には砂防ダムが3基入っていたが、土石流はダムを乗り越えて集落に達した。）として住民が国や青森県を相手取って裁判を起こした。土石流の威力を増大させた原因の一つとして、集落の上流にあった土砂流出保安林を解除・転用して造成されたスキー場があり、渓流の埋め立てや周辺工事で発生した残土が置かれていたことから被害を拡大させたのではないかと注目された。地裁判決では土石流の発生及び被災範囲は予見できなかったとされ、スキー場による被害拡大などの因果関係も認められず住民側の全面的な敗訴となっている。

- 大阪地裁平成24年（行ウ）第148号事件（2010年-2012年）京都府南部において土砂流出防備保安林の指定解除を求めた土地所有者に対し、申請を受け付けた京都府からの解除に反対する意見書を参考に農林水産大臣は解除を認めない決定をした。これに対し土地所有者が異議申し立て及び訴訟を起こしたもの。現場となった土地は保安林に指定された後、違法に大量の土砂を採取された結果ほぼ平坦となった。現地調査などの結果、現場は表土をはぎ取られ数十年たっても植生が回復していないこと、過去の大雨でも土砂の流出による災害がなかったことや、現地の地形的にも将来的にも保全対象となる国道などに対して被害を起こしにくいと判断された。このことから原告の訴えを認め大阪地裁では1970年の林野庁長官通知に記載のある「自然現象等により保安林が破壊され、森林への復旧が困難な時」に現場該当するとし、農林水産大臣に対して保安林指定を解除するように命じる判決が下された。なお、高裁では原告側の逆転敗訴となっている。

- 湘南海岸公園の保安林指定申請事案（2020年）神奈川県平塚市の海岸部にあった市営プール跡地の再開発を巡り、平塚市はプール跡地だけでなくクロマツなどを主体とする周辺の海岸林を伐採して、市営湘南海岸公園龍城ヶ丘ゾーン（藤沢市にある同名の県立公園とは別）として整備することを発表した。これに対し周辺市住民が海岸林の伐採によって防風・防砂機能が低減するとして、当該海岸林を保安林に指定するように神奈川県に申請した。保安林に指定されることで伐採に制限がかかり（県による制限だけでなく、伐採に対して受益者として異議申し立てもできるようになる）、開発規模の縮小をさせることが狙いであった。治山事業を行いたい行政や土地所有者ではない周辺住民からの保安林指定の申請は珍しく県の判断が注目された。2021年3月、神奈川県は保安林申請を却下し海岸林の伐採と公園整備が進められることになった。

## 類似の法律や制度

### 日本国内
- 砂防三法とその指定地砂防三法は砂防法、地すべり等防止法、急傾斜地の崩壊による災害の防止に関する法律の3つの法律を指す。三法によって定められた指定地はそれぞれ砂防指定地、地すべり防止区域、急傾斜地崩壊危険区域を指す。いずれも国土保全などを目的とした法律で、砂災害の危険性のある地域における無秩序な開発を規制している。管轄は国土交通省および都道府県や市町村の土木系の部署。必要に応じて構造物を作る点も森林法の保安林同様で、土石流の危険のある河川における砂防ダム、地すべり斜面における集水井やアンカー工、急傾斜地に土留工や法枠工といった構造物を作る根拠の法律として扱われる。また、これらの部署でも砂防林や防雪林として森林造成をする場合も多く狭義の保安林との区別は紛らわしいものとなっている。

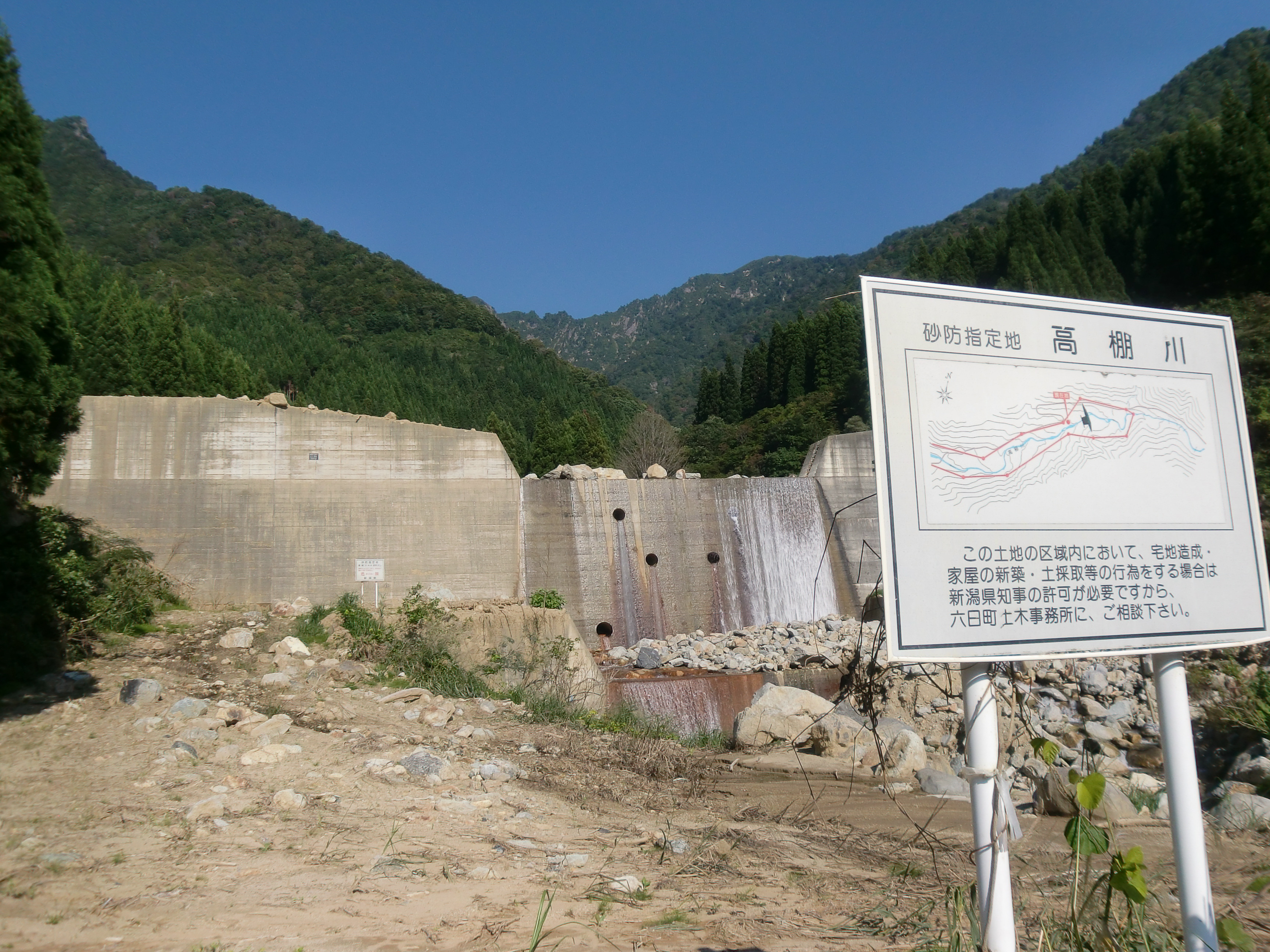
砂防事業で作られた砂防ダム。砂防指定地を示す看板には県の土木事務所の文字が見える（新潟県）
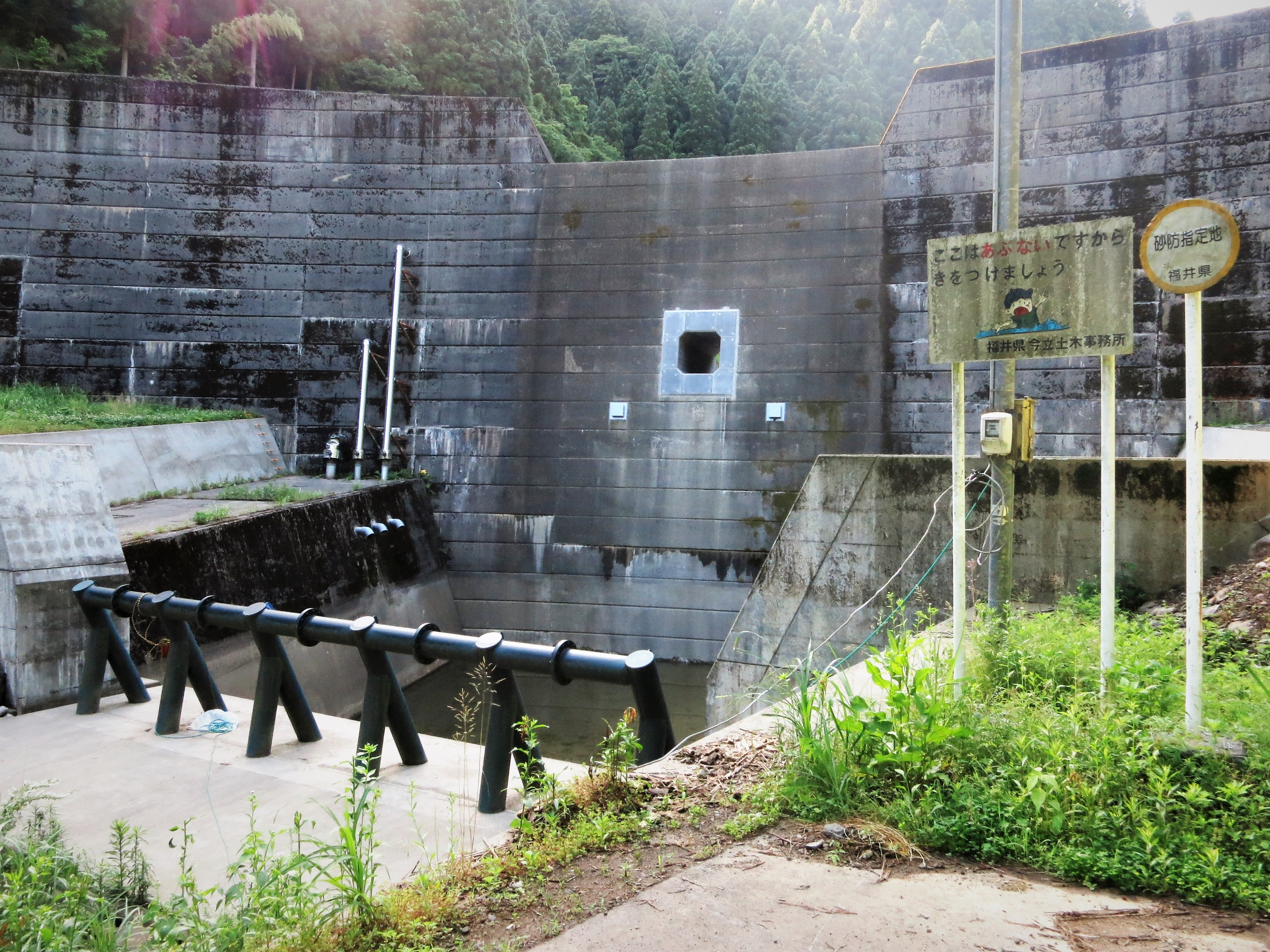
砂防指定地を示す看板とアーチ式の砂防ダム（福井県）
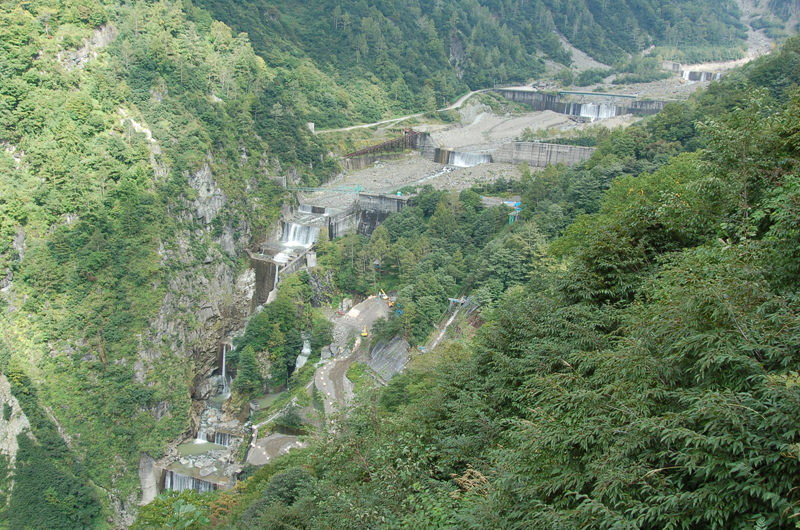
立山で長年続けられている砂防事業（富山県常願寺川流域）
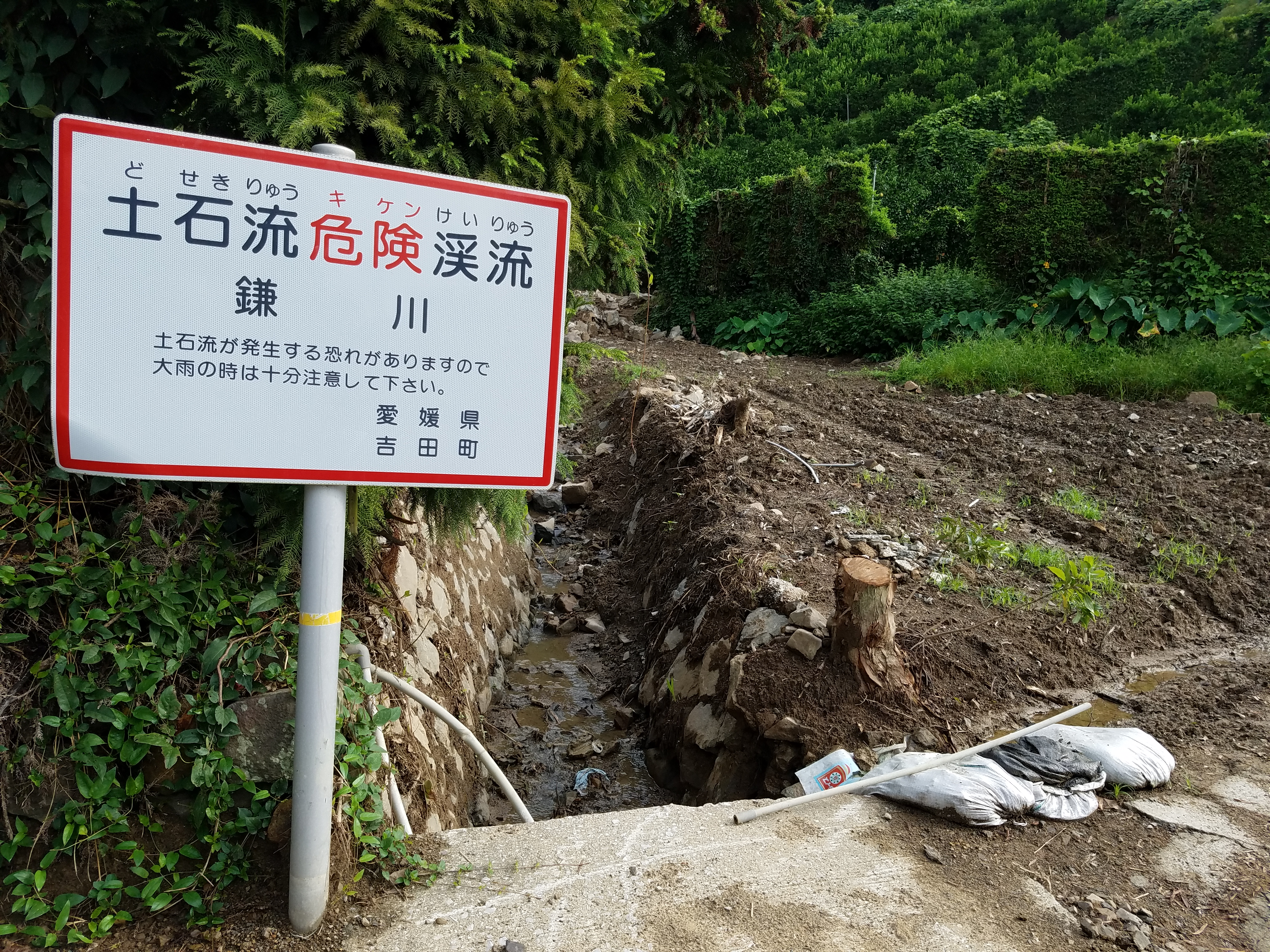
砂防事業では荒廃渓流を土石流危険渓流と呼ぶ。
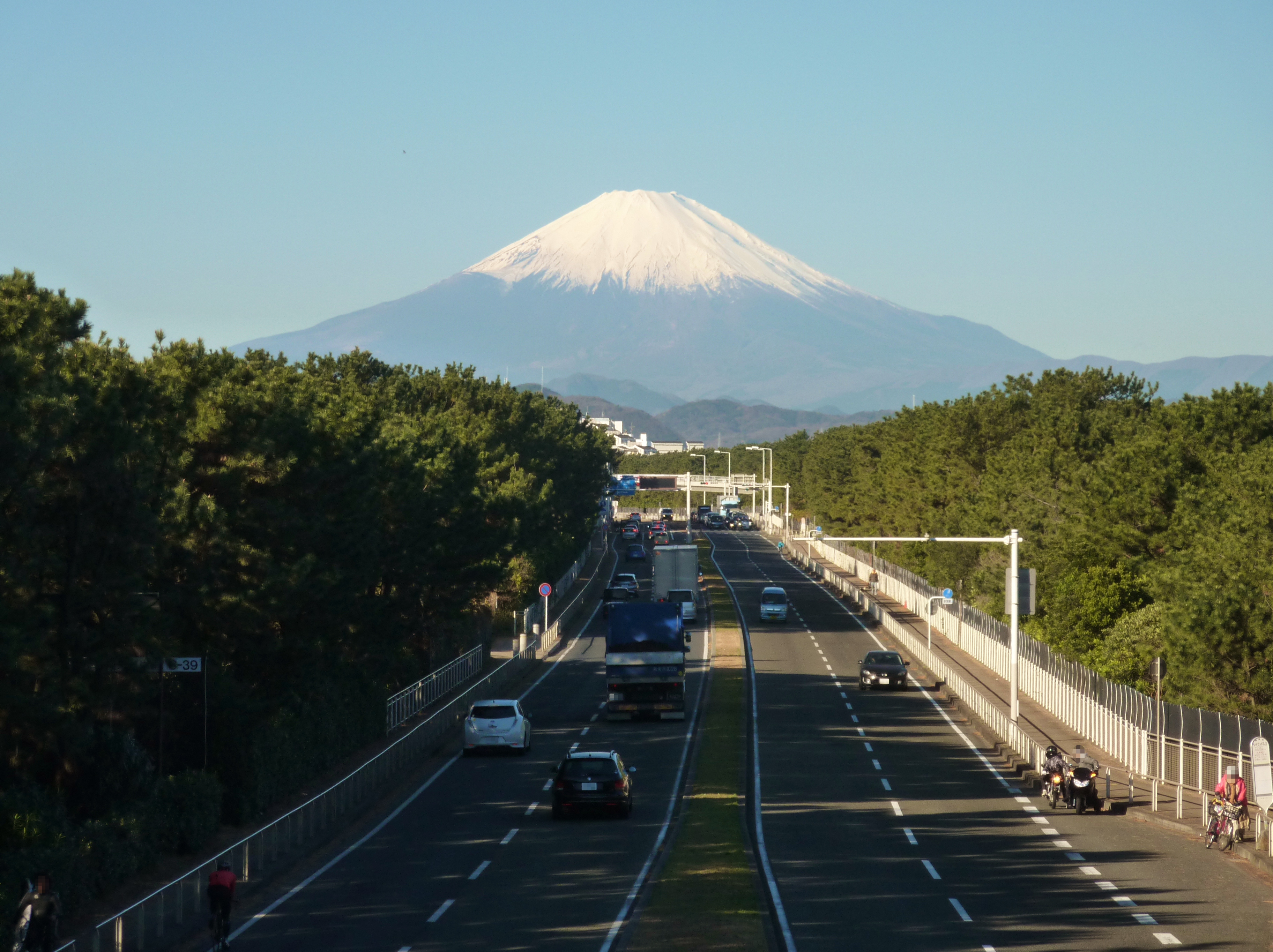
砂防事業で造成された湘南海岸のクロマツ林

- 道路法保全対象が道路に限られるが、国土保全という意味で森林法の保安林と共通している。必要に応じて土砂崩れ防止の土留工（擁壁）や法枠工、落石防止や雪崩防止の覆道（洞門）などの構造物を作ることがある。

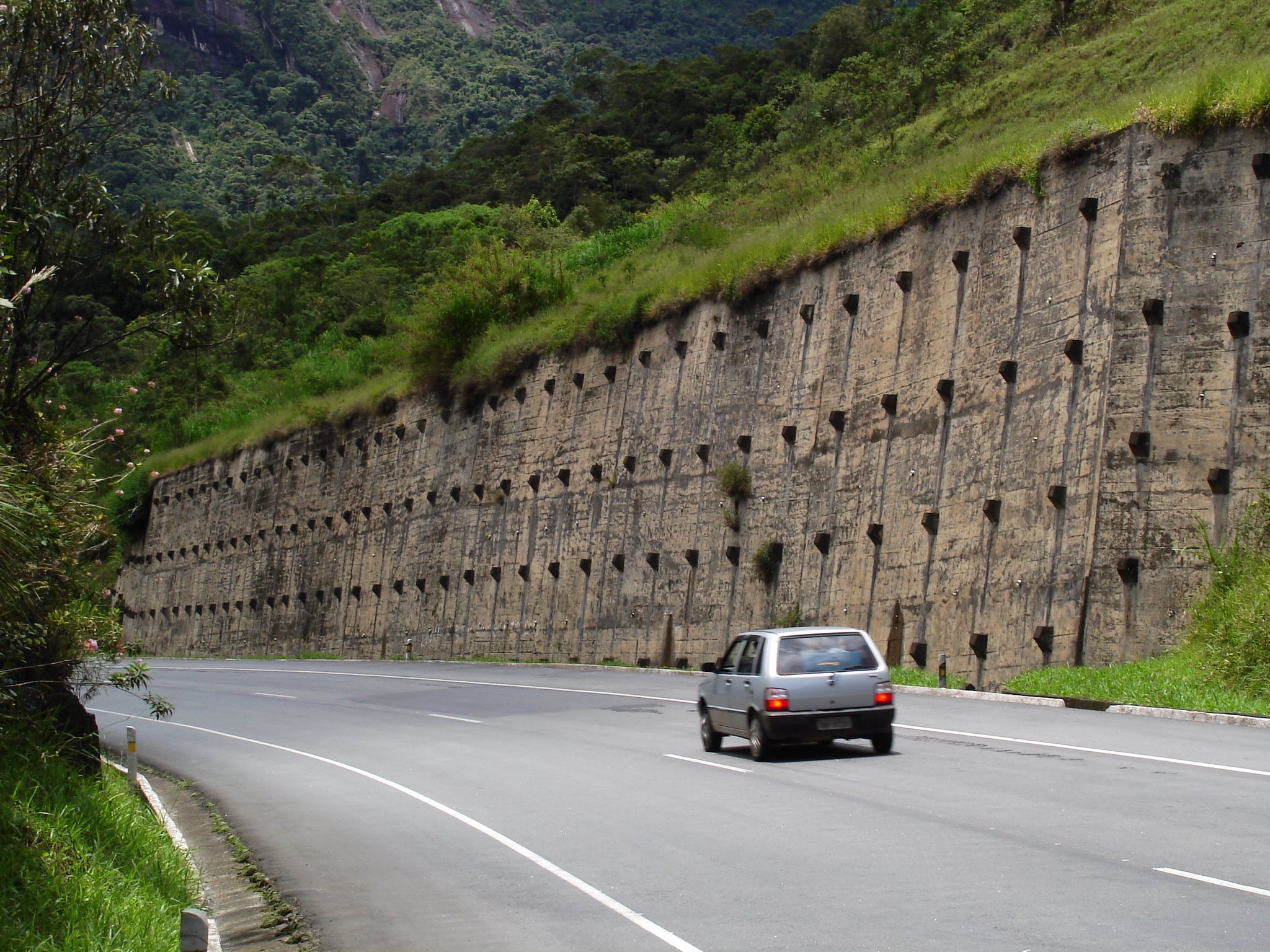
道路を守るために切土面に施工された擁壁（ブラジル）
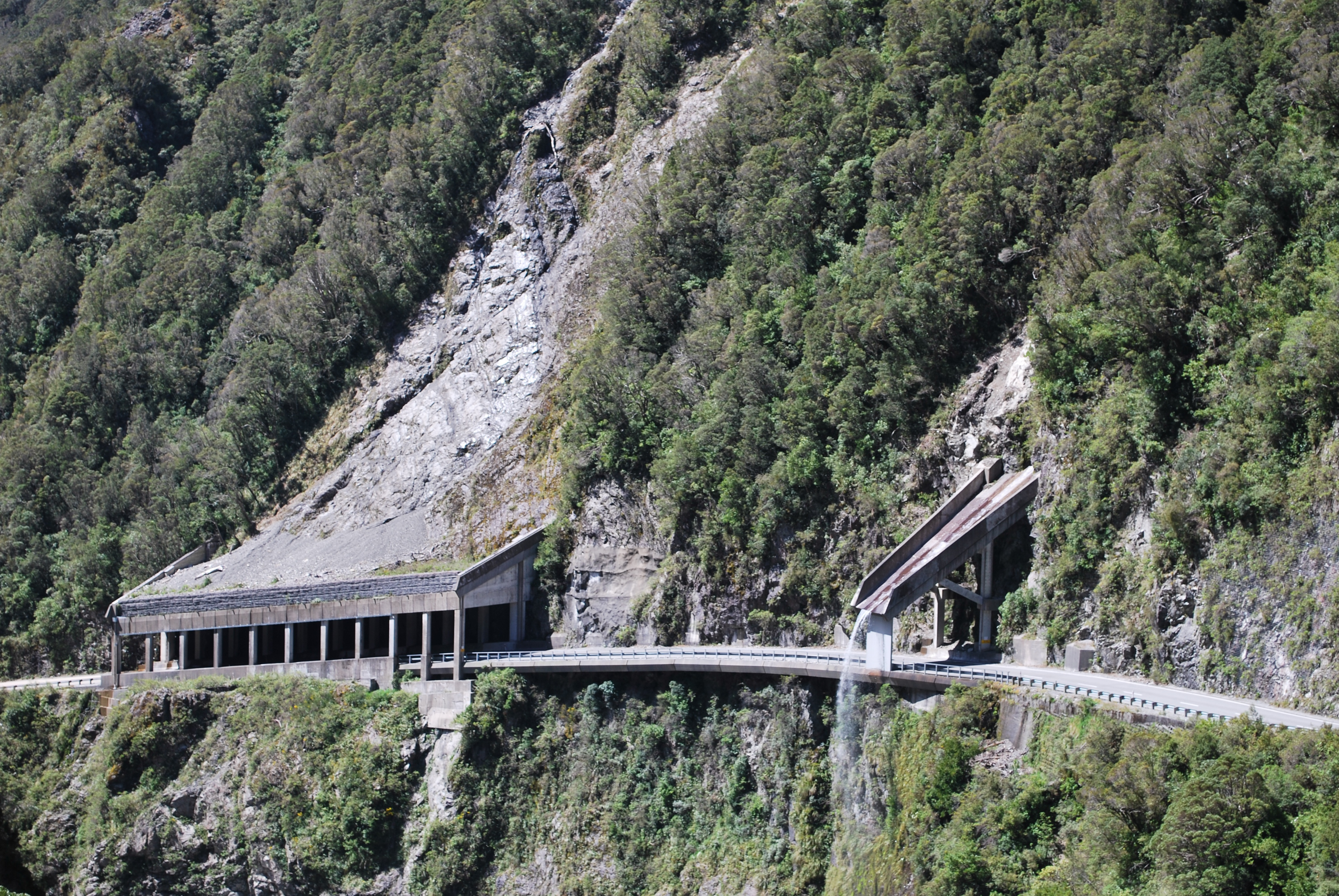
落石除けの覆道（ニュージーランド）
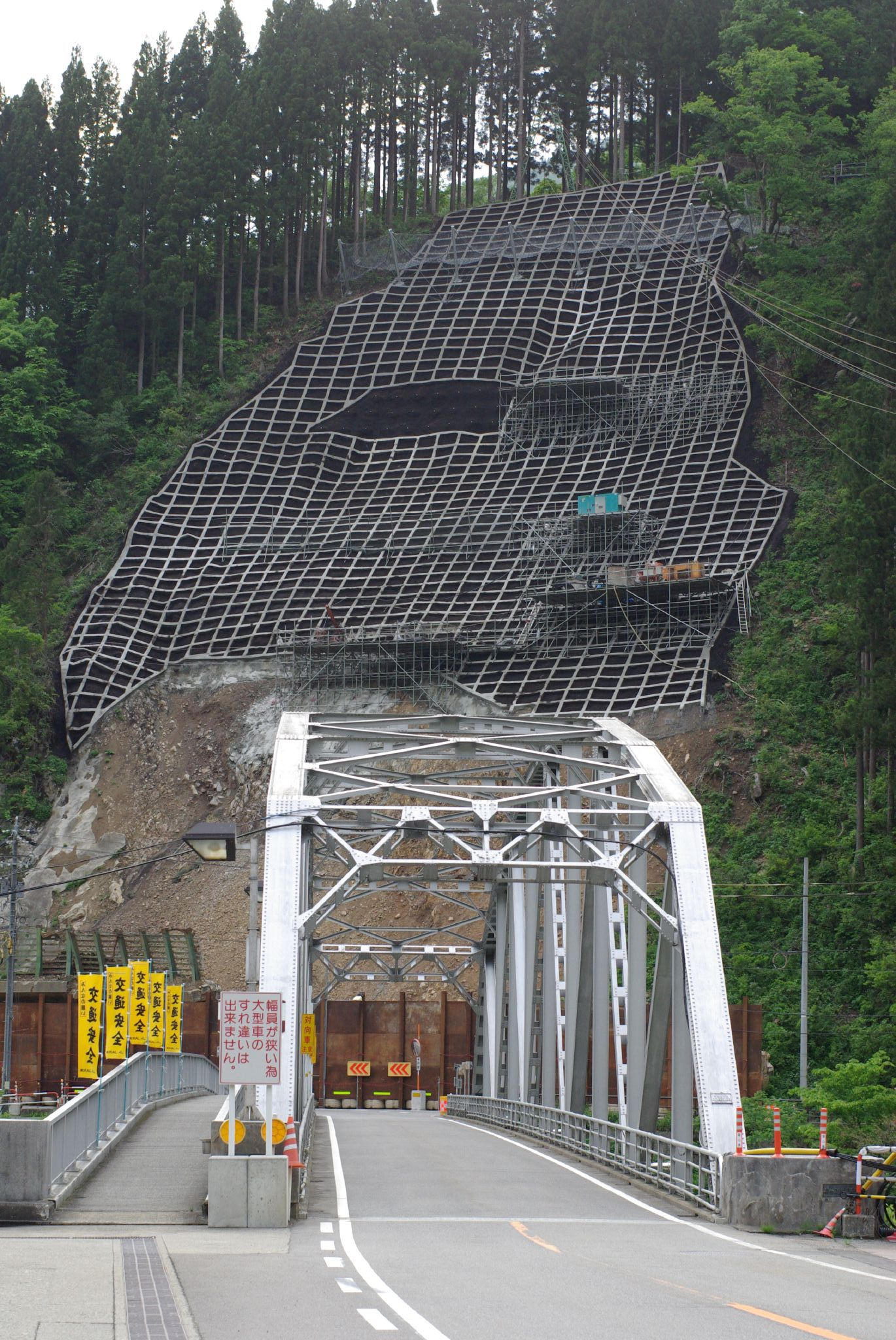
急斜面に施工された道路を守る法枠工
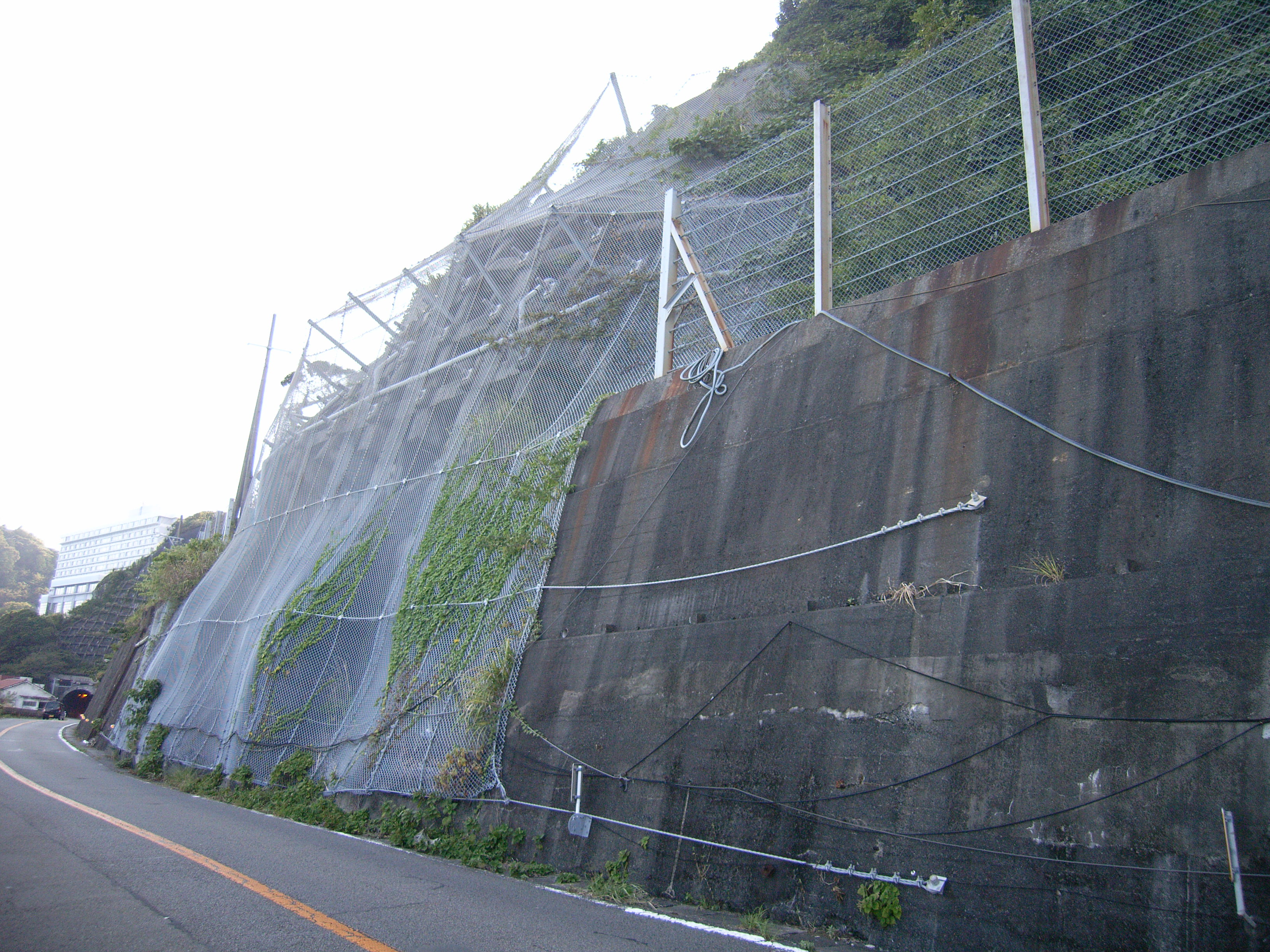
土留工（擁壁）、コンクリート吹付工、落石防護柵、落石防止ネット

- 林地開発許可制度林地開発許可制度は民有林において1haを超える開発をする場合、開発業者は都道府県に対して事前に開発内容を協議し許可を得なければならないという決まりである。森林における無秩序な開発を防止するという点で保安林と類似している。管轄は都道府県の林地開発の担当部署（まれに市町村に権限移譲されている場合がある）。なお、保安林の開発を行う場合は林地開発ではなく保安林の方で協議を行う。

- 保護林保護林は国有林のうち原生林が残る一部地域に設定されている制度で、外部の有識者を含む専用の委員会を設けて森林の開発制限、保護方針の議論などを行っている森林である。保安林では明文化されていない森林が持つ生態系や遺伝子資源の維持という公益的機能が期待されている。指定目的により森林生態系保護地域、生物群集保護林、希少個体群保護林の3種類に分けられ指定面積は合計で100万haほどに及ぶ。指定地は原生的な自然が残る場所や希少な動植物が住んでいる場所として知られるものが多く、国立公園、国定公園などと重複して指定されていることも多い。代表的な森林生態系保護地域には知床、白神山地、屋久島など、生物群集保護林には八ヶ岳（長野県）、剣山（徳島県）など、希少個体群保護林は隔離分布したり分布の端部に位置する希少動物に対してのものが多く森吉山のクマゲラや奄美大島のアマミノクロウサギ、火打山のライチョウなどが知られる。

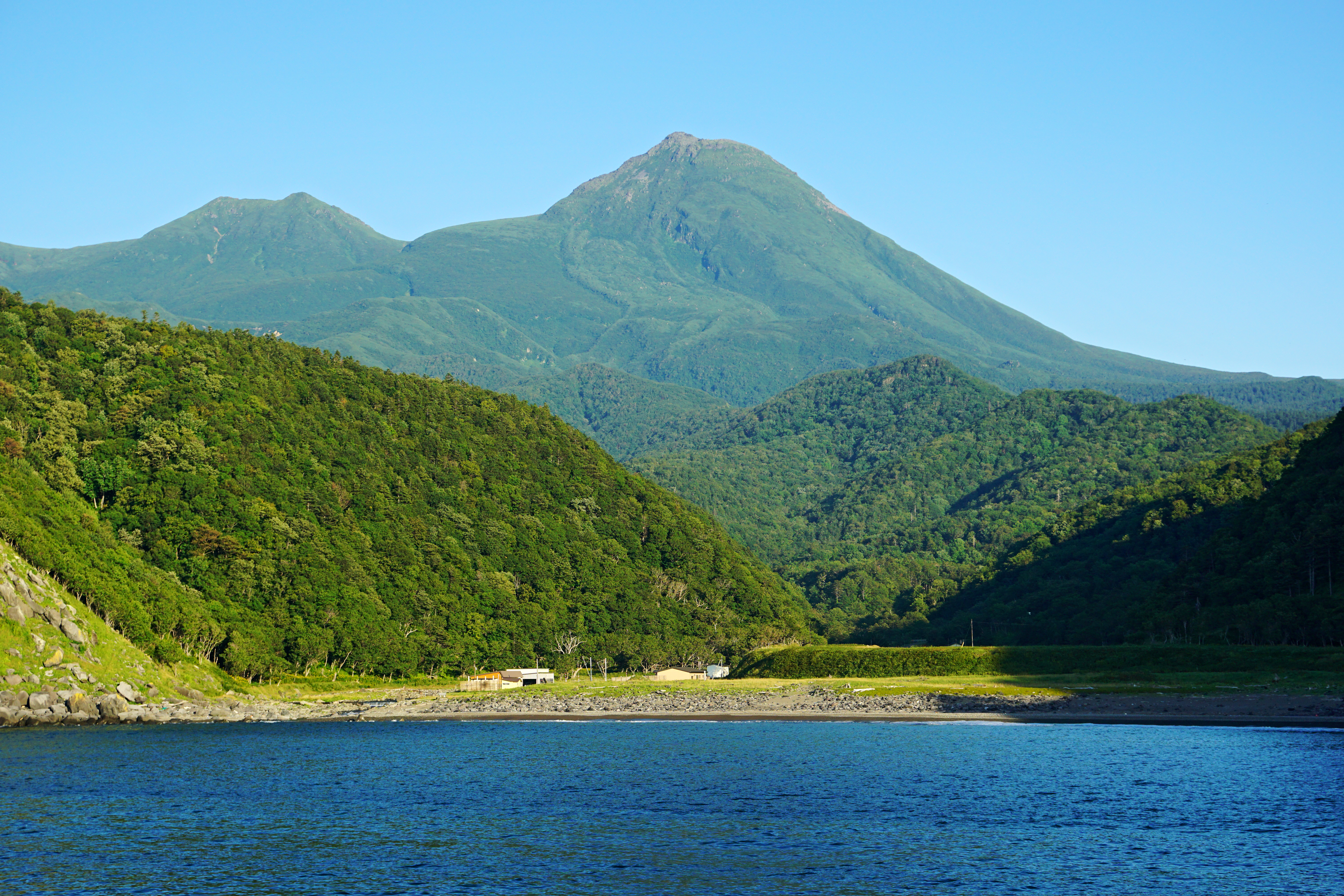
知床の森と羅臼岳
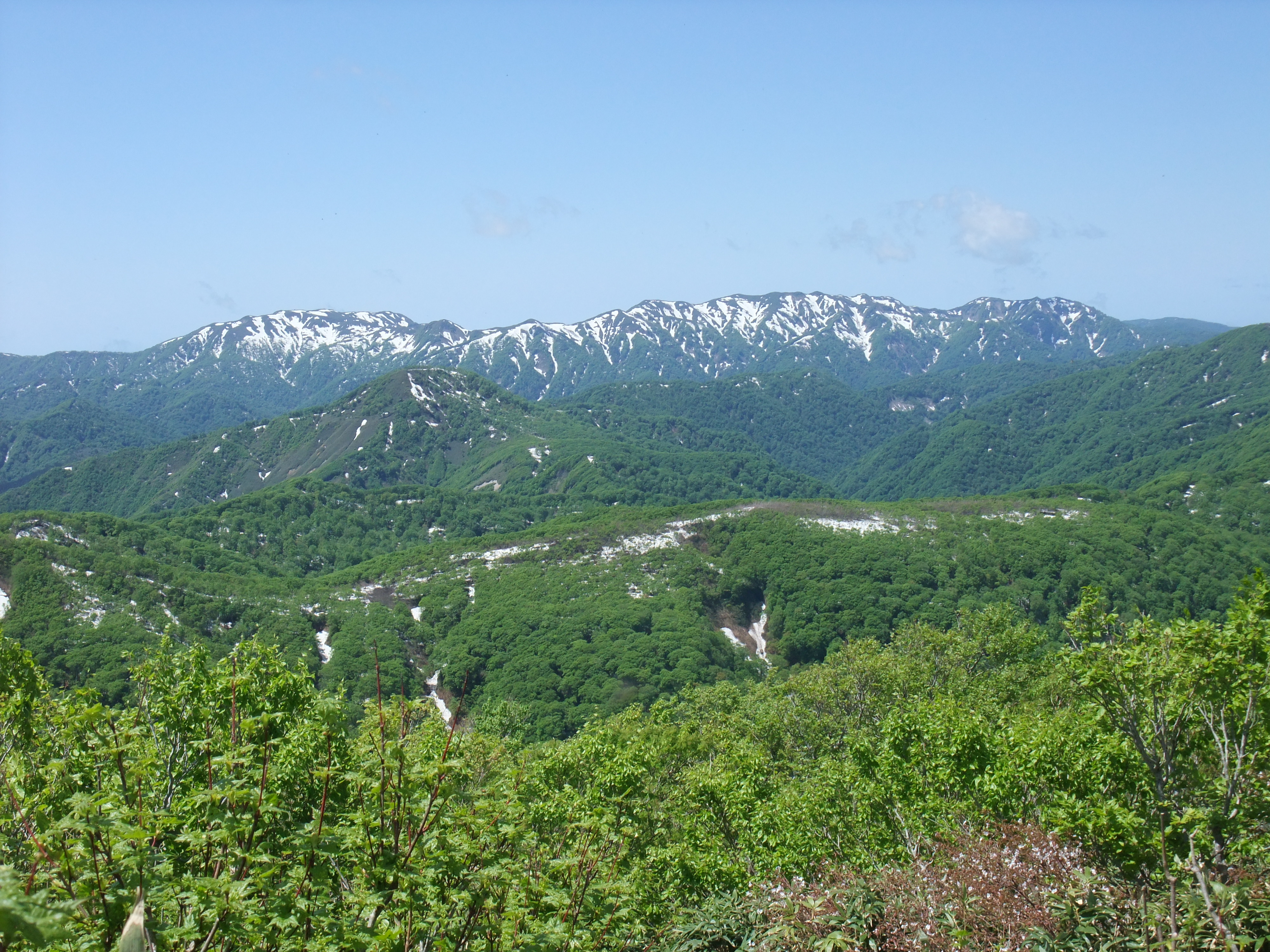
白神山地核心地域
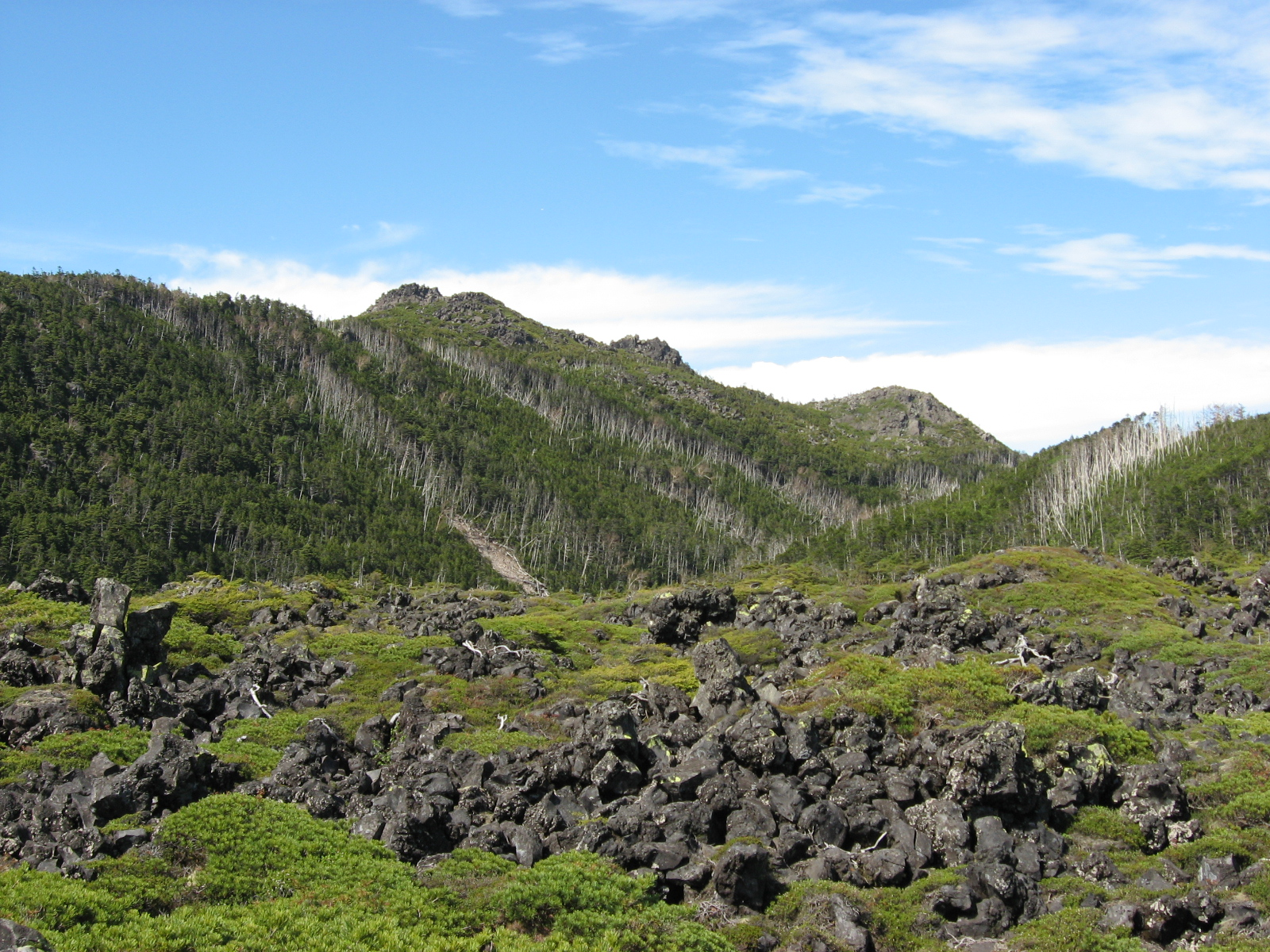
ここにしか見られない希少種が多い八ヶ岳
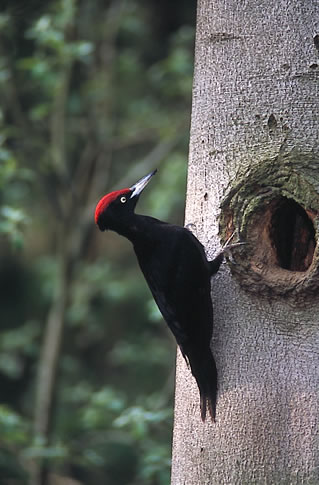
東北では珍しい森吉山のクマゲラ
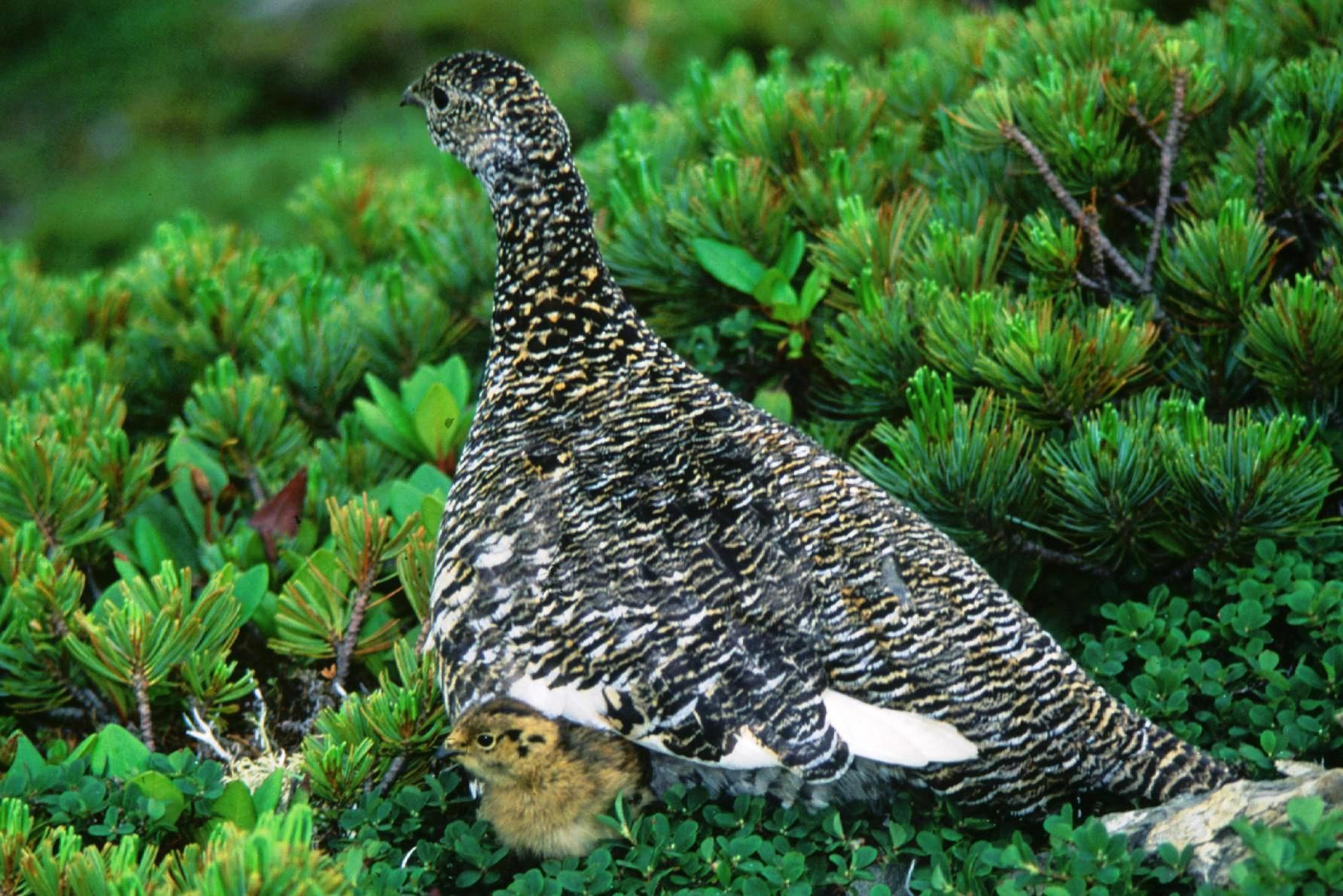
火打山のライチョウ

### 海外における類似の法律や制度
海外にも保安林に類似の制度が存在する。